# Quebec

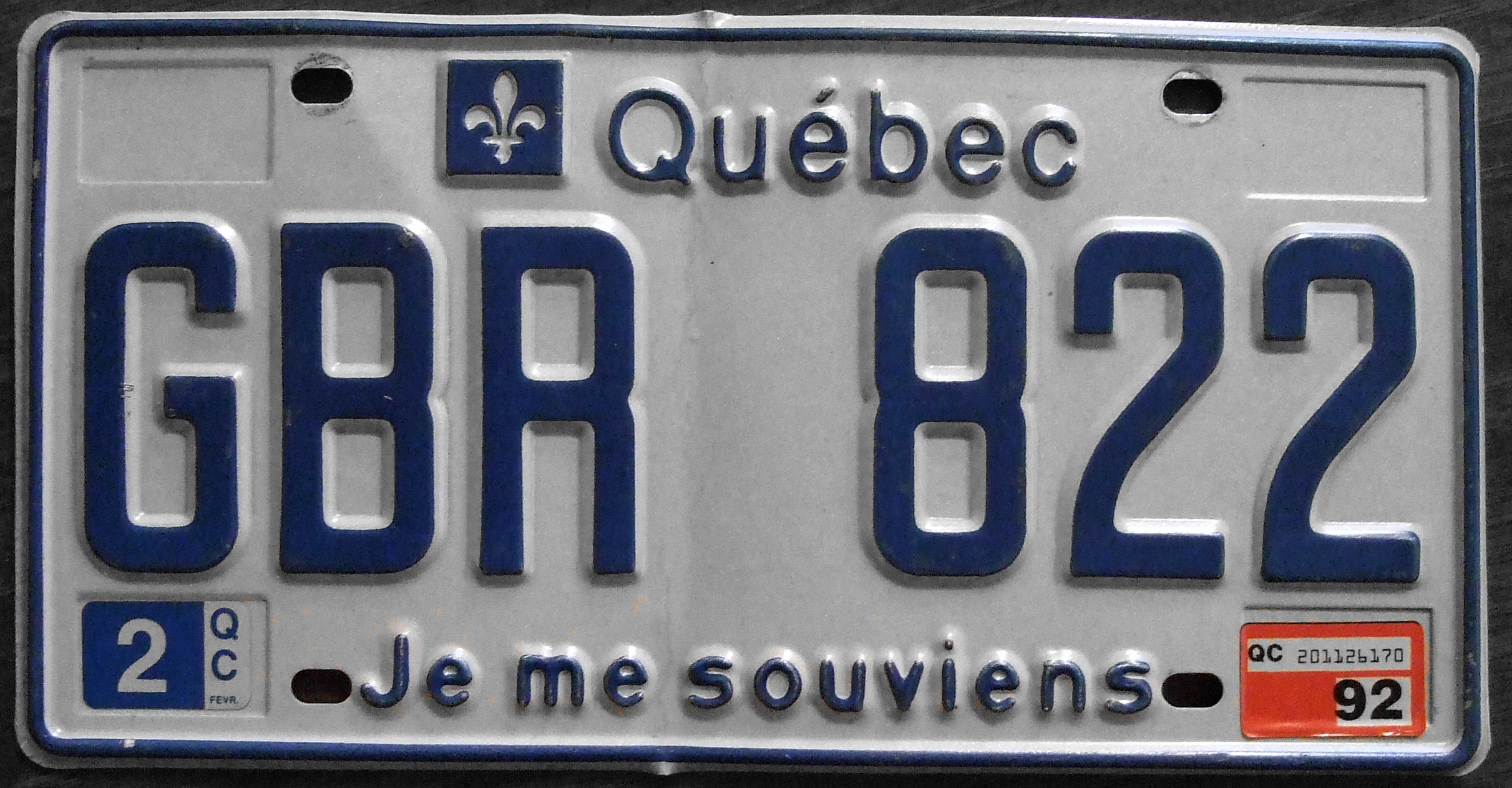

Quebec (en francés: Québec) es una de las diez provincias que, junto con tres territorios, conforman Canadá en Norteamérica. En 2006 el Parlamento canadiense reconoció a Quebec como una nación dentro de Canadá.
Su capital es la ciudad de Quebec y su ciudad más poblada es Montreal. La lengua oficial y más hablada es el francés.
Está ubicada al este del país, limitando al norte y noroeste con el estrecho de Hudson —que la separan de Nunavut— y la bahía de Hudson, respectivamente; al noreste con la provincia de Terranova y Labrador; al este con el golfo de San Lorenzo y la provincia de Nuevo Brunswick; al sudeste con los Estados Unidos; y al sur y sudoeste con la provincia de Ontario. Con 7 744 530 habs. en 2008 es la segunda entidad más poblada —por detrás de Ontario— y con 1 542 056 km², la segunda más extensa, por detrás de Nunavut
Por su idioma, su cultura, su historia y sus instituciones, es reconocida como una «nación». A diferencia de las demás provincias canadienses, Quebec tiene como única lengua oficial el francés, y es la única gran región mayoritariamente francófona de América del Norte. 
El idioma francés goza de protección legal; el idioma inglés se restringe a la ciudad cosmopolita de Montreal, donde aun así el francés es la lengua mayormente hablada. El celo de los quebequeses (del francés: Québécois) por su lengua y su estatus de minoría lingüística en Norteamérica, se debe a que sufrieron períodos de represión y asimilación británica a lo largo de su historia, motivando esta protección lingüística para evitar su pérdida.
El referéndum de independencia de Quebec de 1980 tuvo lugar el 20 de mayo de ese mismo año y los independentistas, liderados por René Lévesque, obtuvieron el 40,5 % de los sufragios. En el Referéndum de independencia de Quebec de 1995, los independentistas se quedaron a menos de un punto porcentual de conseguirlo, con el 49,4 % de los votos.
El 27 de noviembre de 2006 el Parlamento de Canadá, con el apoyo del partido gobernante, reconoció a Quebec como una nación dentro de un Canadá unido, dándole un estatus especial en lo cultural y social, como forma de aplacar los deseos separatistas de los independentistas gobernantes de Quebec.
En las elecciones generales de Quebec de 2012, el independentista Partido Quebequés, liderado por Pauline Marois, ganó la mayoría de los escaños de la Asamblea Nacional de Quebec, formando un gobierno minoritario con una mujer en el puesto de primer ministro por primera vez en la historia de la provincia. En el discurso del día de las elecciones, la gobernante dijo: «Queremos un país, y lo tendremos», reavivando el ideal de libertad.

## Toponimia
La palabra Québec -que significa «donde el río se estrecha» en lengua algonquina- fue utilizada por los algonquinos, los creeks y los micmacs para designar el estrechamiento del San Lorenzo en el Cabo Diamante, el lugar de la fundación de la ciudad de Québec (3 de julio de 1608) y el «comienzo de la tierra y la provincia de Canadá» (7 de septiembre de 1535). En 1632, Samuel de Champlain describió el lugar como «[...] un estrecho en el río, como dicen los indios [...] ». El nombre fue escrito con diferentes grafías a lo largo de los años: Qvebecq en 1601; Quebeck, Kébec en 1609; Québec en 1613 y Kebbek.

## Historia
Antes de la llegada de los franceses, Quebec estaba habitado por diferentes pueblos aborígenes, entre los cuales destacan los inuits —vocablo sin las connotaciones negativas del anteriormente extendido esquimales—, los hurones, los algonquinos, los mohawks, los cree y los innus.

### Nueva Francia
El primer colonizador francés en Quebec fue Jacques Cartier, que en 1534 estableció en Gaspé una gran cruz de madera con tres flores de lis, tomando posesión de aquellas tierras en nombre de Francia. Cartier descubrió el río San Lorenzo, y estableció en la orilla norte del río una colonia llamada Charlesbourg-Royal que estuvo en constante guerra contra los iroqueses y de la que fue su primer gobernador. En tiempos del Gobernador siur de Roberval los franceses son expulsados por los iroqueses y huyen de vuelta a Francia.
En 1608, Samuel de Champlain dio renacimiento a la Nueva Francia fundando en las cercanías de Charlesburg-Royal, en un lugar que los indios llamaban «kebek» (‘estrecho’), la ciudad de Quebec. La ciudad se volverá así el punto de partida de las exploraciones francesas en América del Norte. Después de 1627, el rey de Francia Luis XIII concedió el monopolio de la colonización a los católicos. La Nueva Francia se volvió una colonia real en 1663, bajo el reinado de Luis XIV.
Los franceses se alían con los indios hurones y otros contra los indios iroqueses, que eran los aliados de los británicos. La guerra de los Siete Años (1756-1763), entre Gran Bretaña y Francia, toma un cambio decisivo en Norteamérica con la derrota en 1759 del ejército de Louis-Joseph de Montcalm a manos del ejército británico del general James Wolfe en la batalla de los Llanos de Abraham, a las puertas de la ciudad de Quebec.
Entre 1755 y 1762 los pobladores de la zona llamada Acadia en las actuales provincias marítimas de Nueva Escocia y Nuevo Brunswick sufrieron una deportación masiva de sus tierras, entregadas a inmigrantes de Nueva Inglaterra. Las familias, separadas en varios navíos y deportadas a otros lugares —Luisiana, Francia, Gran Bretaña— sufrieron una fuerte mortalidad.

### Norteamérica británica
El Reino Unido tomó posesión de la Nueva Francia con el Tratado de París en 1763, cuando el rey Luis XV de Francia y sus consejeros eligieron conservar Guadalupe, por su azúcar, en lugar de Quebec —considerado en ese entonces como un extenso territorio de hielo sin importancia—. A raíz de este Tratado, la mayoría de los aristócratas regresaron a Francia.
En 1774 con la Ley de Quebec, Londres daba reconocimiento oficial a los derechos del pueblo francés de Quebec: el uso de la lengua francesa, la práctica de la religión católica y el uso del Derecho Romano en lugar del Jurisprudencial anglosajón. Antes de esta fecha, la situación de la religión católica era muy frágil y las posibilidades para los católicos, muy limitadas.

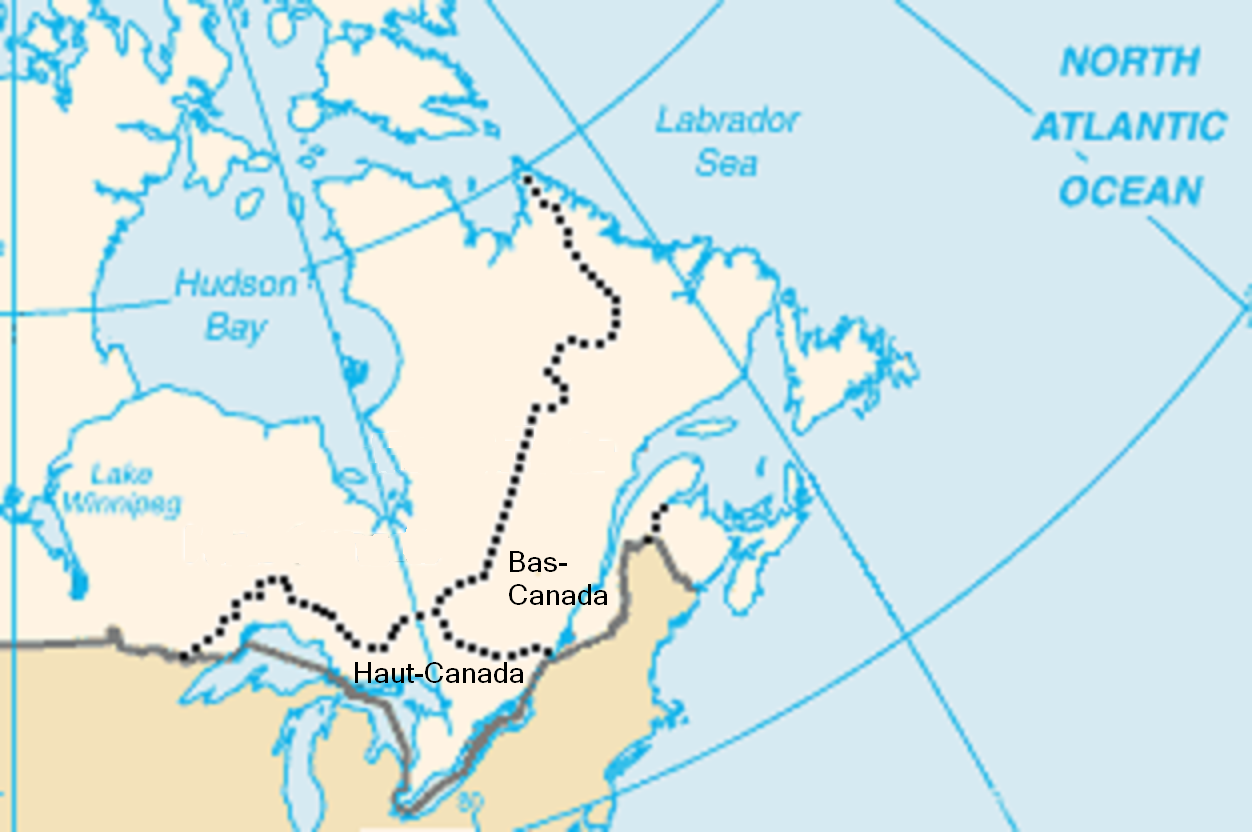
El Alto y el Bajo Canadá después de la Ley Constitucional de 1791.

En 1791 la Ley Constitucional de Canadá estableció dos provincias alrededor del río Ottawa: el Alto Canadá (la actual provincia de Ontario), de mayoría anglófona, y el Bajo Canadá (la actual provincia de Quebec), provincia mayoritariamente francófona.
En 1867, la firma de la Ley de América del Norte Británica consagró la federación de las provincias de Canadá, que constaba entonces de Quebec, Ontario, Nuevo Brunswick y Nueva Escocia.

### Revolución tranquila
La exclusión económica de los francoparlantes en Quebec fue considerada siempre un problema en Quebec hasta las reformas de los años 1960, la llamada «Revolución tranquila» (Révolution tranquille). El primer ministro de Quebec en ese entonces, Jean Lesage, propuso la nacionalización de la producción de electricidad. El gobierno creó empresas y bancas nacionales, y después impuso legislación para reconocer el derecho de trabajar en francés.
En 1948 se aprobó la actual bandera de Quebec como oficial, y la lengua francesa sería cooficial —junto al inglés— en Canadá desde 1968. En 1976 ganó las elecciones el nacionalista Partido Quebequés, de René Lévesque, que promulgará la Ley 101, por la que el francés sería la única lengua oficial de Quebec. En 1980, el referéndum de independencia arrojó resultado negativo, con un 59,6 % de votos en contra. De nuevo en el poder en 1995, el Partido Quebequés convocó a un nuevo referéndum el 30 de octubre de 1995, donde el no a la independencia ganó por tan solo 54 000 votos y un 50,4 % de sufragios, con una participación que superó el 90 % del censo electoral. Según las encuestas, menos de la mitad de los quebequenses sigue deseando constituirse en estado independiente.
El 27 de noviembre de 2006, el parlamento canadiense, con el apoyo del partido en el gobierno, reconoció a los quebequeses (Québécois, en francés) como «nación dentro de un Canadá unido», en un intento de aplacar los deseos secesionistas de los partidos independentistas, aunque en sentido cultural y social, no legal.
Asimismo, la provincia de Quebec tiene otras diez naciones de indios e inuit, reconocidos como tales por su Asamblea Nacional en la época de René Lévesque, y son también reconocidas por el gobierno federal (las Primeras Naciones). Otras naciones en la provincia de Quebec podrían en algún momento ser reconocidas, como los «métis» y los anglo-quebequenses.

## Geografía
La provincia de Quebec se ubica al este de la provincia de Ontario y de la bahía de Hudson, al sur del territorio de Nunavut y del estrecho de Davis, al oeste de las Provincias Marítimas y de la provincia de Terranova Labrador y al norte de varios estados de los Estados Unidos (Nueva York, Vermont, Nuevo Hampshire y Maine). Más del 90% de la superficie de Quebec forma parte del llamado Escudo Canadiense.

### Fronteras

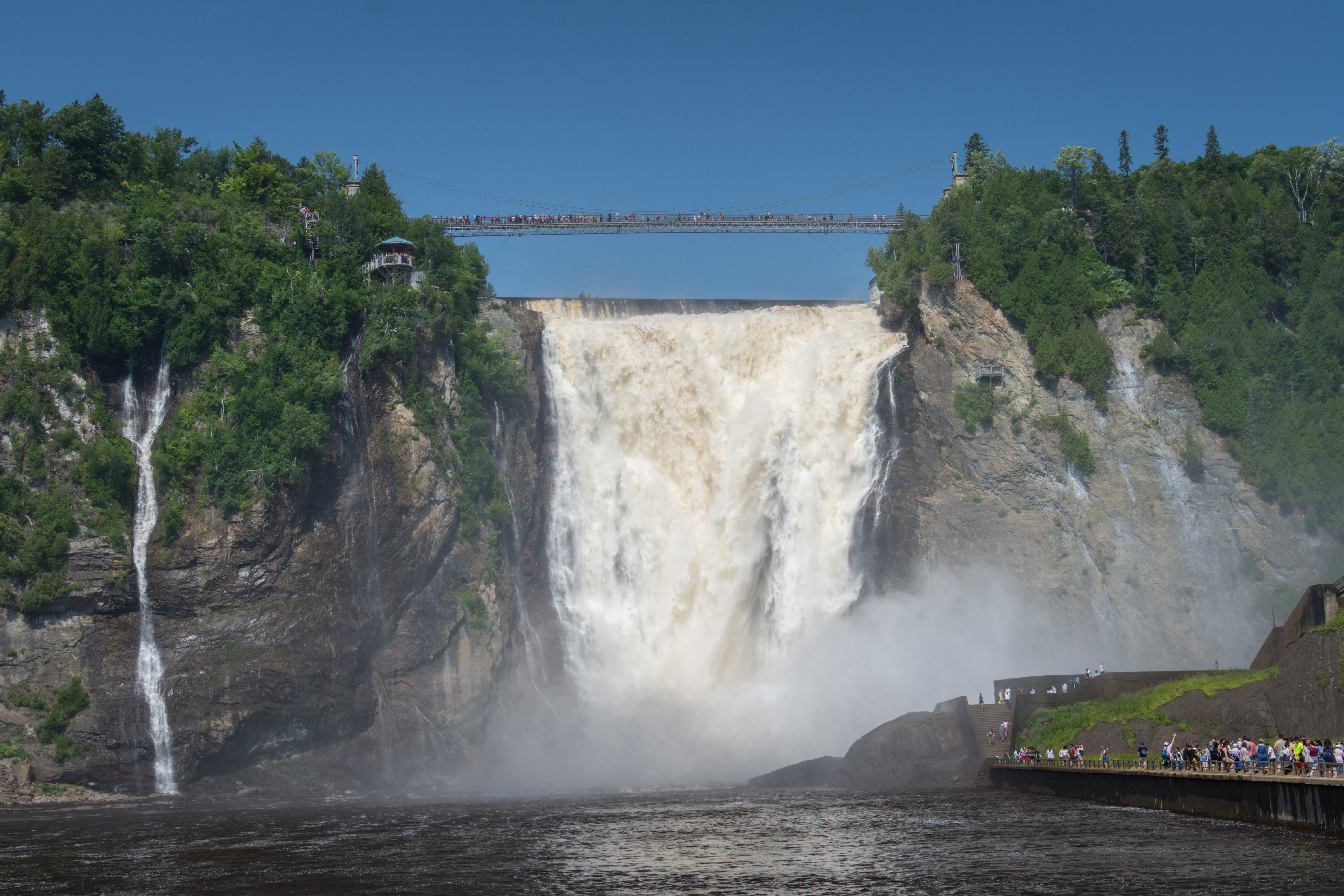
Cascadas de Montmorency.

Quebec comparte una frontera terrestre con cuatro estados en el nordeste de Estados Unidos (Nueva York, Vermont, Nuevo Hampshire y Maine) y tres provincias canadienses (Nuevo Brunswick, Ontario y Terranova y Labrador). En el golfo de San Lorenzo, la frontera es la línea de equidistancia entre las riberas de Quebec y la Isla del Príncipe Eduardo, Nuevo Brunswick, Nueva Escocia y Terranova y Labrador. Al norte y noroeste, la frontera marítima con el territorio de Nunavut sigue las orillas de la península del Labrador.
Una disputa fronteriza sigue en relación con la propiedad de península del Labrador —la frontera no está expresamente reconocida en Quebec—. Por otra parte, ya que los límites marítimos varían con las mareas, las islas costeras de la bahía de Hudson y la bahía de Ungava en Quebec solo lo son durante la marea baja. Así, más del 80% de las fronteras de Quebec siguen siendo inciertas.

### Topografía
Situado en los montes Torngat, el monte D'Iberville es el punto más alto de Quebec, con 1.652 metros.
La península del Labrador está cubierta por la meseta Laurentina, salpicada de macizos como los montes Otish. La península de Ungava incluye las montañas D'Youville, las montañas Puvirnituq y el cráter Pingualuit. Desde el Outaouais hasta el Extremo Norte, se elevan montañas de baja y media altitud, mientras que las montañas de gran altitud conforman la forma de Quebec desde la Capitale-Nationale hasta el extremo este, a lo largo de toda su longitud.
Al norte del San Lorenzo, la cadena montañosa laurentina se extiende desde el Outaouais hasta la costa norte, pero está deprimida en el graben Saguenay-Lac-Saint-Jean. Al sur, la cordillera de los Apalaches delimita las regiones que van desde los municipios del este hasta la península de Gaspé.
Las tierras bajas de San Lorenzo, limitadas al norte por los montes Laurentinos y al sur por los montes Apalaches, abarcan principalmente las regiones de Centre-du-Québec, Laval, Montérégie y Montreal, y las regiones meridionales de Capitale-Nationale, Lanaudière, Laurentides y Mauricie. Antiguamente cubiertas por las aguas del lago Champlain, las colinas de Monteregian y las de Oka emergen de la llanura.

### Hidrografía
Quebec cuenta con una de las mayores reservas de agua dulce del planeta, que cubre el 12% de su superficie y el 3% del agua dulce renovable de la Tierra.

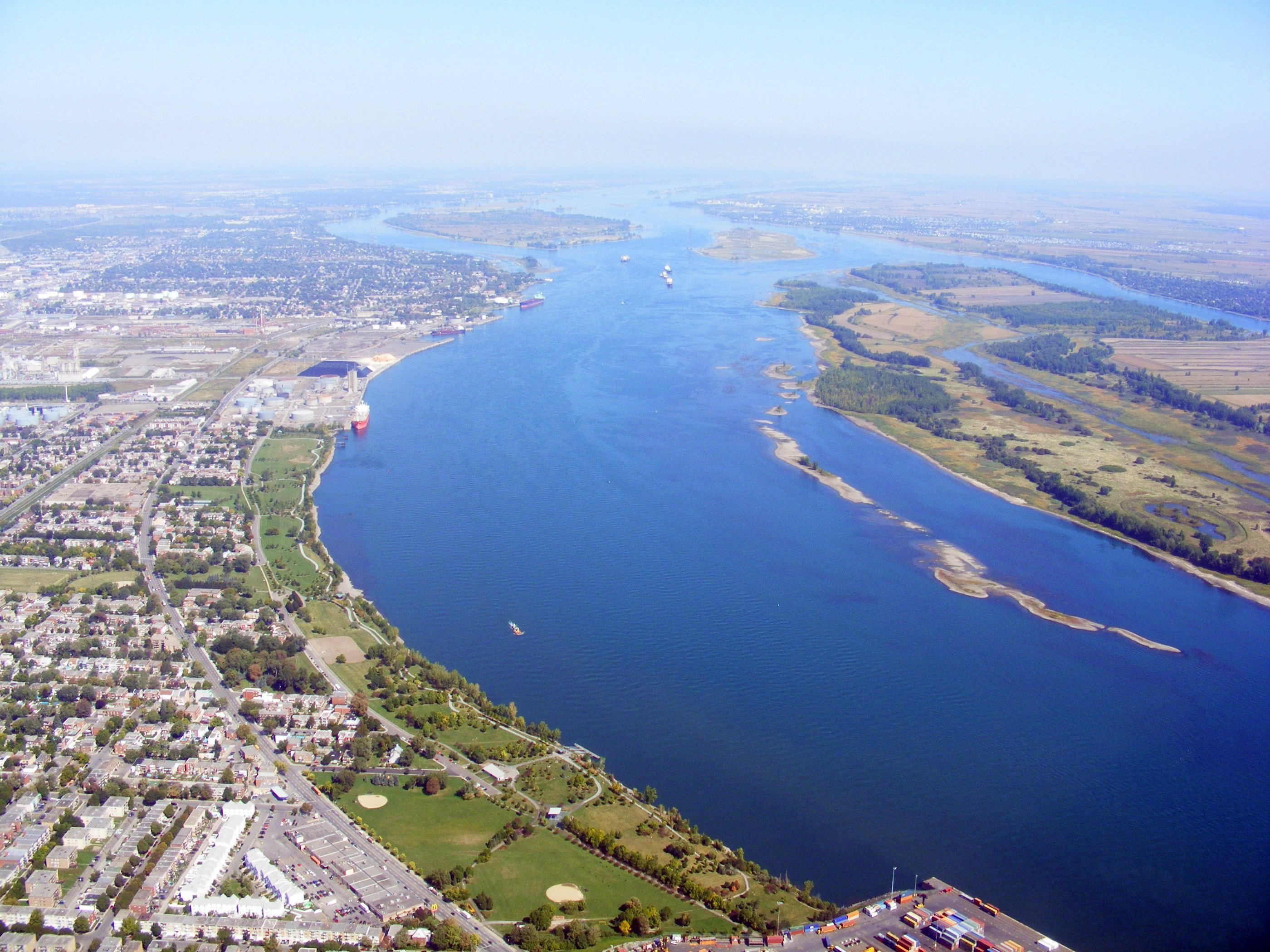
El Río San Lorenzo (fleuve Saint-Laurent) a su paso por Montreal

Más de medio millón de lagos -treinta de ellos de más de 250 km2- y 4.500 ríos desembocan en el océano Atlántico a través del golfo de San Lorenzo y en el océano Ártico a través de las bahías James, Hudson y Ungava.
Además del río San Lorenzo y su estuario, varios afluentes son testigos de la exploración del territorio y del desarrollo nacional a lo largo de la historia: Ashuapmushuan, Assomption, Chaudière, Gatineau, Jacques-Cartier, Malbaie, Manicouagan, Outaouais, Richelieu, Saguenay, St.
El Parque Nacional de Hautes-Gorges-de-la-Rivière-Malbaie cuenta con varias cascadas, la más alta de las cuales tiene 160 metros (tres veces más alta que las cataratas del Niágara, pero muy por detrás de las cataratas James Bruce de la Columbia Británica, de 840 metros), así como el Cañón de Sainte-Anne, esculpido por siete cascadas que caen por una escarpa de 128 metros Otras cascadas quebequenses con caídas monumentales son las de Montmorency (83 metros), Vauréal (76 metros), Saint-Ursule (72 metros), Hélène (70 metros), Coulonge (48 metros), Chaudière y Manitou (35 metros) y Philomène (33 metros).
El embalse de Caniapiscau, creado en el marco del proyecto de la Bahía James, es la mayor masa de agua interior. El lago Mistassini es el mayor lago natural de Quebec.

### Clima
Quebec tiene tres regiones de clima principales:

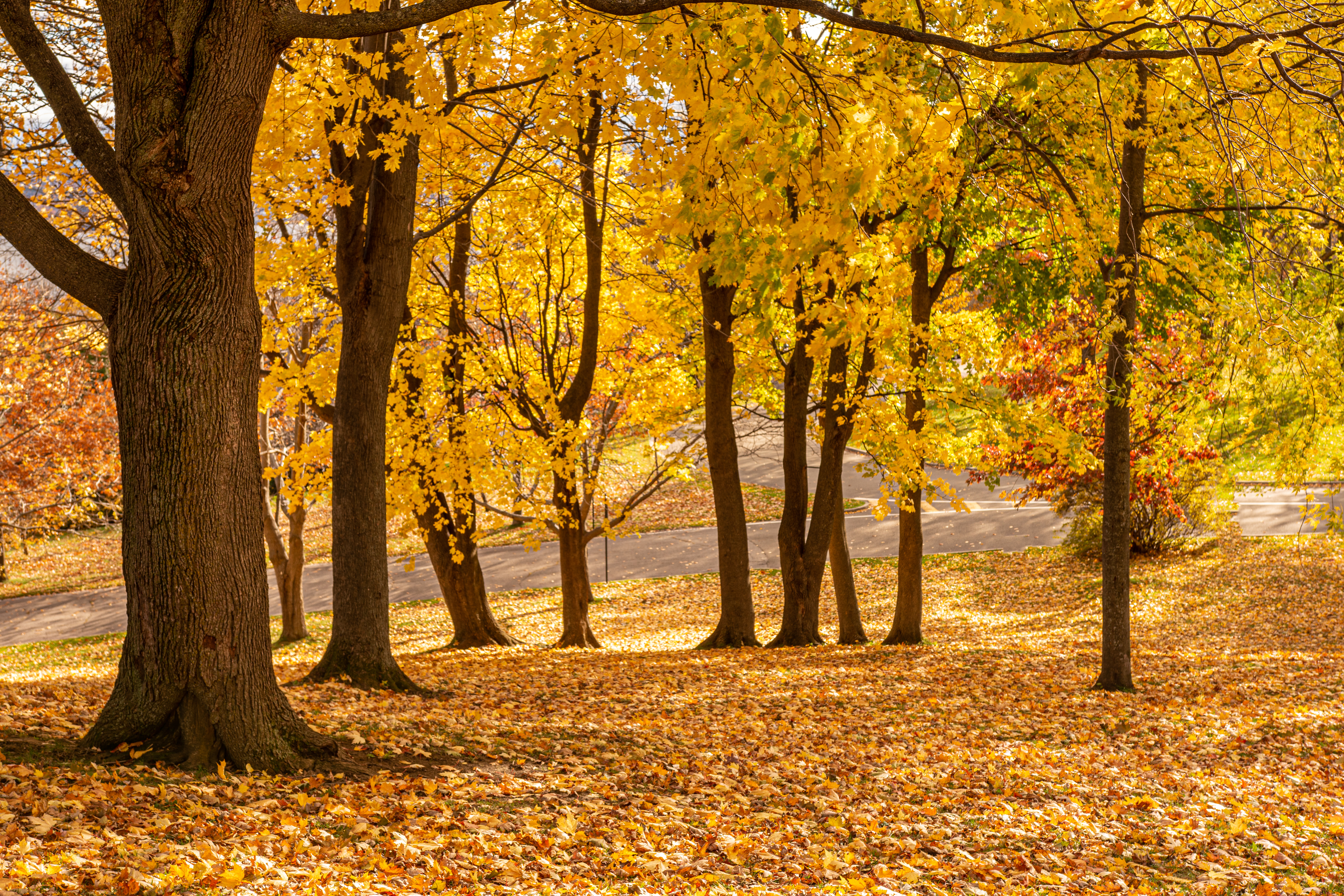
Paisaje de otoño en Quebec

- Quebec meridional y occidental, donde se concentran la mayoría de ciudades y la densidad de población es más alta; el clima continental es húmedo (clasificación climática de Köppen Dfb) con veranos cálidos y húmedos e inviernos fríos y con alta densidad de nieve. Las interacciones climáticas principales provienen del oeste y norte de Canadá que se desplazan hacia el este y de los Estados Unidos meridionales y centrales que se desplazan hacia el norte. Debido a la influencia de los núcleos tormentosos de Norteamérica y del océano Atlántico, las precipitaciones son abundantes a lo largo del año, con una densidad de las mismas de más de 1000 milímetros (40 pulgadas), incluyendo más de 300 centímetros (120 pulgadas) de nieve. Durante el verano pueden presentarse fenómenos climáticos severos, principalmente tornados y tormentas eléctricas.
- Quebec central tiene un clima subártico (Köppen Dfc). Los inviernos son largos y unos de los más fríos de Canadá, mientras que los veranos son cálidos aunque muy cortos debido a una latitud más alta y a mayor influencia de las masas de aire árticas. Las precipitaciones son algo menores que en el área meridional, excepto en las cotas altas.
- Las regiones nórdicas de Quebec tienen un clima ártico (Köppen ET), con inviernos muy fríos y veranos un poco más cálidos. Las influencias primarias en esta zona son las corrientes del océano Ártico (por ej. la corriente de Labrador) y las masas de aire continentales del polo ártico.

### Fauna

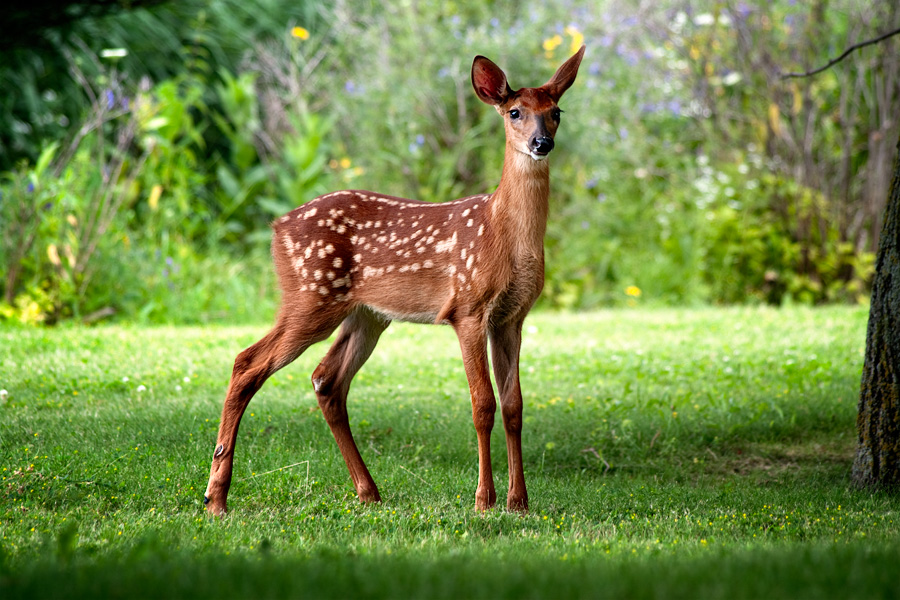
Un venado Odocoileus virginianus en el Parque nacional Îles-de-Boucherville

Los grandes animales terrestres son principalmente ciervos de cola blanca, alces, caribúes, osos negros y osos polares. Los animales de tamaño medio son el puma, el coyote, el lobo oriental, el gato montés, el zorro polar, el zorro rojo, etc. Entre los animales más pequeños, que se ven con más frecuencia, están la ardilla gris, la liebre de raqueta, la marmota, la mofeta, el mapache, la ardilla listada, el castor, etc.
La biodiversidad del estuario y del golfo de San Lorenzo está constituida por una fauna acuática de mamíferos, la mayoría de los cuales remontan el estuario y el parque marino de Saguenay-San Lorenzo hasta la isla de Orleans, como la ballena azul, la beluga, el rorcual aliblanco y la foca arpa (foca lobo). Entre los animales marinos del norte se encuentran la morsa y el narval. Las aguas interiores están pobladas por peces como la lubina, el lucio americano, el lucioperca, el esturión atlántico, el muskellunge, el bacalao atlántico, la trucha ártica, el salmón de río, el tomcod atlántico (pequeño pez de canal), el salmón atlántico, la trucha arco iris, etc
Entre las aves que suelen verse en el sur poblado de Quebec se encuentran el petirrojo americano, el gorrión común, el mirlo de alas rojas, el ánade real, el grajo común, el arrendajo azul, el cuervo americano, el carbonero común, algunas currucas y golondrinas, el estornino europeo y la paloma bravía, estas dos últimas introducidas en Quebec y que se encuentran principalmente en las zonas urbanas. La fauna aviar incluye aves rapaces como el águila real, el halcón peregrino, el búho nival y el águila calva. Entre las aves marítimas y semiacuáticas se encuentran los gansos de Canadá, los cormoranes de doble cresta, los alcatraces, las gaviotas argénteas, las garzas azules, las grullas, los frailecillos, los colimbos, etc.

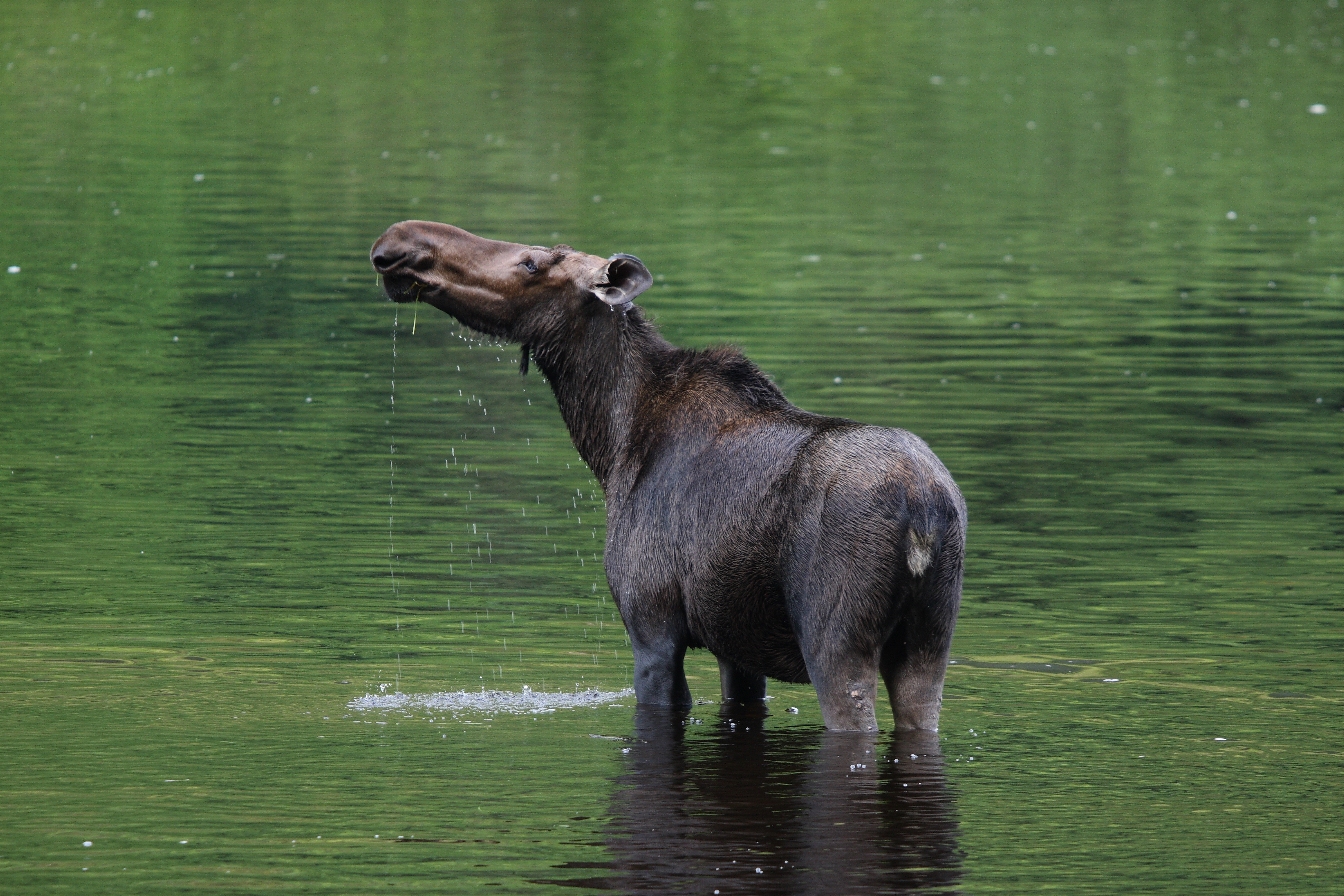
Un Alce (Alces alces) en el Parque nacional Jacques Cartier, Quebec

Algunos animales de granja están designados como «razas del patrimonio de Quebec», concretamente el caballo canadiense, la gallina Chantecler y la vaca canadiense. Asimismo, además de los alimentos «ecológicos» certificados, el cordero de Charlevoix es el primer producto local de Quebec que tiene protegida su indicación geográfica. La producción animal incluye también las razas porcinas Landrace, Yorkshire y Duroc, así como numerosas razas ovinas, etc.
La Fondation de la faune du Québec y el Centre de données sur le patrimoine naturel du Québec (CDPNQ) son los principales organismos públicos que colaboran con los responsables de la conservación de la fauna en Quebec.
El número de caribúes en Quebec ha disminuido considerablemente, principalmente debido a la actividad de la industria forestal. Desde la década de 1990, el 99 % de la mayor manada de caribúes migratorios, que vive en la tundra, ha sido destruida, pasando de 800 000 animales a poco más de 5000. El número de caribúes de montaña, que viven en las tierras altas de la península de Gaspé, en el noreste de Quebec, ha descendido un 60 %, hasta situarse por debajo de los 200 animales. En cuanto al caribú de bosque, su hábitat ha sido destruido en gran medida por la industria maderera. Los gobiernos son reacios a actuar por razones económicas. Philippe Couillard, primer ministro de 2014 a 2018, declaró: «No sacrificaré ni un solo puesto de trabajo en el bosque por el caribú. En 2020, las autoridades decidieron eliminar la protección de varias áreas preservadas y autorizaron la tala en estas zonas.

### Vegetación

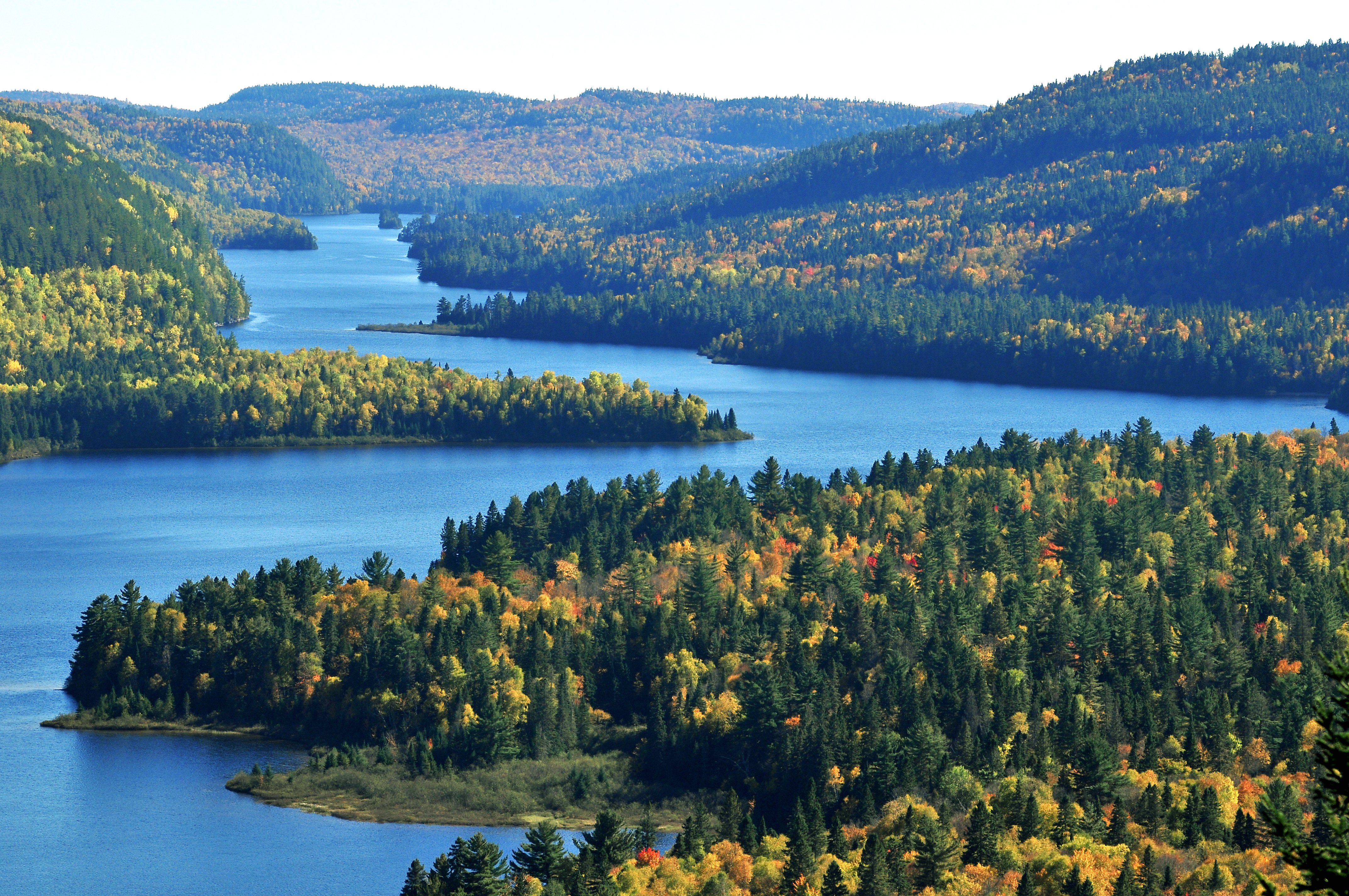
Bosques que rodean el Lago Wapizagonke, Parque Nacional de La Mauricie, Quebec

En el contorno de la bahía de Ungava y del estrecho de Hudson se encuentra la tundra, cuya flora se resume en una vegetación herbácea y arbustiva baja y de líquenes. Más al sur, el clima se vuelve propicio al crecimiento del bosque boreal, cuyo límite norte es la taiga.
De Abitibi-Témiscamingue a la Côte-Nord, este bosque esencialmente está compuesto por coníferas como el abeto, el pino, el pinabeto blanco, el pinabeto negro y el alerce. Acercándose al río hacia el sur, se añaden gradualmente el abedul amarillo y otros hojosos. El valle del río San Lorenzo está compuesto por el bosque mixto con coníferas como el pino blanco de América y la tuya de Occidente (cedro), así como de hojosos.
Los bosques de Quebec cubren 905.792 km², es decir, el 54% de la superficie total de la provincia (1.667.712 km²). A modo de comparación, la superficie de los bosques de Quebec es mayor que la superficie total de Francia y sus dependencias (675.417 km²).
A efectos de gestión forestal, los bosques públicos de Quebec están subdivididos en 59 unidades de gestión que suman 451.896 km². Teniendo en cuenta las exclusiones (por ejemplo, los refugios biológicos), la superficie neta de bosque público para la producción forestal es de 269 080 km². El 1 de abril de 2018 entró en vigor un nuevo límite norte para la gestión de los bosques públicos, situado aproximadamente en el paralelo 51.
Los bosques privados cubren una superficie total de 71.010 km².

### Áreas protegidas

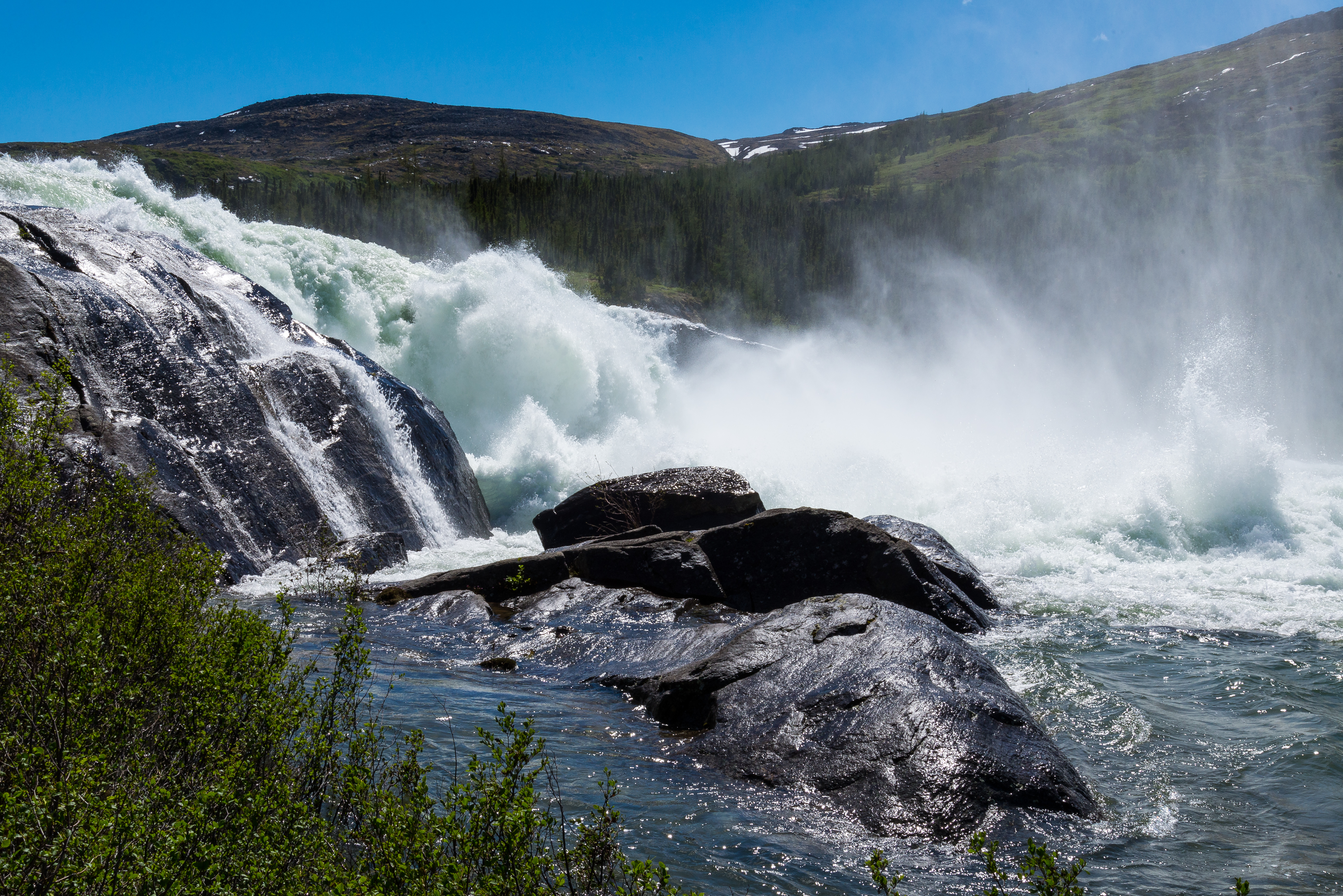
Cataratas Korluktok en el Parque nacional Kuururjuaq (Parc national Kuururjuaq)

En 1996, Quebec adoptó una estrategia de creación de áreas protegidas para aplicar el Convenio sobre la Diversidad Biológica firmado en la Cumbre de la Tierra de Río en 1992. En 1987, el primer informe sobre áreas protegidas en Quebec indicaba que el 0,36 % del territorio total de Quebec estaba protegido; al 31 de marzo de 2014, esta superficie era del 9,11 %. Las llamadas orientaciones estratégicas de Quebec en materia de áreas protegidas (Orientations stratégiques du Québec en matière d'aires protégées 2011-2015) pretenden aumentar este porcentaje hasta el 12 %. Se espera que este porcentaje se incremente paulatinamente, ya que Quebec participó en la Conferencia de las Partes de 2010 en Nagoya (Japón), donde los 165 países que ratificaron el Convenio sobre la Diversidad Biológica de 1992 acordaron aumentar la superficie de las zonas marinas y terrestres que deben protegerse hasta el 10 % y el 17 %, respectivamente, para 2020.
Las áreas protegidas de Quebec se establecen según las seis categorías de la UICN (Unión Internacional para la Conservación de la Naturaleza) y sobre la base del Marco de Referencia Ecológico elaborado por el Ministerio de Desarrollo Sostenible, Medio Ambiente y Cambio Climático (Ministère du Développement durable, de l'Environnement et de la Lutte contre les changements climatiques) para garantizar su representatividad ecológica en todo Quebec.
Todos los caribús de Quebec pertenecen a la subespecie de caribú de bosque. Existen tres ecotipos: boscoso, montañoso y migratorio. El concepto de ecotipo implica que las poblaciones son genéticamente distintas de otros ecotipos aunque no haya diferencias visuales.
El ecotipo de montaña, también conocido como caribú de Gaspé, fue designado como especie amenazada en Quebec en 2009 en virtud de la Loi sur les espèces menacées ou vulnérables de Quebec. El ecotipo de bosque ha sido designado «vulnerable» desde 2005.
La preservación de su hábitat es una cuestión importante para la certificación forestal (apartado siguiente) y la política, ya que implica la preservación de áreas muy grandes de bosque maduro que también son codiciadas por la industria forestal.

## Demografía

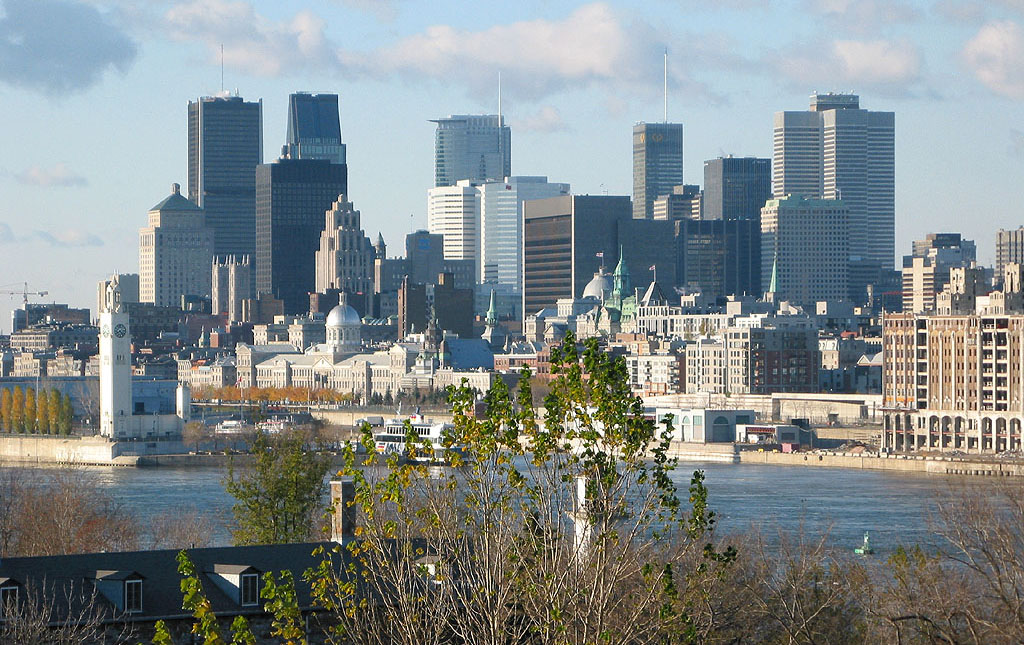
Vista de Montreal, la ciudad más grande de Quebec.

En 2016 la provincia de Quebec contaba con 8 164 361 habitantes, la mayoría de los cuales residían en el área metropolitana de Montreal, que cuenta con 4 098 927, segunda ciudad en habitantes de Canadá y la cuarta metrópoli francófona del mundo tras París, Kinsasa y Abiyán. Otras áreas metropolitanas de más de 100 000 habitantes son las de Quebec (800 296), Sherbrooke (212 105), Saguenay (160 980) y Trois-Rivières (156 042). El área de Gatineau (332 057), frente a Ottawa, forma junto a esta un área metropolitana de 1 323 783 habitantes. La población urbana en 2004 era de un 80,4 % y el porcentaje de inmigrantes se cifraba en un 12% de la población total, destacando sobre todo la recepción de inmigración francófona, principalmente haitiana. La esperanza de vida es de 81,9 años para las mujeres y 76,3 años para los hombres.

### Idiomas

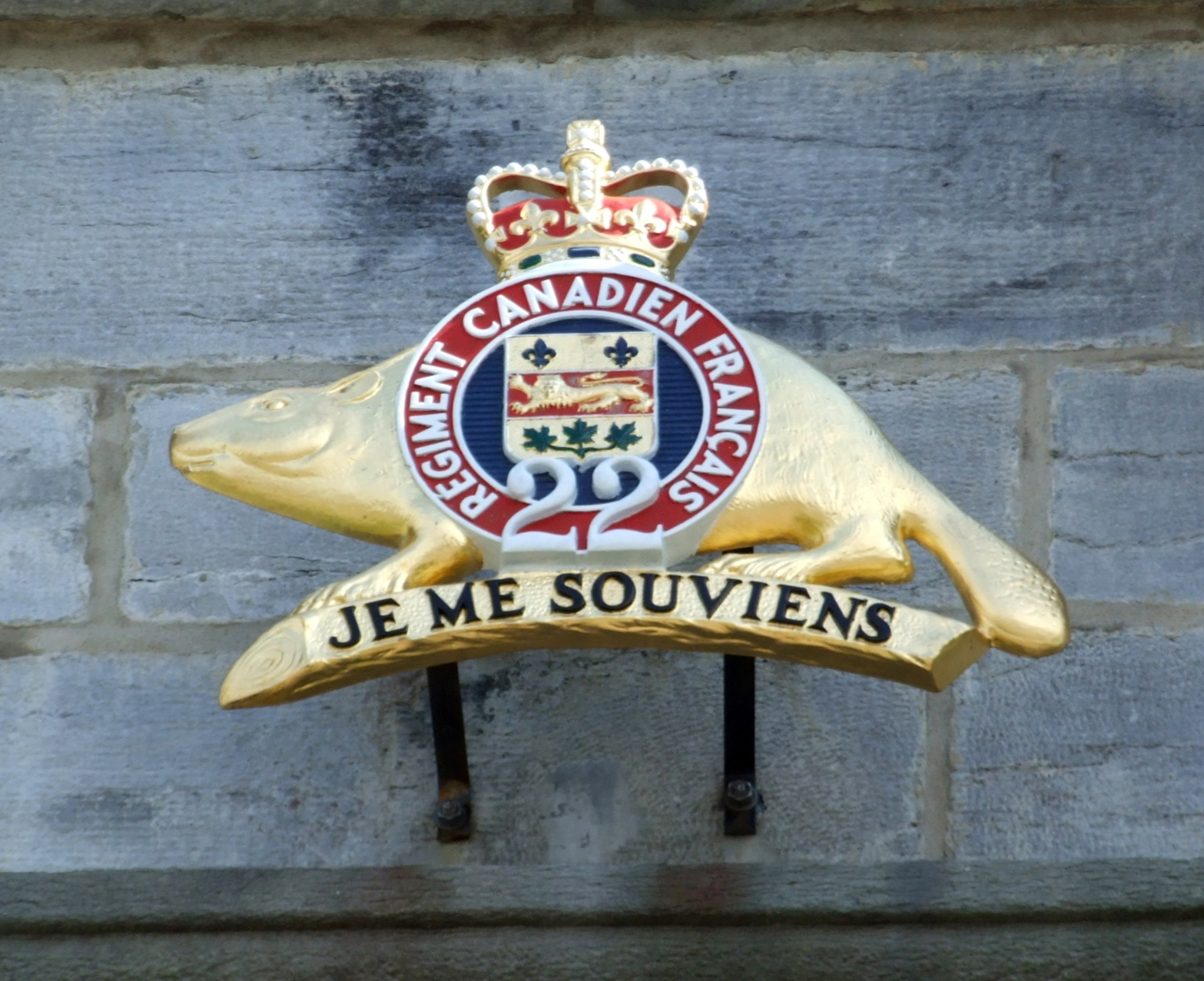
Lema de la Provincia (Je me souviens) escrito en francés.

El idioma oficial de la provincia es el francés. Es la única provincia canadiense donde la mayoría de la población es francófona, y el inglés no es reconocido como lengua oficial por las leyes de la provincia. Sin embargo, según la ley constitucional de Canadá de 1867, tanto el francés como el inglés pueden ser usados en la Asamblea Nacional de Quebec y sus cortes judiciales, y algunos documentos oficiales también han de estar escritos en ambos idiomas. Además, la minoría angloparlante tiene derecho a recibir la enseñanza en su idioma.
Según el censo de 2001, la lengua mayoritaria es el francés, hablada por el 81,2 % de la población. El 10 % habla una lengua no oficial —los llamados alófonos—, el 8% es anglohablante y tan solo son bilingües el 0,8 % de la población. En el área metropolitana de Montreal el porcentaje de francófonos es del 68 %, siendo el 18,5% alófonos, el 12,5% anglohablantes, y bilingües el 1% de la población. En las demás ciudades el porcentaje de francófonos supera el 90 %.

### Religión

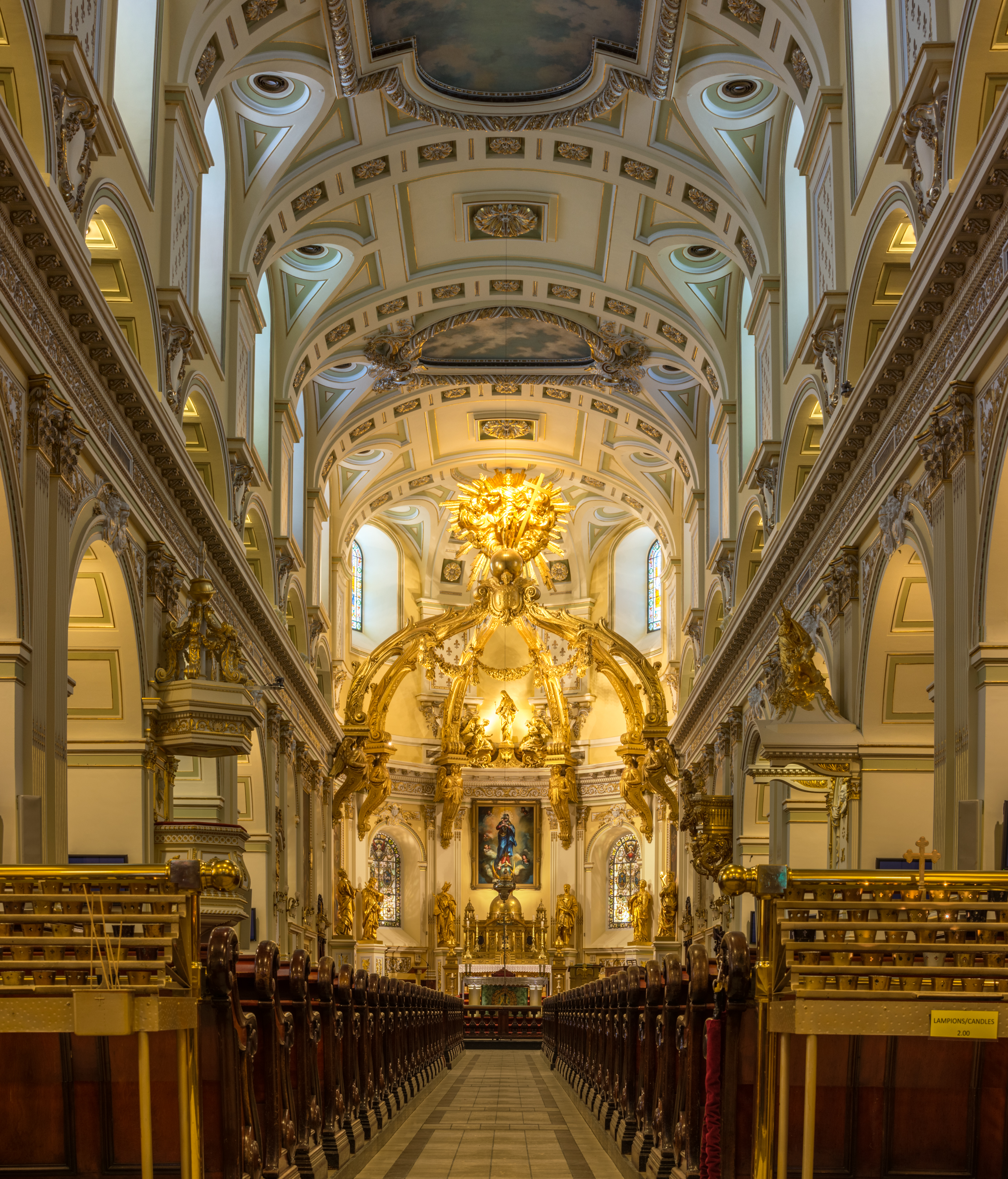
Interior de la Basílica-Catedral católica de la ciudad de Quebec.

Quebec es una de las dos provincias canadienses cuya población es mayoritariamente católica, junto a Nuevo Brunswick. Este es un legado de la época colonial francesa, cuando solo a los católicos se les permitió establecerse en la Nueva Francia.
Los santos patronos de esta provincia son San Juan Bautista (cuya festividad es la Fiesta Nacional de Quebec) y Santa Ana.
El censo de 2001 mostró que la población era del 83,2% cristianos católicos; el 4,7% cristianos protestantes (incluidos 1,2% anglicanos, 0,7% de la Iglesia Unida, y el 0,5% bautistas); el 1,4% cristianos ortodoxos (incluyendo el 0,7% de griegos ortodoxos), y el 0,8% otros cristianos, así como el 1,5% musulmanes, 1,3% judíos; 0,6% budistas, 0,3% hindúes y sijs el 0,1%. Un 5,8% de la población dijo que no tenía ninguna afiliación religiosa (incluido el 5,6% que dijo que no tenían ninguna religión en absoluto).
Cabe destacar que la mayoría de las expresiones vulgares de la lengua cotidiana utilizan términos habituales de la Iglesia católica y considerados sagrados por esta: calise (‘cáliz’), tabarnac (‘tabernáculo’), ciboire (‘copón’), hostie (‘hostia’). Dichas expresiones son a veces consideradas como parte de la identidad del dialecto quebequés frente al francés europeo.

### Iglesia Católica
Desde el principio de la colonia, y a lo largo de la historia franco-canadiense, la Iglesia católica ha desempeñado un papel importante en el desarrollo social y político de Quebec.
La primera misa fue celebrada por el sacerdote que acompañaba a Jacques Cartier en su viaje en 1535. Pero la evangelización de los amerindios por parte de los misioneros católicos fue anterior a la fundación de parroquias. Luego, en 1627, el cardenal de Richelieu emitió una proclama real, según la cual Luis XIII desterraba de Nueva Francia a todos los no católicos, incluidos los hugonotes. El vicariato apostólico fue fundado en 1658, seguido por la diócesis de Quebec en 1674. Además, el obispo de Quebec, que hoy es de oficio el primado de la Iglesia católica en Canadá, era miembro del Consejo Soberano para el gobierno de Nueva Francia.
El extraordinario poder de la Iglesia católica se refleja en todos los ámbitos culturales, desde la lengua hasta el teatro, la literatura, el cine y las bellas artes. La edad de oro de los clérigos llegó a mediados del siglo XIX (hacia 1840), cuando la Iglesia, influida por el ultramontanismo, concretó su influencia. Pero esta disminuyó cien años después, en un momento en que la sociedad quebequesa sería atravesada y profundamente transformada por la llamada Revolución Tranquila. Creada en 1966, la Asamblea de Obispos Católicos de Quebec se ocupa de cuestiones de actualidad relacionadas con los valores éticos y morales.
Además de los demás santos, beatos y venerables reconocidos por su labor en la América francesa, el Hermano André se convirtió en el primer santo masculino de origen quebequés durante la celebración de la canonización el 17 de octubre de 2010 en Roma, presidida por el papa Benedicto XVI.

## Economía

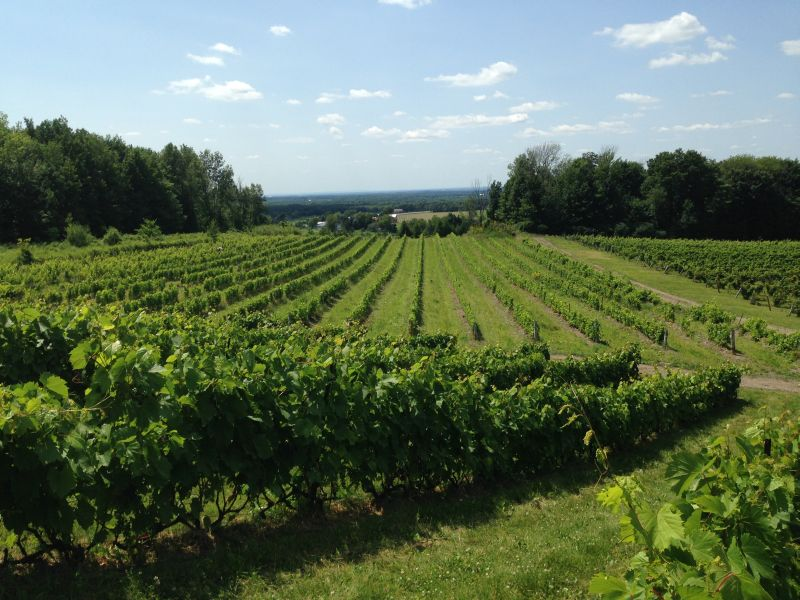
Viñedo en Quebec

La provincia de Quebec está altamente industrializada y en el territorio abundan los recursos naturales, entre los que destacan los minerales, grandes bosques de coníferas que nutren una importante industria maderera o los lagos, ríos y otras corrientes de agua que producen energía hidroeléctrica no solo para consumo interno sino también para su exportación a los Estados Unidos. Quebec también es un jugador importante en varias de las principales industrias de punta incluyendo la aeroespacial, tecnologías de la información, software y multimedia. Montreal, una ciudad de Quebec, es considerada potencia en investigación de inteligencia artificial. Aproximadamente el 60 % de la producción de la industria aeroespacial canadiense es de Quebec, donde las ventas ascendieron a 12.4 mil millones de dólares canadienses en 2009. Quebec es uno de los líderes norteamericanos en alta tecnología. Este amplio sector abarca aproximadamente 7.300 empresas y emplean a más de 145 000 personas. Importantes empresas, tanto compañías canadienses como de otros países poseen oficinas en Quebec, como Microsoft, Google, IBM, Air Canadá, etc. La provincia también es conocida por ser la sede central de los reconocidos desarrolladores de videojuegos Ubisoft Montreal y Ubisoft Quebec, que conjuntamente emplean a más de 4500 personas, conocidos por exitosas franquicias como Assassin's Creed.
El valle del río San Lorenzo es una región agrícola muy fértil. Al contar con una gran cabaña ganadera, produce lácteos variados y carne, y en sus campos se cosechan excelentes frutas y verduras. Destaca en gran medida la producción de jarabe de arce, del cual la provincia de Quebec es el primer productor mundial.

### Exportaciones e Importaciones
Gracias a la Organización Mundial del Comercio (OMC) y al Tratado de Libre Comercio de América del Norte (TLCAN), la capacidad de Quebec para competir en el mercado internacional ha aumentado. Gracias a estos acuerdos, sus relaciones comerciales con otros países se han vuelto más dinámicas. En consecuencia, las exportaciones de Quebec han aumentado considerablemente. Este comercio internacional contribuye a la solidez de la economía quebequense, sobre todo en términos de empleo. Aproximadamente el 60 % de sus exportaciones se realizan fuera de Canadá.

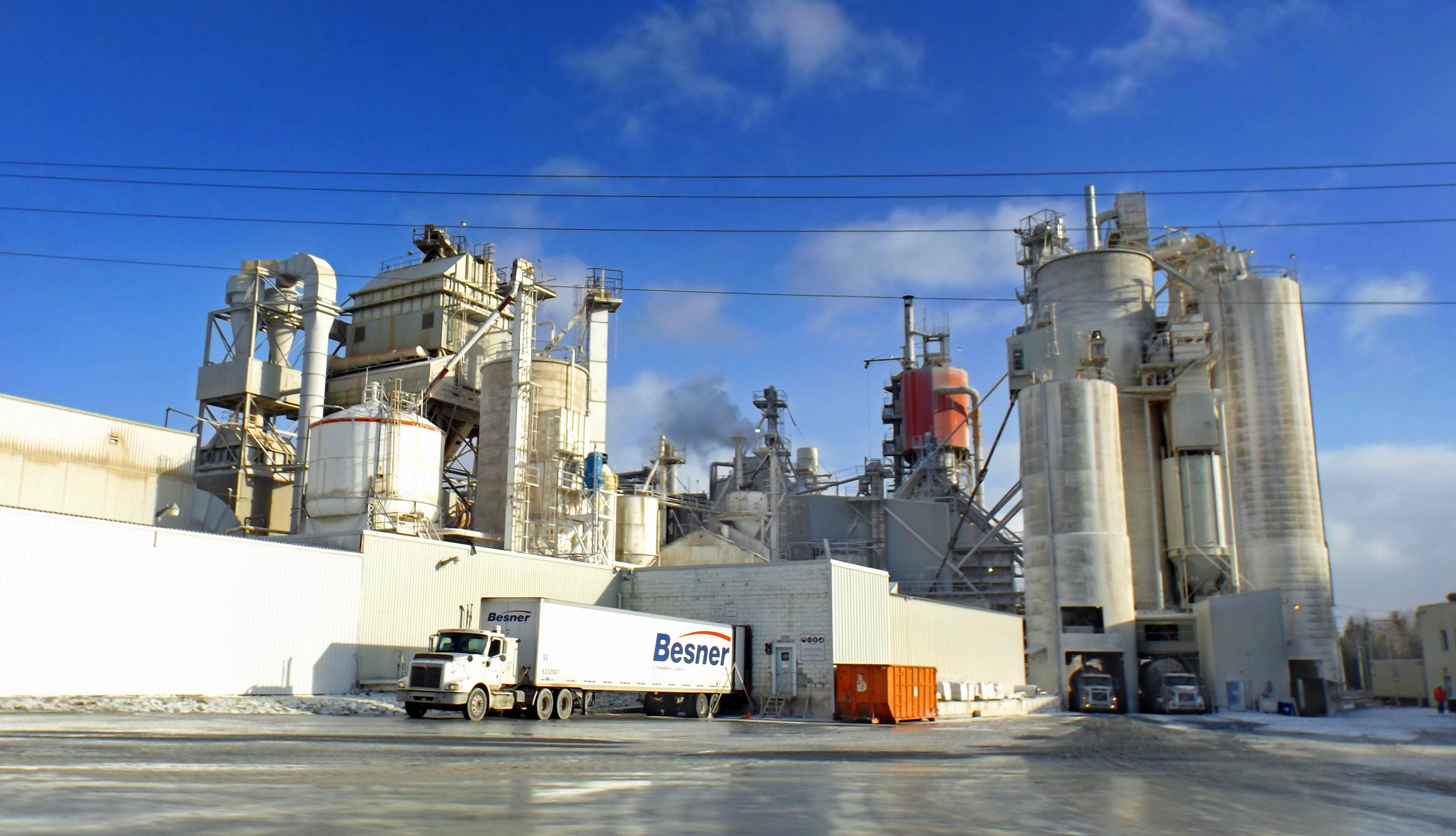
Estructuras industriales de Graymont Lime

En 2008, las exportaciones de Quebec a Canadá y al extranjero ascendieron a 157 300 millones de dólares canadienses, el 51,8 % de su producto interior bruto (PIB). De este total, las exportaciones internacionales representan el 60,4 %, frente al 39,6 % de las exportaciones interprovinciales. La distribución por destino de las exportaciones internacionales de mercancías es la siguiente: Estados Unidos (72,2 %), Europa (14,4 %), Asia (5,1 %), Medio Oriente (2,7 %), América Central (2,3 %), América del Sur (1,9 %), África (0,8 %) y Oceanía (0,7 %). En 2008, Quebec importó bienes y servicios por valor de 178000 millones de dólares canadienses, el 58,6 % de su PIB. Las importaciones internacionales representaron el 62,9 % del total, frente al 37,1 % de las interprovinciales. La distribución de las importaciones internacionales de mercancías por origen es la siguiente: Estados Unidos (31,1 %), Europa (28,7 %), Asia (17,1 %), África (11,7 %), Sudamérica (4,5 %), Centroamérica (3,7 %), Oriente Medio (1,3 %) y Oceanía (0,7 %). El Tratado de Libre Comercio de América del Norte (TLCAN) da a Quebec, entre otras cosas, acceso a un mercado de 130 millones de consumidores en un radio de 1000 kilómetros.
Sin embargo, el principal socioeconómico de Quebec es el resto de Canadá, con más de 59 000 millones de dólares en exportaciones en 2009. Esto representa más de la mitad de las exportaciones de Quebec.
Varias empresas quebequenses de renombre operan en el mercado internacional: los productores de pasta y papel Cascades y AbitibiBowater, el productor de leche Agropur, el fabricante de transportes Bombardier, la empresa de tecnologías de la información CGI, el Cirque du Soleil, las tiendas de conveniencia Couche-Tard y la empresa de seguridad GardaWorld, el distribuidor de energía Gaz Métro, la empresa de marketing Cossette Communication Group, la empresa de medios de comunicación y telecomunicaciones Québecor, la empresa de contabilidad Raymond Chabot Grant Thornton, la fábrica de queso Saputo y la panadería Vachon, el grupo de ingeniería y construcción SNC-Lavalin, etc.

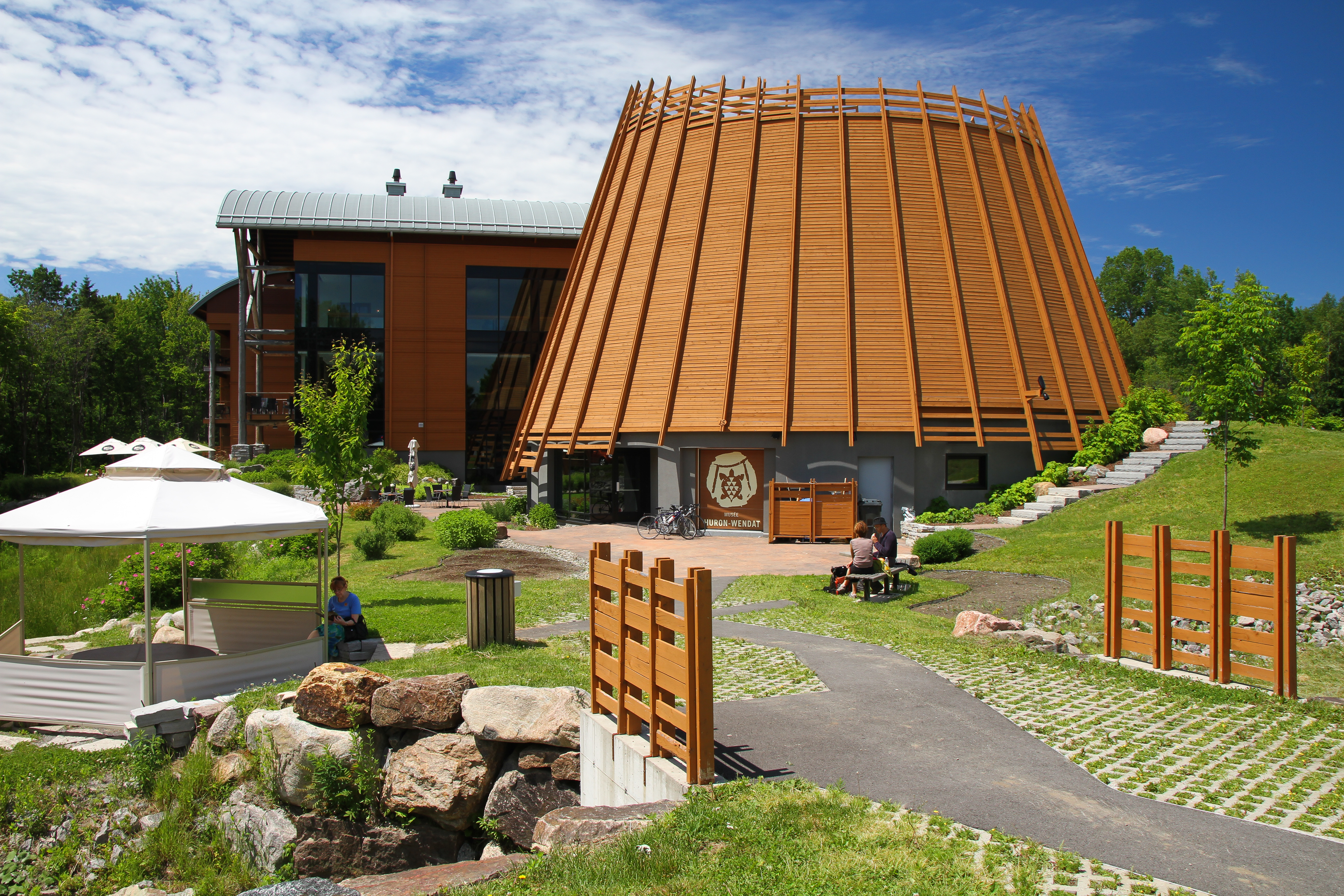
Hotel Museo de las primeras naciones (Hôtel-Musée des Premières Nations) en Quebec

### Turismo
La industria del turismo es un importante pilar económico en Quebec. El Ministerio de Turismo de Quebec garantiza su desarrollo operando bajo el nombre comercial de Quebec Original. En la misma línea, el Institut de tourisme et d'hôtellerie du Québec participa en la formación avanzada de los profesionales del sector.
En 2005, la industria del turismo proporcionó empleo directo a 133 271 trabajadores. Estos empleados trabajan en más de 29.000 empresas turísticas de Quebec. En 2007, se calcula que Quebec recibió 25,8 millones de turistas. De ellos, el 76,1 % procedía de Quebec, el 12,2 % del resto de Canadá, el 7,7 % de Estados Unidos y el 4,1 % de otros países. Anualmente, los turistas gastan más de 6700 millones de dólares en las distintas esferas de la industria turística de Quebec.
Quebec cuenta con 22 regiones turísticas cuyo desarrollo está garantizado por una red autónoma de asociaciones regionales de turismo. Además, las corporaciones de desarrollo económico promueven el turismo local en determinados municipios que han sido creados como zonas turísticas (regiones históricas o culturales). En una tierra de contrastes e inmensidad, se ofrecen a los visitantes numerosas actividades y atracciones en rutas y circuitos turísticos.

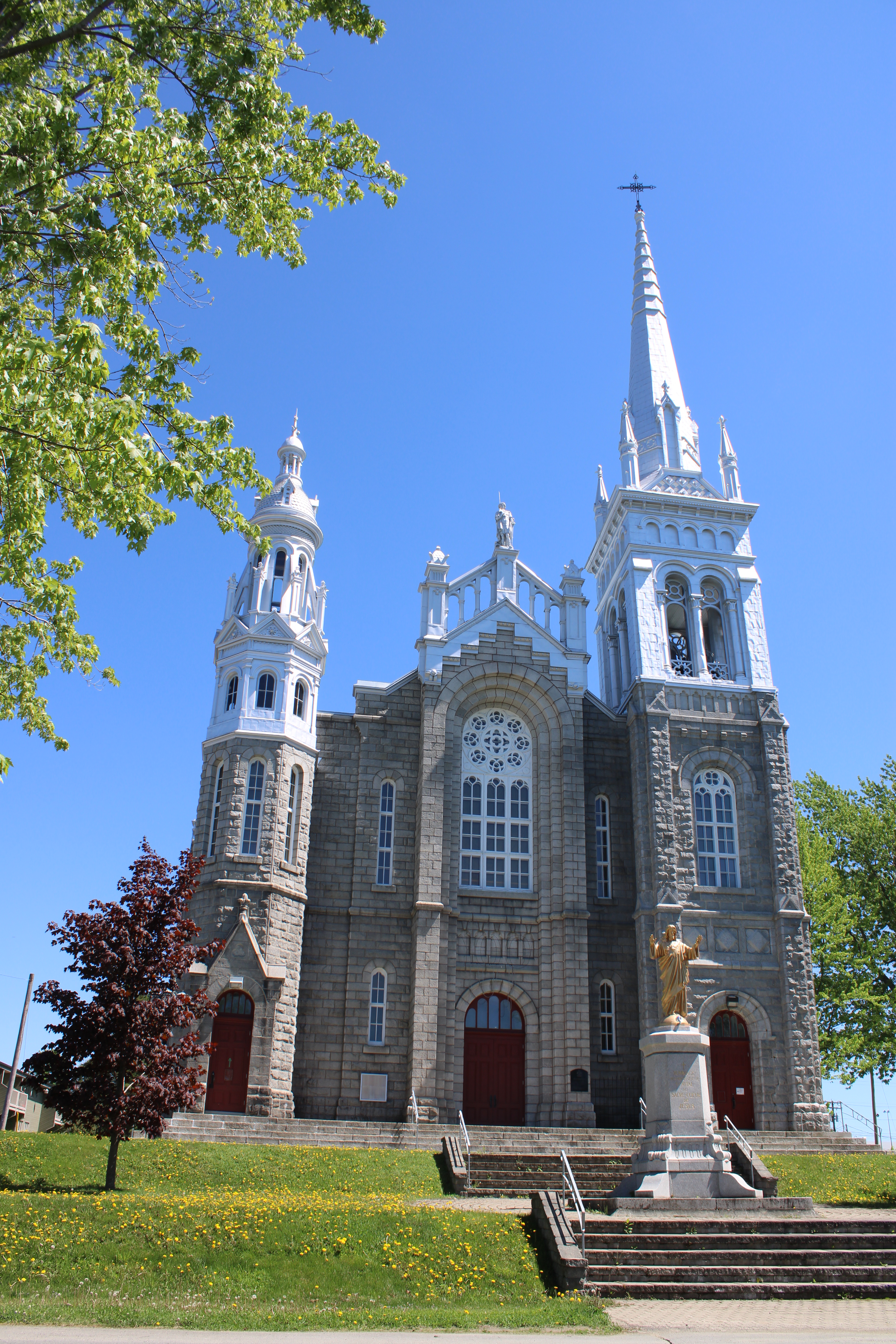
Iglesia de San Vital de Lamdbton (Église Saint-Vital de Lambton)

Desde la vida urbana hasta el archipiélago de Mingan, pasando por el Extremo Norte y las Altas Gargantas de la Rivière-Malbaie, una panoplia de lugares y placeres estacionales satisfacen a los turistas en el agua, en la montaña o en el aire. Por último, Quebec es escenario de numerosos acontecimientos internacionales, como competiciones deportivas (Gran Premio de Canadá, Copa Rogers) y festivales (Festival Internacional de Jazz de Montreal, Festival Internacional de Verano de la ciudad de Quebec), así como del mayor carnaval de invierno del mundo, el Carnaval de Invierno de Quebec.

### Regiones turísticas
- Abitibi-Témiscamingue
- Baie-James
- Bas-Saint-Laurent
- Cantons-de-l'Est
- Centre-du-Québec
- Charlevoix
- Chaudière-Appalaches
- Duplessis
- Gaspésie
- Îles-de-la-Madeleine
- Lanaudière
- Laurentides
- Laval
- Manicouagan
- Mauricie
- Montérégie
- Montreal
- Nunavik
- Outaouais
- Región de Quebec
- Saguenay–Lac-Saint-Jean

### Recursos naturales
La abundancia de sus recursos naturales otorga a Quebec una posición ventajosa en la escena mundial. Quebec destaca especialmente en el sector minero, situándose entre los diez primeros productores del mundo. También destaca por la explotación de sus recursos forestales.

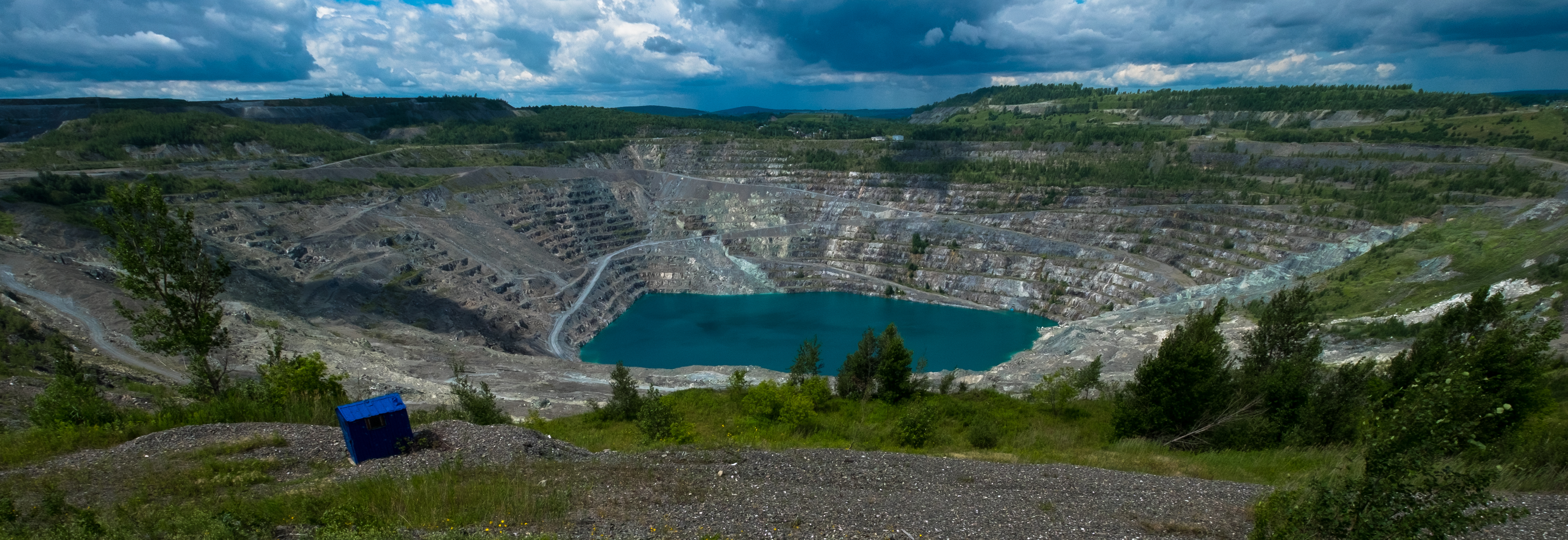
Mina de Asbesto en Quebec

Quebec destaca por la riqueza natural de su vasto territorio. Cuenta con una treintena de minas, 158 empresas de exploración y unas 15 industrias de primera transformación. Se explotan varios minerales metálicos, siendo los principales el oro, el hierro, el cobre y el zinc. Otras sustancias son el titanio, el amianto, la plata, el magnesio, el níquel y muchos otros metales y minerales industriales. Sin embargo, actualmente solo se conoce el 40 % del potencial mineral del subsuelo de Quebec. En 2003, el valor de los envíos de minerales desde Quebec alcanzó los 3.700 millones de dólares. Además, como importante centro de exploración de diamantes, Quebec ha experimentado un aumento de la exploración de minerales desde 2002, especialmente en el noroeste y en las montañas Otish y Torngat.
La gran mayoría (90,5%) de los bosques de Quebec son de propiedad pública. Los bosques cubren más de la mitad del territorio de Quebec, es decir, 761.100 km2. La superficie forestal de Quebec se extiende a lo largo de siete grados de latitud. En 2020, la silvicultura representó el 8% de las exportaciones de Quebec.
Quebec tiene más de un millón de lagos y ríos, que ocupan el 21 % de su superficie total. Este medio acuático está formado por un 12,1 % de agua dulce y un 9,2 % de agua salobre y salada.

### Energía
A diferencia de la mayoría de las regiones del mundo, Quebec se distingue por la importancia de las fuentes de energía renovables en su balance energético. En 2017, el 47 % del suministro de energía procedía de fuentes renovables de producción nacional.
Quebec produce la mayor parte de la hidroelectricidad de Canadá y es uno de los principales productores mundiales, por detrás de China, Brasil y Estados Unidos. En 2019, la producción de Quebec ascendió a 214 teravatios-hora (TWh), el 95 % de los cuales procede de centrales hidroeléctricas. La energía eólica aporta el 4,7 % del suministro. La generación de energía térmica es casi inexistente, a excepción de unas pocas centrales eléctricas que utilizan biomasa forestal y generadores diésel que abastecen a unas 20 comunidades remotas.

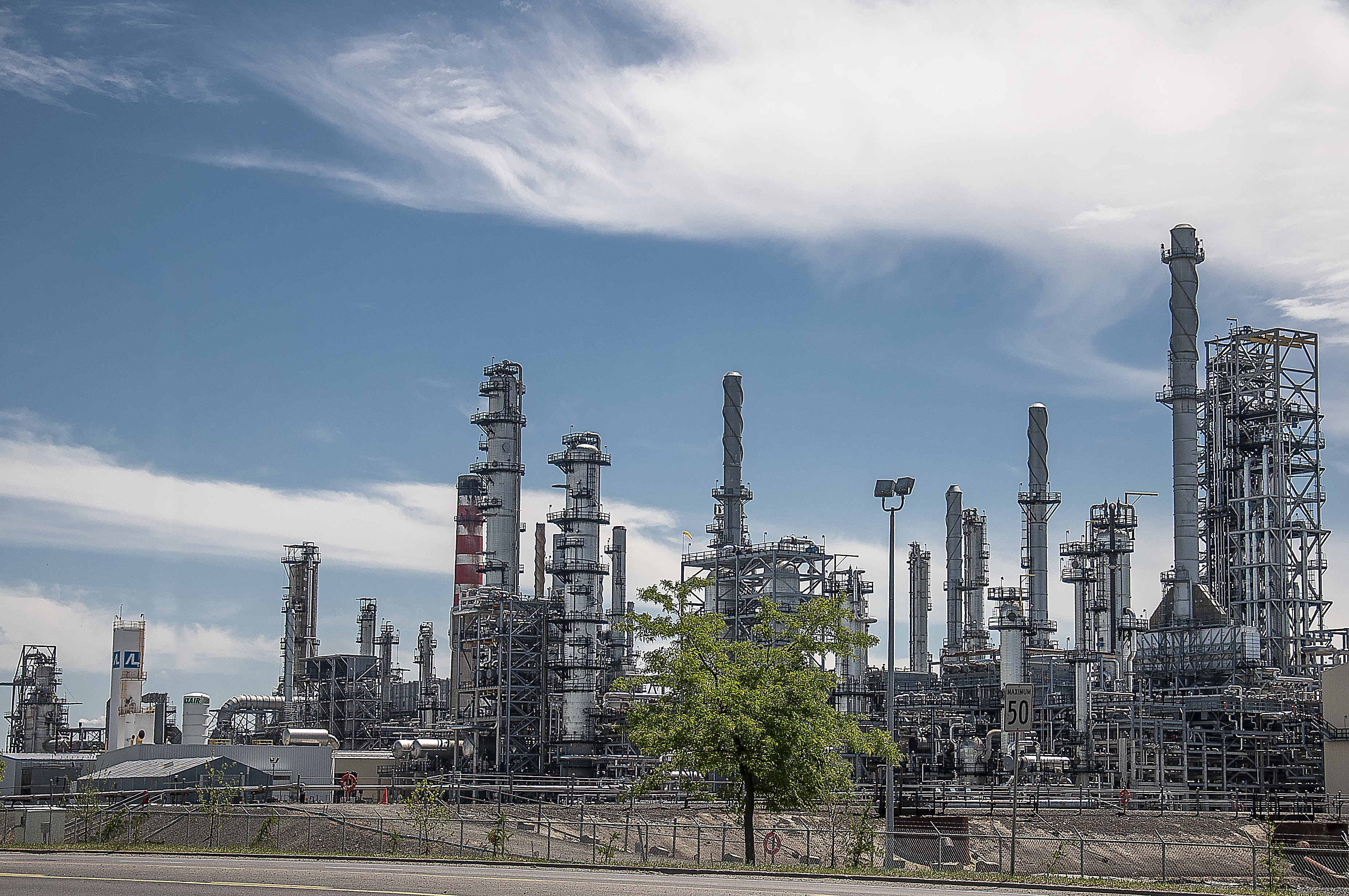
La Refinería Valero de Lévis o Jean-Gaulin

La empresa pública Hydro-Québec ocupa una posición dominante en la producción, transmisión y distribución de electricidad. La empresa explota 63 centrales hidroeléctricas y 28 grandes embalses que garantizan un suministro estable y flexible en función de la demanda. Dada la lejanía de sus principales instalaciones, situadas en la bahía de James y en la costa norte, la división TransÉnergie opera el mayor sistema de transmisión de Norteamérica. El sistema incluye 34 361 km de líneas y 17 interconexiones con mercados vecinos, lo que permitió la exportación de 38,3 TWh en 2018.
La refinería Valero de Lévis tiene una capacidad de producción de 265.000 barriles diarios.
Como Quebec carece prácticamente de depósitos importantes de combustibles fósiles, todos los hidrocarburos son importados. Las estrategias de suministro de los refinadores han variado a lo largo del tiempo, en función de las condiciones del mercado. Quebec, que solía comprar su petróleo del Mar del Norte en la década de 1990, consume casi exclusivamente petróleo crudo producido en el oeste de Canadá y Estados Unidos desde 2015. La producción de las dos refinerías activas (la de Valero en Lévis y la de Suncor en Montreal) tiene una capacidad total (402.000 barriles diarios) que supera las necesidades locales, que ascendieron a 365 000 barriles diarios en 2018.
El gas natural consumido en Quebec llega a través de la red de transporte de TC Energy. La principal distribuidora de gas, Energir, se abastece de gas en el punto de recepción de Dawn, en el suroeste de Ontario, desde 2016, en lugar de hacerlo en el centro de Empress, en la frontera con Alberta. Este cambio se debe al aumento de la producción de gas de esquisto no tradicional, que está impulsando la competencia entre las diferentes cuencas de suministro que operan en todo el continente. En 2018, el 86% de los volúmenes procedieron de Dawn y el 12% de Empress. El resto se compone de inyecciones de gas producidas localmente a través de la conversión de residuos en energía.
La política energética del gobierno, actualizada en 2016, tiene la visión de convertir a Quebec en »un líder norteamericano en energía renovable y eficiencia energética» para construir una economía baja en carbono para 2030. La política incluye objetivos para reducir la cantidad de productos petrolíferos consumidos en un 40%, aumentar la producción de energía renovable en un 25% y aumentar la producción de bioenergía en un 50%. El Gobierno calcula que sus objetivos reducirán las emisiones de gases de efecto invernadero en 16 megatoneladas de CO2 equivalente para 2030.

## Política y gobierno
El jefe de Gobierno es el primer ministro, quien es el jefe del partido que más escaños ocupa en la Asamblea Nacional de Quebec. Los partidos más fuertes ahora son el nacionalista Coalición Futuro Quebec (Coalition Avenir Québec o CAQ) de centro-derecha y el federalista Partido Liberal de Quebec (Parti libéral du Québec o PLQ) de centro.
El teniente gobernador representa al rey Carlos III y actúa simbólicamente como jefe de Estado.

### Primer ministro
El primer ministro de Quebec (premier ministre du Québec) es el jefe de gobierno de Quebec y el presidente del Consejo de Ministros (président du Conseil des ministres). Oficialmente, el primer ministro asesora al vicegobernador, que es el representante del jefe de Estado en esta provincia de Canadá. En la práctica, el primer ministro es el titular del poder ejecutivo y representa al gobierno en la Asamblea Nacional.
El primer ministro de Quebec es elegido como presidente del Consejo Ejecutivo de Quebec por el vicegobernador, representante del monarca en Quebec. Suele ser el líder del partido político con más escaños en la Asamblea Nacional de la que forma parte. Si el líder pierde en la circunscripción electoral en la que fue candidato en las elecciones generales, puede presentarse a unas elecciones parciales, después de que uno de los nuevos miembros elegidos de su partido acepte renunciar a su escaño; tal fue el caso de Robert Bourassa en 1985.
El primer ministro designado por el vicegobernador jura el secreto y el cargo. Como miembro de la Asamblea Nacional, primero jura su cargo como miembro de la Asamblea Nacional: como es tradición, después jura fidelidad y lealtad al Monarca de Canadá y lealtad al pueblo de Quebec.
El mandato del primer ministro no tiene una duración determinada. Cada cuatro años se celebran elecciones con fecha fija, pero mientras el primer ministro cuente con la confianza de la mayoría de los miembros del Parlamento, permanecerá en el cargo.

### Consejo Ejecutivo
El Consejo Ejecutivo de Quebec (generalmente denominado Consejo de Ministros de Quebec) es el principal órgano del poder ejecutivo de Quebec. Es el jefe del gobierno de Quebec. Como órgano colegiado, sus miembros dirigen el gobierno y tienen a su cargo la administración pública de Quebec. Oficialmente, el Gabinete actúa como un Consejo Privado que asesora al vicegobernador. De hecho, asesora al primer ministro y ejerce él mismo varias competencias.

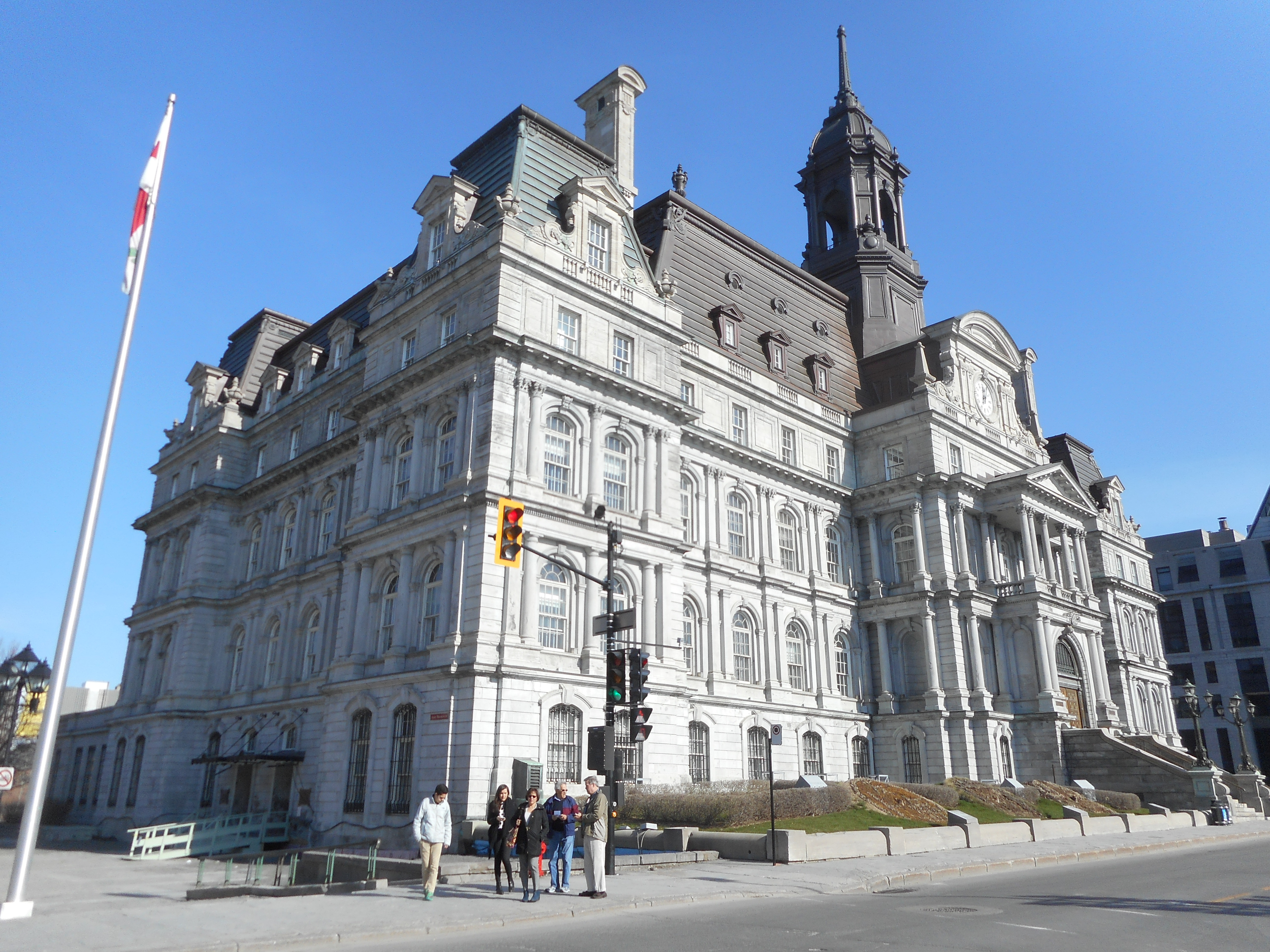
Sede del Ayuntamiento o Alcaldía de Montreal, Quebec

El Consejo de Ministros está presidido por el primer ministro de Quebec, normalmente el líder del partido político con más escaños en la Asamblea Nacional. El primer ministro nombra a los demás miembros del Consejo de Ministros al inicio de la legislatura. Las personas seleccionadas son así elevadas al rango de ministros del gobierno por un período indefinido. La mayoría de los ministros dirigen la administración pública de Quebec a través de un ministerio; algunos son ministros de pleno derecho y otros no dirigen ningún ministerio (ministros delegados).
El Consejo Ejecutivo de Quebec está formado en base de la Ley del Ejecutivo, mientras que los departamentos de Quebec están constituidos con base en la Ley de Departamentos. Así, conviene distinguir entre los títulos ministeriales que designan las funciones de los miembros del Consejo y los que designan a los verdaderos titulares de los departamentos. En efecto, independientemente de los títulos con los que se presenten los miembros del Consejo, cada uno de los ministros en ejercicio lleva necesariamente el título que le confiere la Ley sobre los ministros.

### Administración Pública
La Administración Pública de Quebec (Administration publique du Québec) abarca a los distintos organismos que componen la esfera ejecutiva de Quebec. Incluye al propio Gobierno de Québec, a los departamentos quebequenses, a las distintas administraciones territoriales de Québec, a los organismos dependientes del Gobierno y a las empresas públicas de Québec.

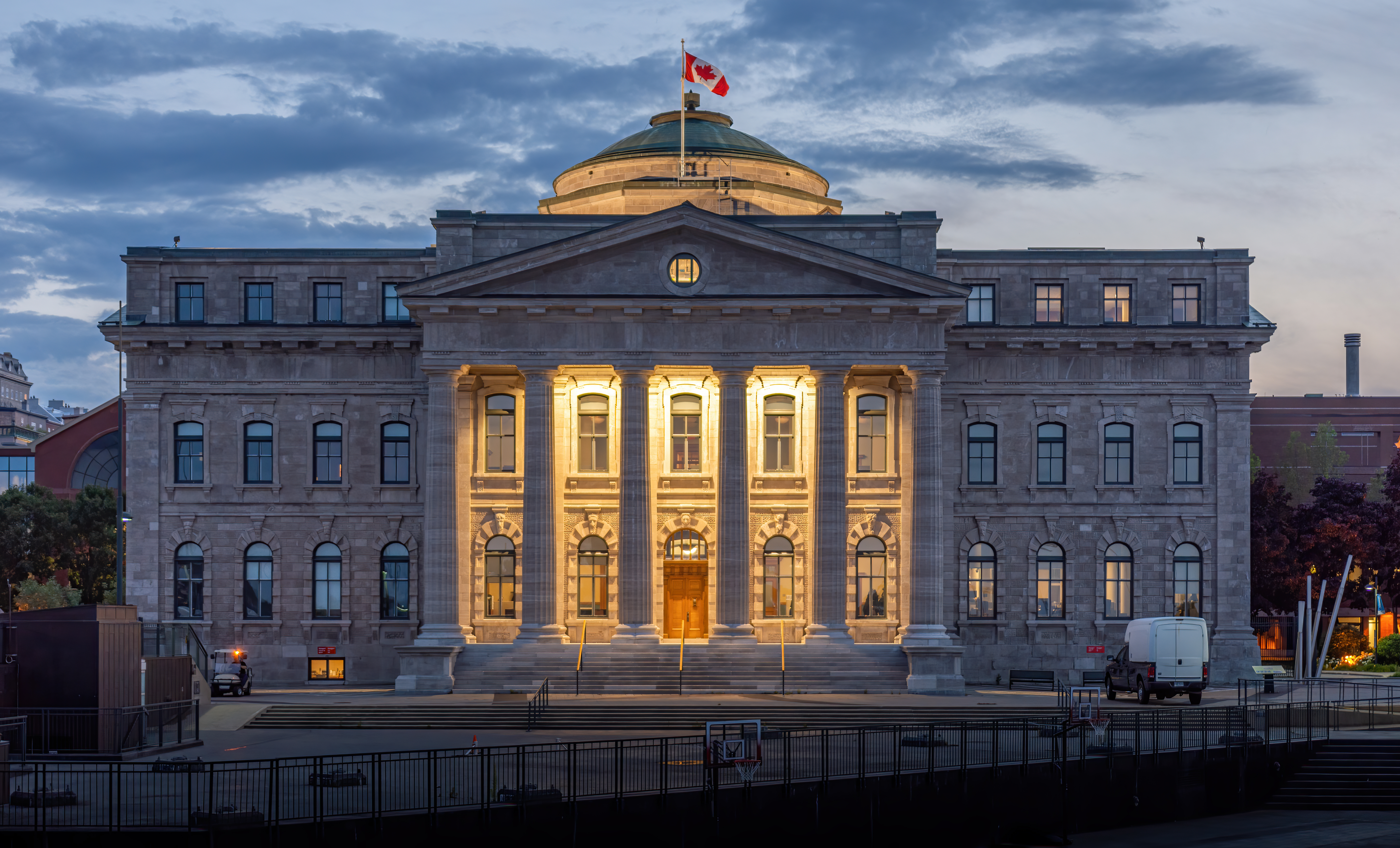
Edificio de la Aduana en la ciudad de Quebec

La Ley de la Administración Pública establece el marco de gestión que contribuye a la rendición de cuentas de la administración pública ante la Asamblea Nacional1.
En Quebec, a efectos de la contabilidad nacional, las administraciones públicas son unidades institucionales cuya función principal es producir servicios no de mercado, regular la economía o realizar operaciones de redistribución de la renta y la riqueza. Obtienen la mayor parte de sus recursos de los gravámenes obligatorios.
El Consejo del Tesoro de Québec (Conseil du trésor du Québec) es un comité permanente del Consejo Ejecutivo, responsable de la administración pública de Québec. Asesora al Gobierno en la gestión de los recursos presupuestarios, humanos, materiales y de información del Estado.

### Parlamento
El Parlamento de Quebec (Parlement du Québec) es el órgano que ejerce el poder legislativo y constituyente en la provincia de Quebec.
El término «parlamento» también se utiliza para designar el complejo de edificios de la colina del Parlamento: el edificio del Parlamento, donde se reúne la Asamblea Nacional.
El Parlamento de Quebec está compuesto por el rey Carlos III, rey de Canadá, representado por un vicegobernador, y una asamblea legislativa electiva, llamada Asamblea Nacional, que representa al pueblo.
De 1867 a 1968, el Parlamento de Québec contó también con una asamblea legislativa no electiva, comúnmente denominada Cámara Alta: el Consejo Legislativo (Conseil législatif). Desde la Ley relativa al Consejo Legislativo, el Parlamento es unicameral.
El Vicegobernador (Lieutenant-gouverneur) ejerce las funciones legislativas que le asigna la Ley Constitucional de 1867. Siguiendo el consejo de su Gabinete, concede o deniega el asentimiento real a los proyectos de ley aprobados por la Asamblea Nacional. Los artículos 55 y 90 de la Ley de la Constitución de 1867 también autorizan al vicegobernador a reservar un proyecto de ley, es decir, a aplazar su aprobación al Gobernador en Consejo (gobierno federal).

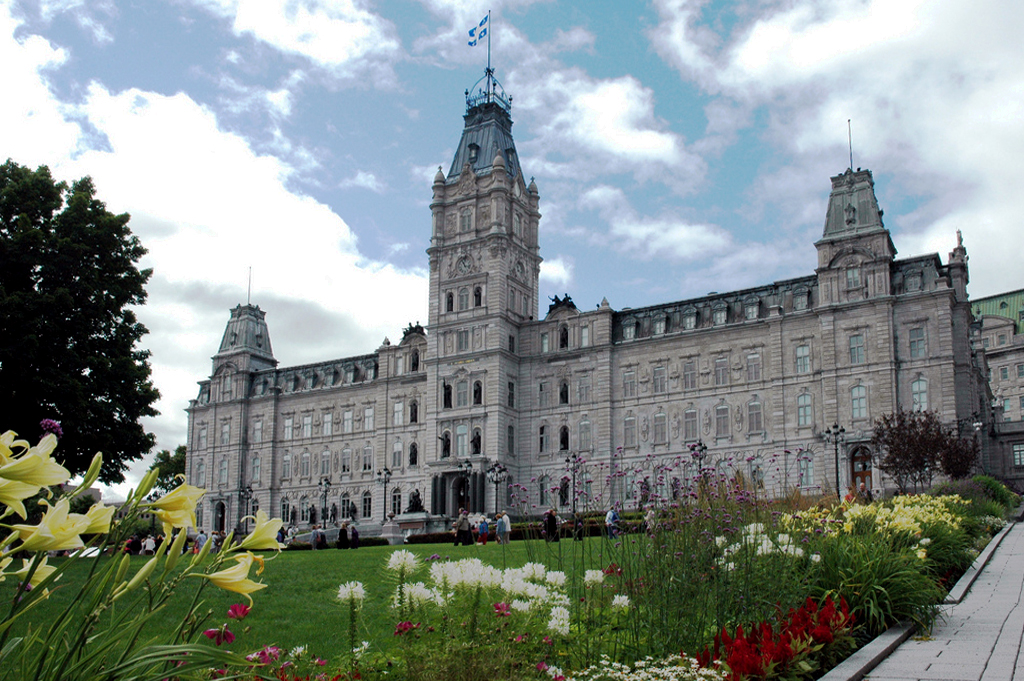
Asamblea Nacional de Quebec, sede del Parlamento.

La Asamblea Nacional es la única cámara del Parlamento de la provincia canadiense de Quebec, que forma con el vicegobernador, representante del soberano en la provincia. La Asamblea Nacional es la cámara electiva del Parlamento de la provincia de Quebec, compuesta por 125 diputados elegidos por el sistema de mayoría simple. Se encuentra en el edificio del Parlamento de la ciudad de Quebec.

### Derecho
El derecho de Quebec es el conjunto de leyes que se aplican en Quebec. Es una responsabilidad compartida por los gobiernos federal y provincial. Según la Constitución de Canadá, cada gobierno es responsable de la ley en sus propias áreas de jurisdicción. El gobierno federal es responsable del derecho penal, los asuntos exteriores, las leyes relativas a la regulación del comercio canadiense y las telecomunicaciones. Por su parte, el gobierno de Quebec es responsable del derecho privado en general, de la administración de justicia y de varios ámbitos sociales (sanidad, educación, etc.).
El derecho en Quebec está influenciado por dos tradiciones jurídicas: la tradición del derecho civil y el derecho común. En general, puede decirse que el derecho privado sigue la tradición del derecho civil, mientras que el derecho público está más influenciado por el derecho común. Sin embargo, las numerosas influencias que ambas tradiciones han tenido entre sí han llevado a Quebec a tener un sistema jurídico mixto. La presencia de la tradición del derecho civil se remonta a Nueva Francia, donde el rey Luis XIV impuso el uso de la Coutume de Paris en su colonia. Cuando Nueva Francia fue cedida a Gran Bretaña tras la guerra de los Siete Años (1756-1763), ésta impuso inicialmente el derecho inglés, antes de cambiar de opinión y permitir, mediante la Ley de Quebec (1774), el uso del derecho civil para las relaciones privadas entre particulares en toda la provincia de Quebec.
El derecho quebequense procede de las cuatro fuentes clásicas del derecho: la ley, la jurisprudencia, la doctrina y la costumbre La ley es la principal fuente del derecho de Quebec. Incluye la Constitución, las leyes del Parlamento de Quebec y los reglamentos asociados a las leyes. En derecho privado, Quebec es un estado independiente, no es un sistema legal. En derecho privado, Quebec tiene una tradición de derecho civil y la jurisprudencia tiene un papel teórico limitado, pero importante.

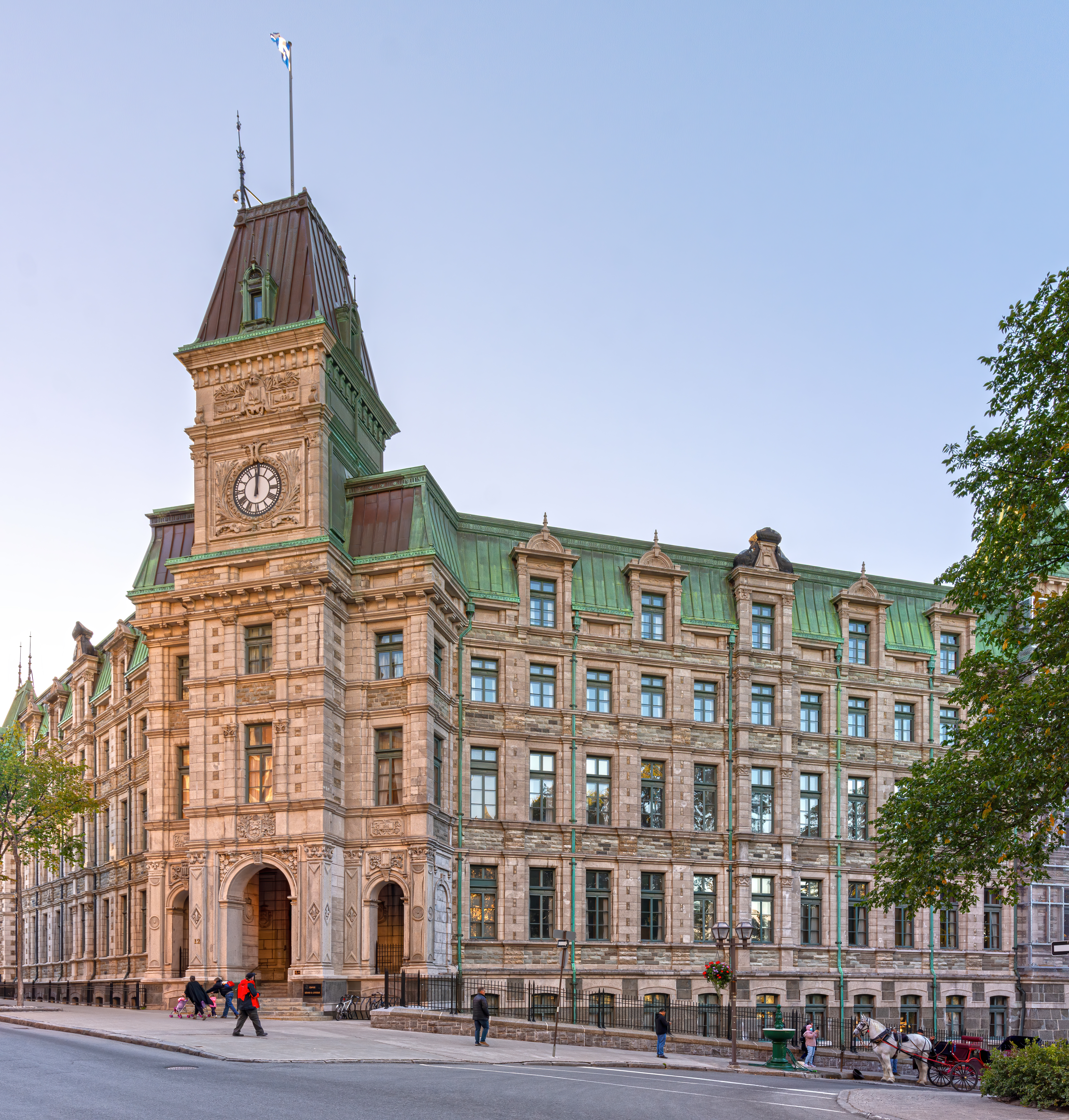
Edificio del Ministerio de Finanzas de Quebec (Ministère des Finances)

El derecho de Quebec puede dividirse en dos ámbitos: el derecho privado y el derecho público. El derecho privado se ocupa de las relaciones entre particulares, mientras que el derecho público se ocupa de las normas que rigen el gobierno de Quebec. El derecho privado en Quebec se ocupa de todas las relaciones entre particulares (personas físicas o jurídicas).
El derecho privado en Quebec se refiere a todas las relaciones entre individuos (personas físicas o jurídicas). Está en gran parte bajo la jurisdicción del Parlamento de Quebec. El derecho civil de Quebec es un componente del derecho privado. Es el derecho que rige las relaciones entre los individuos. El derecho civil está codificado principalmente en el Código Civil de Quebec. El Código Civil de Quebec incluye las normas de derecho que regulan la personalidad jurídica, el derecho de propiedad, la familia, las obligaciones, la responsabilidad civil, el derecho internacional privado, etc. Es, por tanto, el principal texto que regula el derecho del Estado. Por lo tanto, es el principal texto que rige el derecho común de Quebec. Esto no impide que el derecho civil de Quebec se rija por un gran número de otras leyes específicas. Por razones históricas, el derecho civil de Quebec ha estado muy influenciado por el derecho civil francés.
A diferencia del derecho privado, el derecho público de Quebec se deriva en gran medida de la tradición del derecho común. El derecho constitucional de Quebec es el área del derecho que regula las normas que rigen el gobierno de Quebec, el Parlamento de Quebec y los diferentes tribunales. El derecho constitucional de Quebec se rige en gran parte por la Constitución de Canadá, en particular por la Ley de la Constitución de 1867, pero también por diversas leyes del Parlamento de Quebec. El derecho administrativo de Quebec es el área del derecho que rige el gobierno de Quebec y el Parlamento de Quebec. El derecho administrativo de Quebec es el área del derecho que regula las relaciones entre los individuos y la administración pública de Quebec. Quebec también es competente en materia de derecho penal, pero de forma limitada, ya que el Parlamento de Canadá es responsable del derecho penal. Sin embargo, el derecho penal de Quebec incluye una amplia gama de delitos (Código de Seguridad Vial, Código Laboral, etc.). Por último, Quebec, al igual que el gobierno federal, tiene competencias en materia de derecho fiscal.

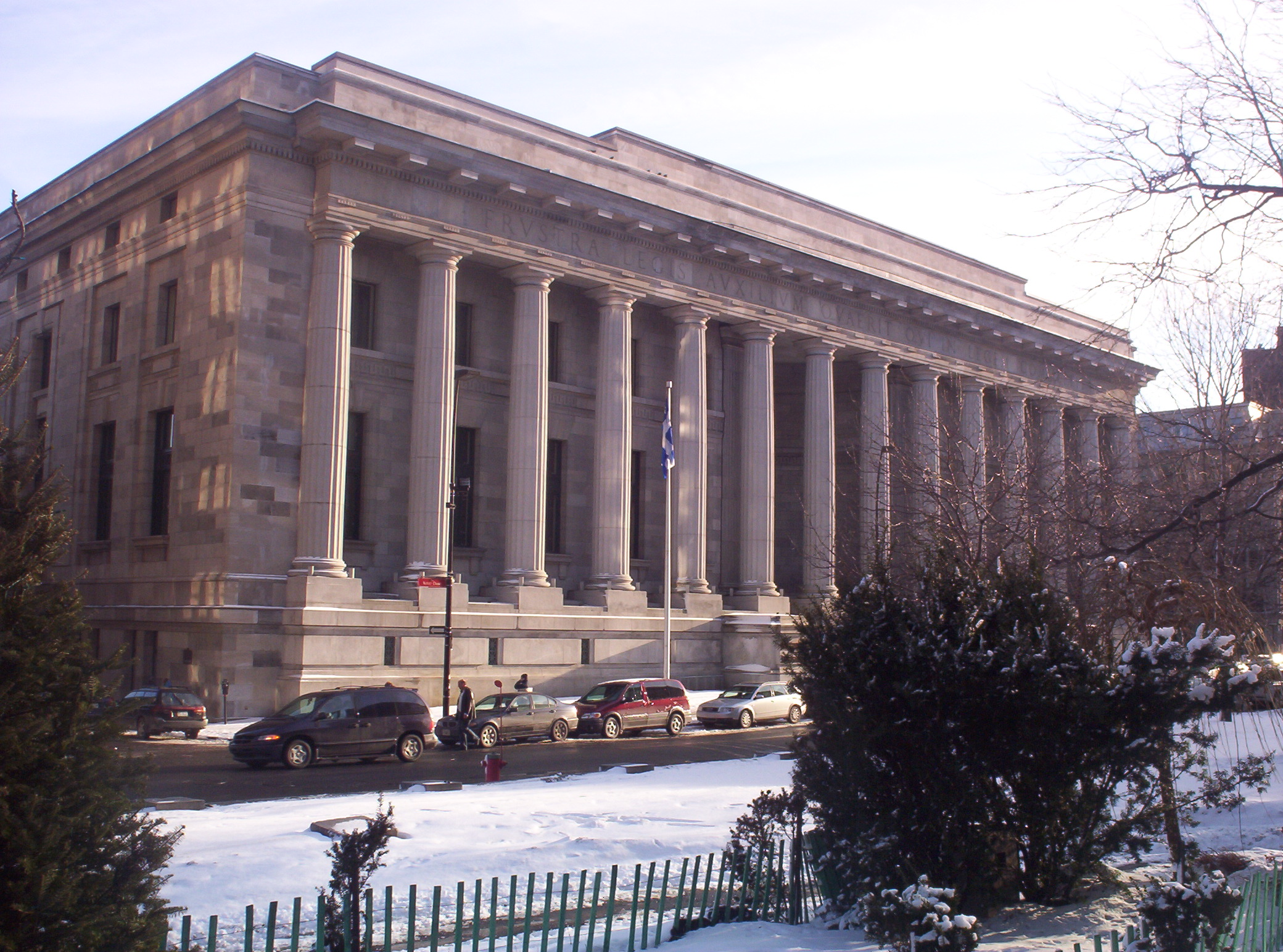
Corte de Apelación de Quebec

Algunas partes de la ley de Quebec se consideran mixtas. Este es el caso, por ejemplo, de los derechos humanos y las libertades, que se rigen por la Carta de Derechos Humanos y Libertades, una Carta que se aplica tanto al gobierno como a los ciudadanos.

### Poder Judicial
Los tribunales que tienen poder sobre el derecho de Quebec están organizados en una pirámide, cuya cúspide la ocupa el Tribunal Supremo de Canadá. Es importante saber que en Canadá no existe una división del sistema judicial como en muchos otros países. Salvo algunas excepciones, los tribunales pueden conocer de recursos basados tanto en el derecho provincial como en el federal, así como de recursos basados en el derecho civil, penal o constitucional. Así, para un recurso basado en la ley de Quebec, el tribunal general es el Tribunal Superior de Quebec. Dependiendo del caso, se podría recurrir esta decisión ante el Tribunal de Apelación de Quebec y, finalmente, si el caso es de gran importancia, ante el Tribunal Supremo de Canadá.
El Parlamento de Quebec es responsable de la administración de los tribunales de Quebec. Los principales tribunales de Quebec son
- Corte de Apelación de Quebec (Cour d'appel du Québec)
- Corte Superior de Quebec (Cour supérieure du Québec)
- Corte de Quebec (Cour du Québec)

El Parlamento de Canadá, por su parte, tiene autoridad sobre los tribunales que ha creado (Tribunal Supremo de Canadá, Tribunal Federal, etc.). Sin embargo, aunque Quebec tiene la gestión de estos tribunales, el gobierno federal nombra y paga a los jueces del Tribunal Superior y del Tribunal de Apelación.

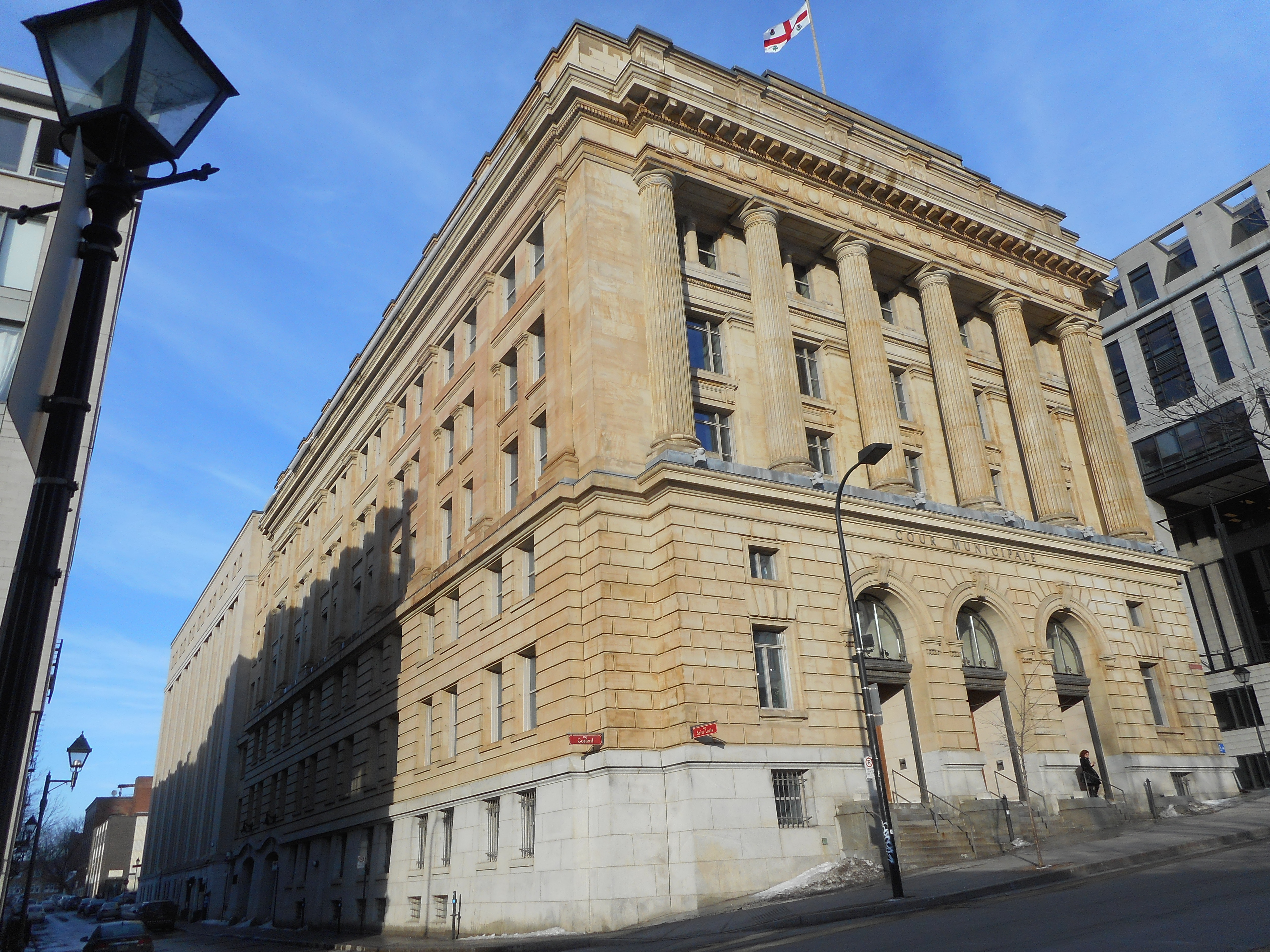
Corte Municipal de Montreal (Cour municipale de Montréal)

El Tribunal de Apelación tiene dos mandatos. En primer lugar, es el tribunal general de apelación para todas las sentencias de primera instancia en Quebec. Esto significa que conoce de los recursos del Tribunal Superior, del Tribunal de Quebec y de varios tribunales administrativos. Además, el Tribunal de Apelación está facultado para responder a las peticiones del Gobierno de Quebec. El Tribunal de Apelación dicta más de 1.500 sentencias al año.
El Tribunal Superior de Quebec tiene el poder inherente de decidir todos los casos que no sean aquellos cuya jurisdicción esté asignada a otro tribunal. Como resultado de esta jurisdicción, el Tribunal Superior está facultado, entre otras cosas, para decidir cualquier disputa que supere los 85.000 dólares, conceder divorcios, supervisar la legitimidad de las decisiones de los tribunales administrativos, dictar medidas cautelares, conocer de las acciones colectivas, etc.
El Tribunal de Québec, los tribunales municipales, el Tribunal de Derechos Humanos y el Tribunal de las Profesiones son todos tribunales de primera instancia, o tribunales inferiores, es decir, su competencia se limita a las atribuciones que les confiere expresamente la autoridad que los creó. Además, el Tribunal de Quebec se compone de tres divisiones: la División de la Juventud, la División Penal y la División Civil. Esta última incluye también la División de Reclamaciones de Menor Cuantía.
Por último, Quebec cuenta con un gran número de tribunales administrativos encargados de la aplicación de una o varias leyes.
En total, el sistema judicial de Quebec cuenta con más de 500 jueces. Casi 300 de ellos trabajan en los tribunales provinciales, 25 en el Tribunal de Apelación y casi 200 en el Tribunal Superior.

### Seguridad pública y sistema de justicia penal

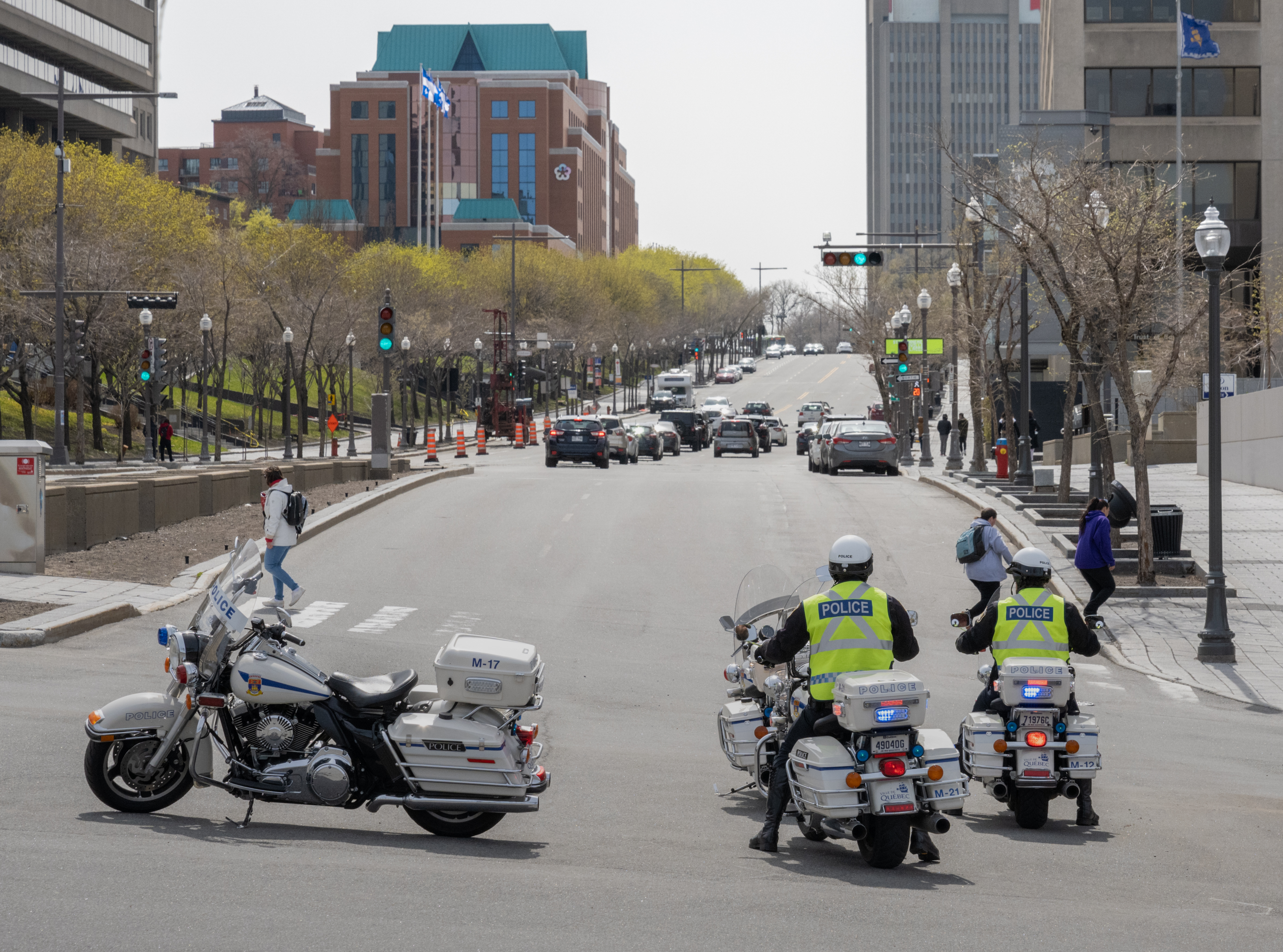
La Policía de Quebec durante una manifestación en 2021

Existen cuatro tipos de fuerzas policiales con competencias para mantener la paz y prevenir la delincuencia en Quebec. En general, la Sûreté du Québec es responsable de la aplicación de la ley en toda la provincia de Quebec. También actúa en los municipios que no tienen fuerzas de policía municipales. y tiene una función de apoyo y coordinación con otros cuerpos policiales. Los cuerpos de policía municipales, como el Service de police de la Ville de Montréal y el Service de police de la Ville de Québec, son los principales responsables de la aplicación de la ley en sus municipios. Sin embargo, en 1.038 municipios, esta función se otorga directamente a la Sûreté du Québec, dada la dificultad de mantener una fuerza policial en los municipios más pequeños.
Para la aplicación de ciertas leyes federales, la Real Policía Montada de Canadá conserva la autoridad en el territorio de Quebec. Sin embargo, dada la existencia de la Sûreté du Québec, su papel es más limitado que en las demás provincias. Por último, existen fuerzas policiales en los territorios de las comunidades aborígenes.
En el caso de las infracciones de las leyes provinciales o federales (incluido el Código Penal), el director de la Acusación Criminal y Penal es responsable, a través de los fiscales de la Corona, de iniciar los procedimientos ante los tribunales. En el caso de delitos federales específicos (por ejemplo, delitos de drogas), el Departamento de Justicia de Canadá conserva la facultad de procesar a los delincuentes.
Por último, Quebec es responsable del mantenimiento de las prisiones (sentencias de menos de dos años), mientras que el gobierno federal mantiene los centros penitenciarios (sentencias de dos años o más).

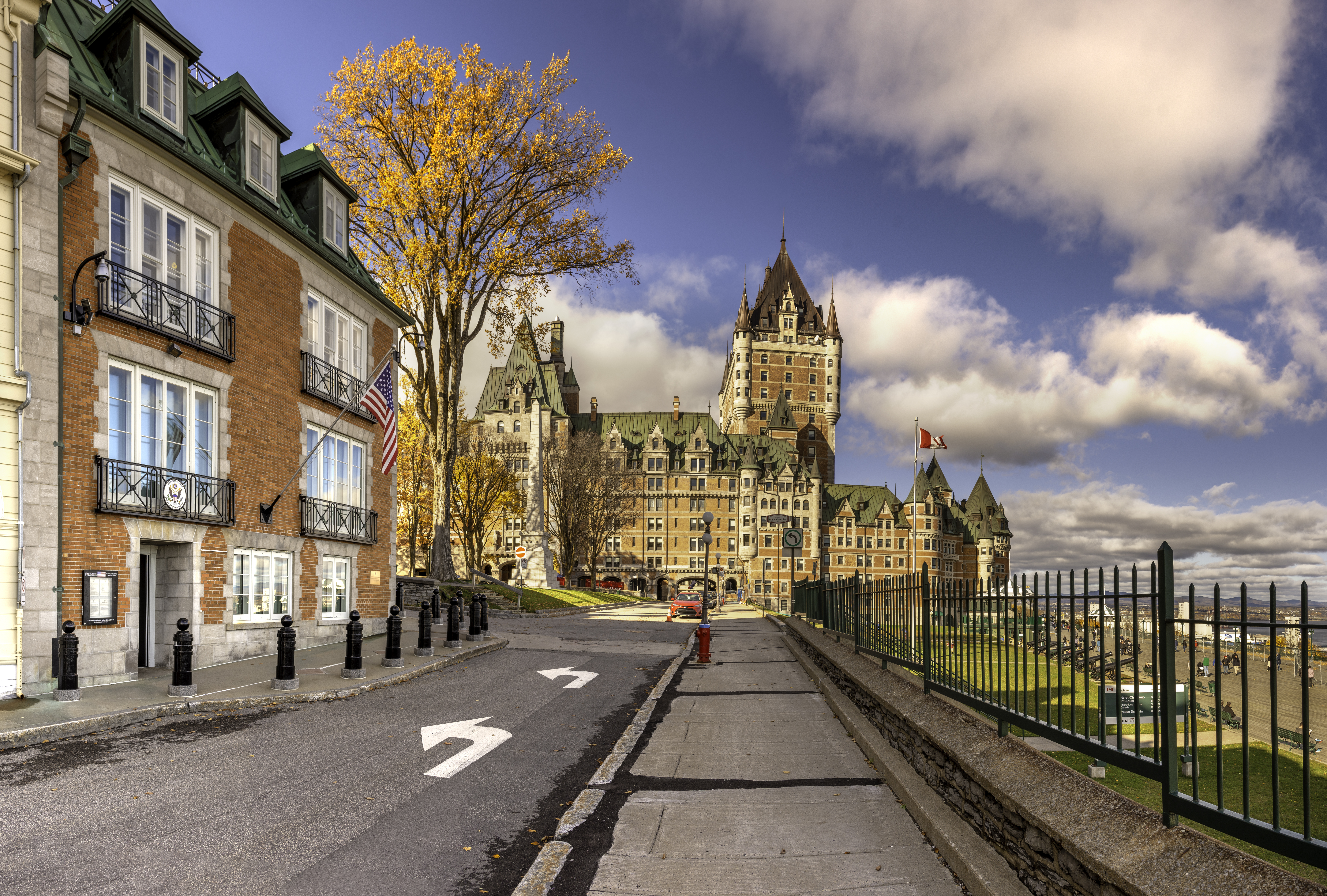
Consulado de Estados Unidos en Quebec, al lado del Château Frontenac

### Relaciones exteriores
La política internacional de Quebec se basa en la doctrina Gérin-Lajoie, formulada en 1965. El Ministerio de Relaciones internacionales de Quebec (Ministère des Relations internationales du Québec) coordina los principios rectores y las delegaciones generales de Québec (délégations générales du Québec) son sus principales interlocutores en el extranjero. En materia de derecho quebequense, el fundamento de la diplomacia quebequense afirma, pues, que solo los órganos políticos de Quebec están facultados para negociar plenamente con los jefes de Estado, los gobiernos, las embajadas y los consulados extranjeros y para concluir, independientemente de toda influencia exterior, acuerdos, entendimientos, programas y tratados. En el Estado de Derecho, cualquier acuerdo alcanzado en el extranjero por el gobierno federal o de Quebec solo es aplicable en la política interna con el consentimiento de la autoridad popular competente.
Quebec es la única provincia canadiense que ha creado un ministerio que asume exclusivamente las competencias del Estado en materia de relaciones internacionales. La tendencia general en otras provincias es dar este tipo de mandato a un departamento que ya tiene otras responsabilidades, como las relaciones intergubernamentales, es decir, las relaciones con el gobierno federal y los gobiernos provinciales y territoriales192.
Quebec es miembro de la Asamblea Parlamentaria de la Francofonía y de la Organización Internacional de la Francofonía.

### Política de Quebec como Nación
La política nacional de Québec abarca todos los ámbitos relacionados con la ''nación quebequense''. En particular, establece los valores y fundamentos en los que la sociedad quebequense basa su cohesión y especificidad. La Constitución de Quebec se inscribe, pues, en una serie de tradiciones sociales y culturales, definidas por una serie de decisiones judiciales y documentos legislativos, como la Ley relativa a la Asamblea Nacional, la Ley del Ejecutivo, y la Ley Electoral de Quebec. Otros ejemplos notables son:

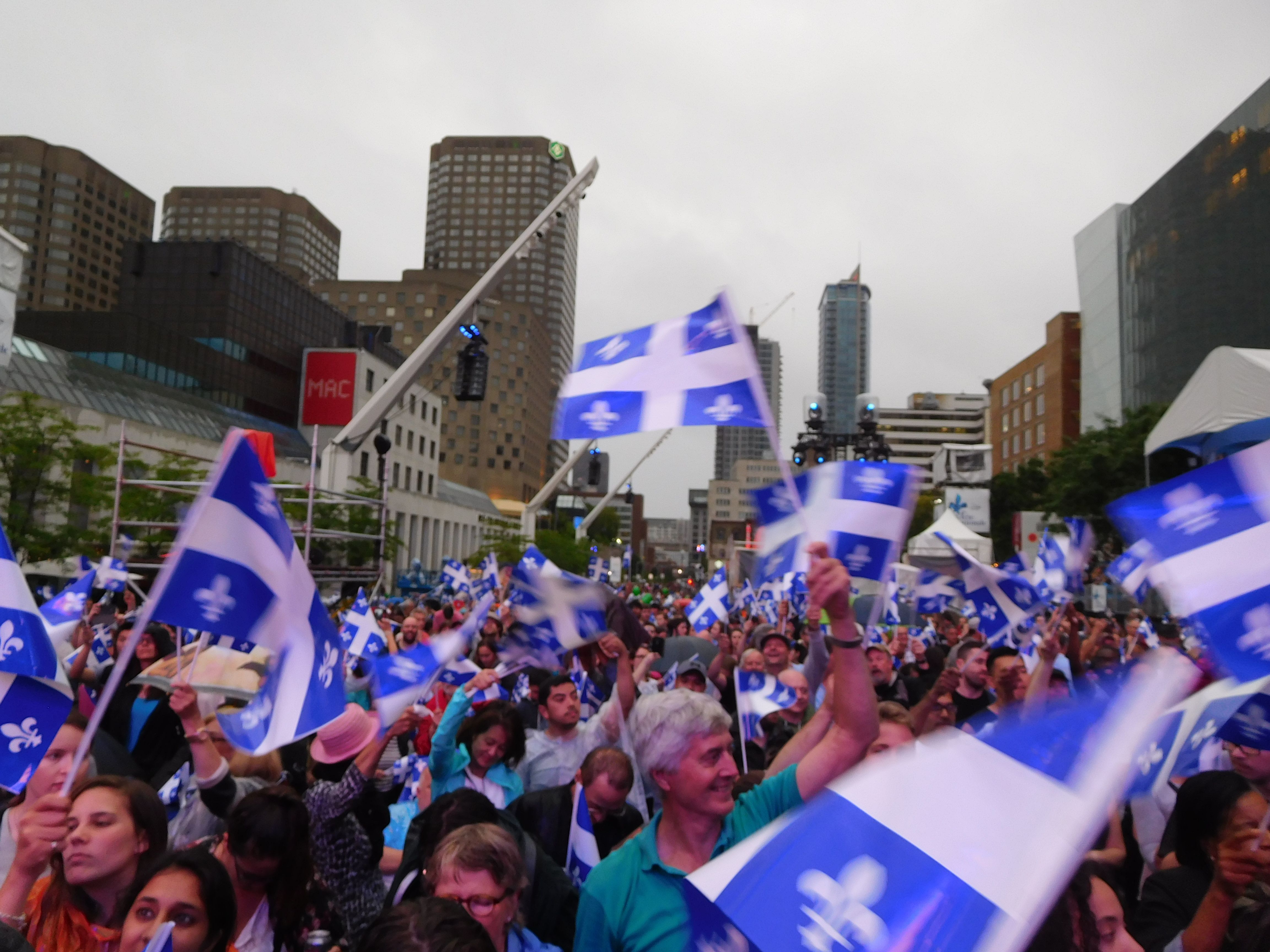
Fiesta nacional de Quebec (Fête nationale du Québec) en 2017

- la Carta de Derechos Humanos y Libertades;[92]
- la Carta de la Lengua Francesa;
- el Código Civil de Quebec.

Además, se basa en un conjunto de declaraciones que aclaran y refuerzan las prácticas sociales ya establecidas. Por ejemplo, en su comunicado de prensa del 8 de febrero de 2007 por el que se creó la Comisión de Consulta sobre Prácticas de Ajuste Relacionadas con las Diferencias Culturales (Comisión Bouchard-Taylor), el primer ministro de Quebec, Jean Charest, reafirmó los tres valores fundamentales de la sociedad quebequense, que «no pueden ser objeto de ningun cambio (...) [ni] estar subordinados a ningún otro principio»:
- igualdad entre hombres y mujeres;
- la primacía del idioma francés;
- la separación del Estado y la Iglesia

Además, Quebec se define como un Estado de derecho libre y democrático.
La Asamblea Nacional de Quebec adoptó una resolución el 30 de octubre de 2003 en la que se reafirmaba que el pueblo de Quebec forma una nación, así como una moción el 22 de mayo de 2008, que afirmaba:
«Que la Asamblea Nacional reitere su voluntad de promover la lengua, la historia, la cultura y los valores de la nación quebequense, de favorecer la integración de todos en nuestra nación con un espíritu de apertura y de reciprocidad, y de manifestar su apego a nuestro patrimonio religioso e histórico representado por el crucifijo de nuestro Salón Azul y nuestro escudo que adorna nuestras instituciones.»
En 2006, la Cámara de los Comunes canadiense aprobó una moción simbólica en la que se reconocía, casi por unanimidad, que «los quebequenses forman una nación dentro de un Canadá unido'».

## Organización territorial

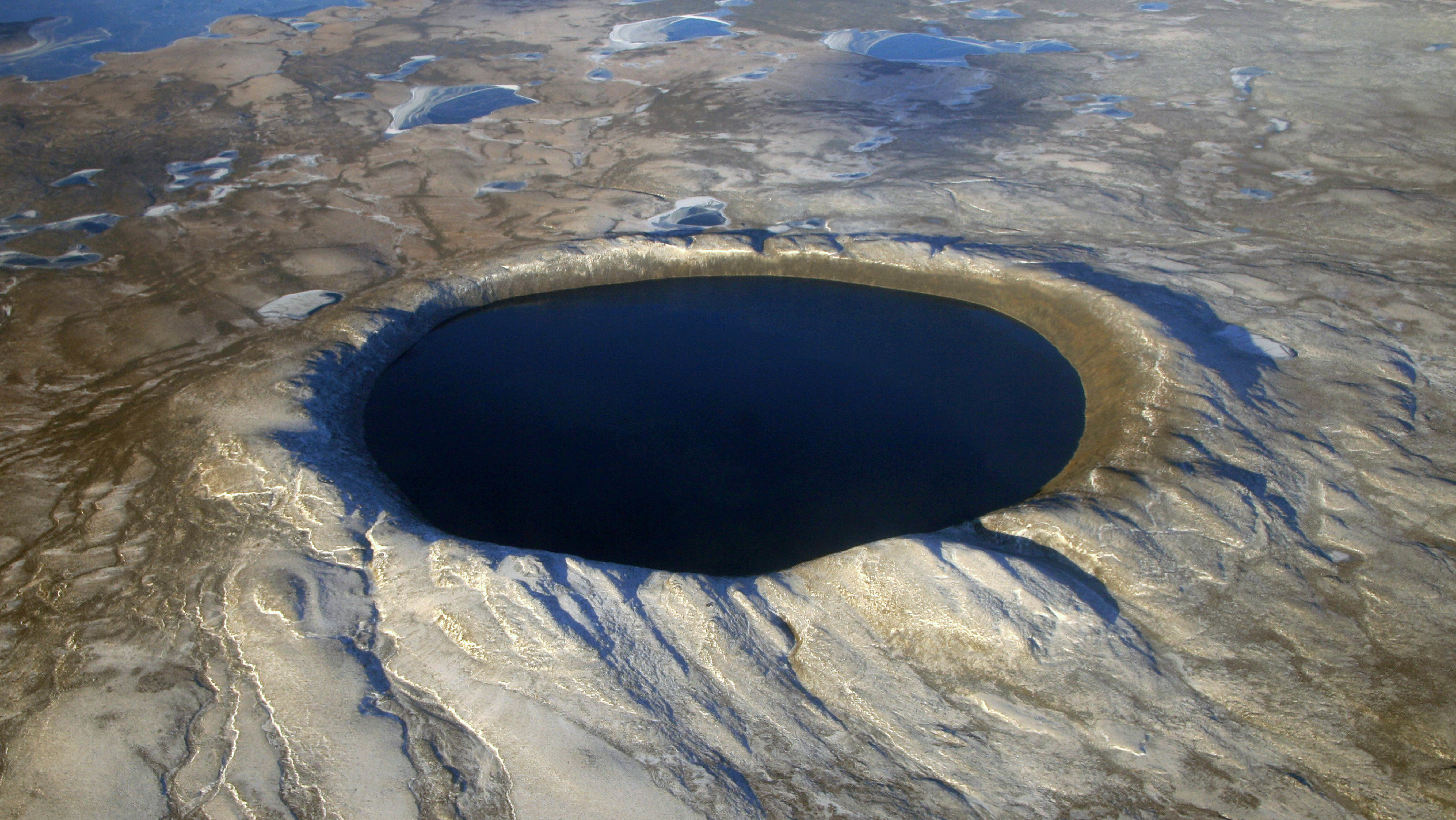
El cráter del Parque nacional Pingualuit en Nord-du-Québec

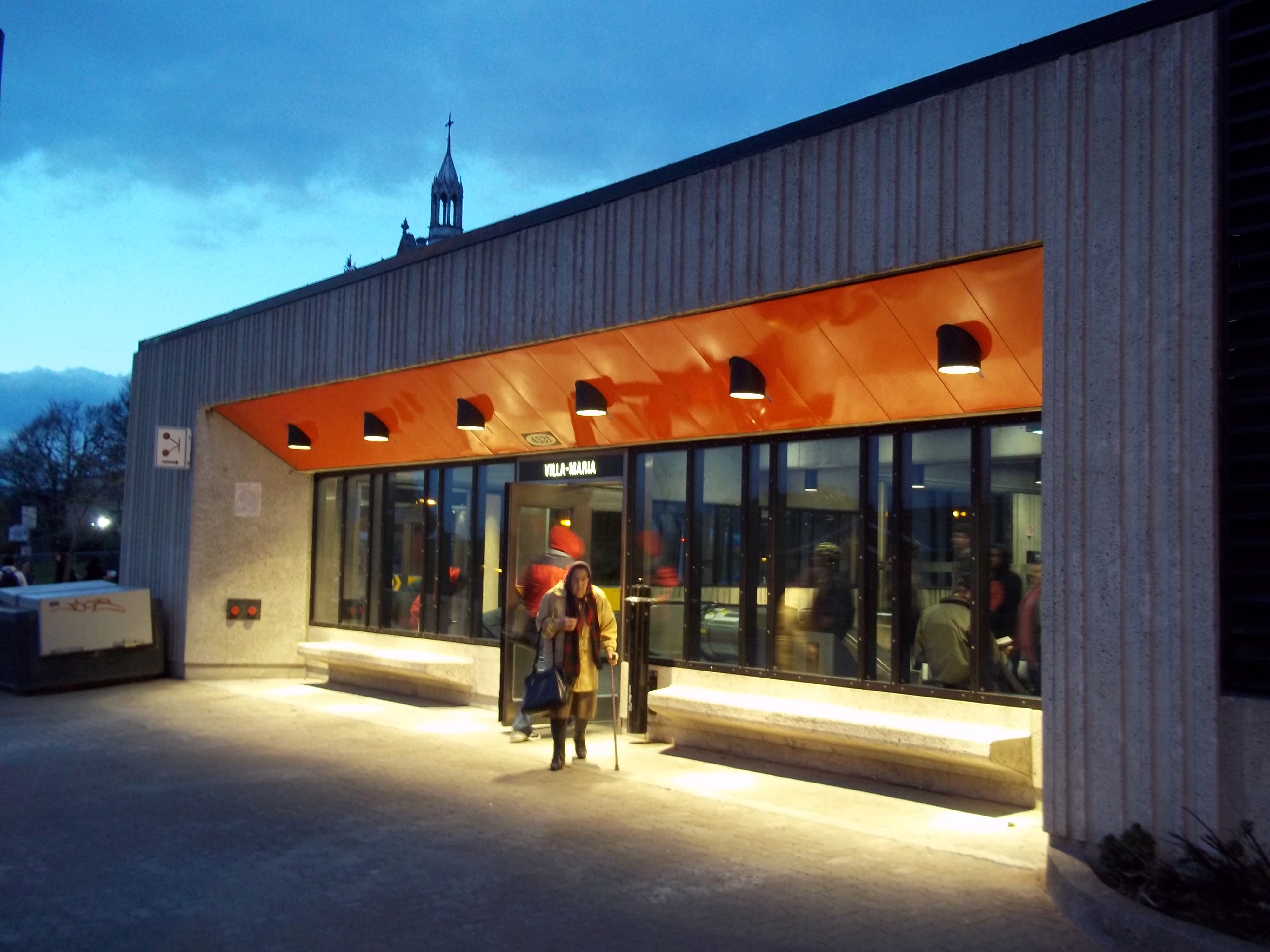
La Estación Villa Maria (Station Villa-Maria) del Metro de Montreal

En principio, Quebec está dividido en 17 regiones administrativas que no tienen personalidad jurídica ni una forma de administración concreta. Antes de 2016, la mayoría estaba representada por las conferencias regionales de funcionarios electos (CRE). Los CRE tenían principalmente competencias de consulta y desarrollo económico. Las regiones administrativas sirven para organizar los servicios públicos provinciales en Quebec.
A nivel local, los servicios locales son gestionados por los municipios. Estos se agrupan en municipios comarcales regionales (MCR). Sin embargo, algunos municipios más grandes actúan como MCR.
Hay otras divisiones del territorio, pero no tienen realmente poderes sobre la administración local. Por ejemplo, Quebec está dividido en regiones turísticas.
Las redes sanitarias y educativas de Quebec también están organizadas de manera que una de sus unidades administrativas presta servicios a la población de un territorio determinado. Así, el territorio de Quebec está dividido en centros integrados de salud y servicios sociales para la salud y en centros de servicios escolares y consejos escolares para la educación.
Las circunscripciones electorales son unidades territoriales cuya única finalidad es elegir a los miembros de la Asamblea Nacional.
Las 17 regiones administrativas son las siguientes:
- 1 Bas-Saint-Laurent
- 2 Saguenay–Lac-Saint-Jean
- 3 Capitale-Nationale
- 4 Mauricie
- 5 Estrie
- 6 Montreal
- 7 Outaouais
- 8 Abitibi-Témiscamingue
- 9 Côte-Nord
- 10 Nord-du-Québec
- 11 Gaspésie–Îles-de-la-Madeleine
- 12 Chaudière-Appalaches
- 13 Laval
- 14 Lanaudière
- 15 Laurentides
- 16 Montérégie
- 17 Centre-du-Québec

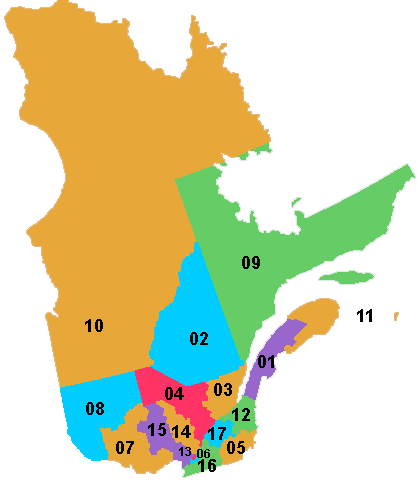
Regiones de Quebec.

Dado que Quebec es una provincia unitaria, ninguna de sus administraciones territoriales tiene competencia legislativa, a pesar de una cierta propensión a la regionalización. La organización del territorio de Quebec se remonta a las reorganizaciones municipales iniciadas en 2000 y concluidas en 2006 para las aglomeraciones, los municipios y las comunidades metropolitanas, así como para algunos municipios locales. Las regiones administrativas, los municipios comarcales regionales (MRC) y los territorios equivalentes (TE) aparecieron en los años 70 y 80. Estas entidades sustituyeron a una antigua organización territorial formada por distritos y comarcas. Las demás colectividades territoriales solo desempeñan un papel puntual en materia administrativa o electoral.
Este sistema forma parte de una estructura administrativa que garantiza el desarrollo de los territorios organizados localmente en municipios y de los territorios no organizados.
El 1 de enero de 2010, Quebec estaba formado por 17 regiones administrativas, 85 municipios regionales de condado, 1112 municipios locales y 97 territorios no organizados. A esta cifra se añaden 2 administraciones regionales, 2 comunidades metropolitanas, 11 aglomeraciones, 43 municipios y 170 pueblos Cree, Naskapi y del Norte.

## Transporte
El desarrollo y la seguridad del transporte en Quebec están a cargo del Ministerio de Transporte de Quebec. Otras organizaciones, como los guardacostas canadienses y Nav Canada, prestan el mismo servicio en la navegación marítima y aérea. La Commission des transports du Québec trabaja con los transportistas de mercancías y el transporte público.
La red de carreteras de Quebec está administrada por el Ministère des Transports du Québec e incluye aproximadamente 185 000 km de autopistas y carreteras nacionales, regionales, locales, colectoras y forestales. Además, Quebec cuenta con casi 12 000 puentes, túneles, muros de contención, alcantarillas y otras estructuras, como el puente de Quebec, el puente Pierre Laporte, el puente Laviolette y el puente-túnel Louis-Hippolyte-La Fontaine.
En las aguas del San Lorenzo hay ocho puertos de aguas profundas para el transbordo de mercancías. En 2003, 3886 cargueros y 9,7 millones de toneladas transitaron por la parte quebequense de la vía marítima del San Lorenzo. Además, la Société des traversiers du Québec ofrece un enlace con las rutas terrestres por mar, principalmente en el río San Lorenzo. El Institut maritime du Québec, en Rimouski, es la principal institución de enseñanza superior en materia de navegación y construcción marítima.
En cuanto al transporte ferroviario, Quebec cuenta con 6.678 km de líneas ferroviarias integradas en la gran red norteamericana. Aunque se destina principalmente al transporte de mercancías, sobre todo a través de la Canadian National (CN) y Canadian Pacific (CP), la red ferroviaria de Quebec tiene en cuenta el transporte interurbano de pasajeros a través de Via Rail Canada y Amtrak. El transporte ferroviario regional se limita esencialmente a los operadores turísticos, mientras que el territorio de la Communauté métropolitaine de Montréal cuenta con una red regional de trenes de cercanías, administrada por Exo, antigua Agence métropolitaine de transport (AMT). La enseñanza superior en ingeniería ferroviaria se imparte en la École Polytechnique de Montréal.
La red aérea superior incluye 43 aeropuertos que ofrecen servicios regulares a diario. Además, el gobierno de Quebec es propietario de aeropuertos y helipuertos que prestan servicios locales a las comunidades de la Baja Costa Norte y las regiones del norte. Mientras que la École nationale d'aérotechnique del aeropuerto de Saint-Hubert está especializada en la construcción y el mantenimiento de aeronaves, el Cégep de Chicoutimi es la única institución pública de Quebec que ofrece formación avanzada en pilotaje, en colaboración con el Centre québécois de formation aéronautique (CQFA) de Saint-Honoré.
Otras redes de transporte atraviesan la provincia, como las rutas de senderismo, las de motos de nieve y los carriles para bicicletas, siendo la Route Verte la más importante, con una longitud de casi 4.000 kilómetros.

## Ciencia y Tecnología

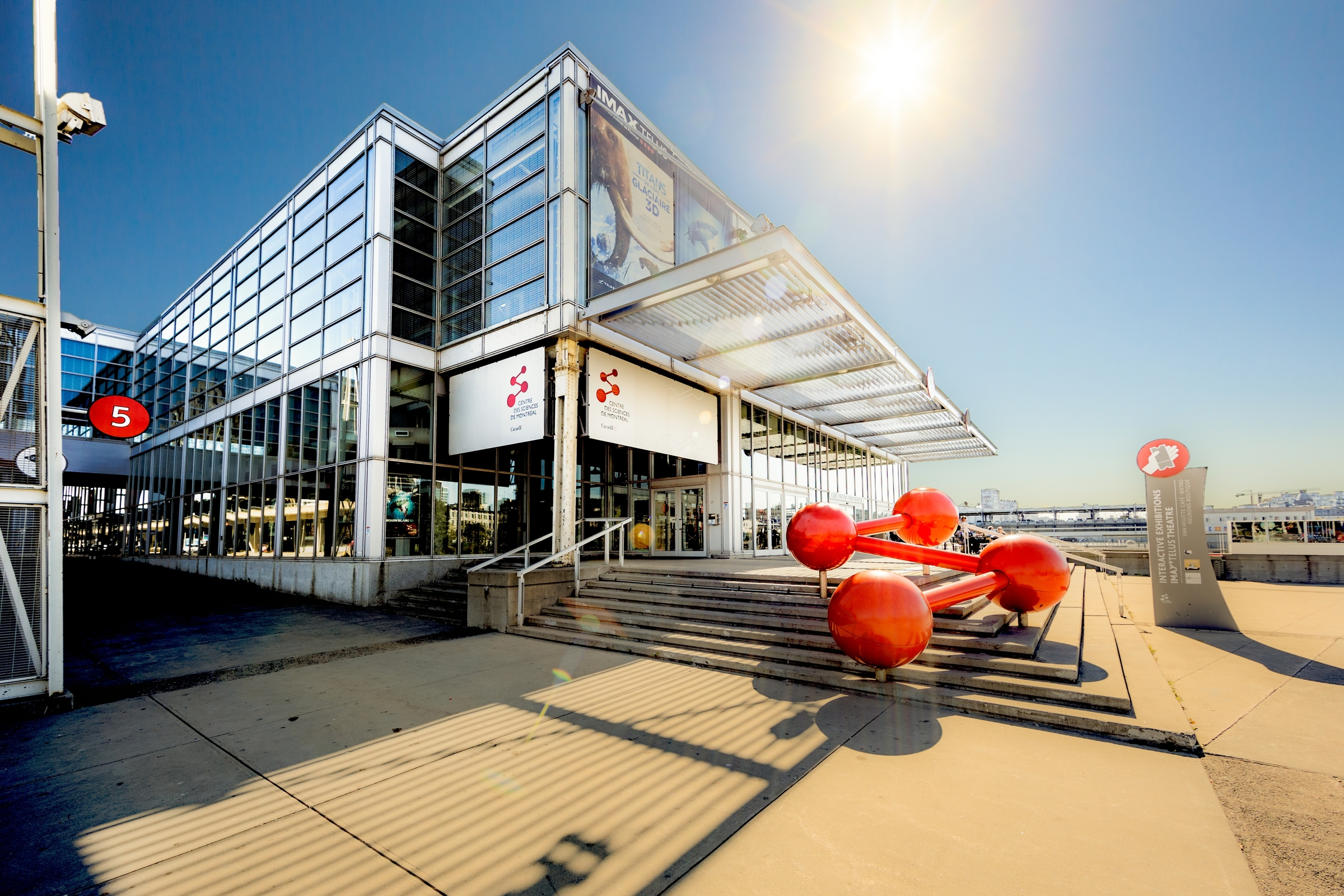
Centro de Ciencias de Montreal (Centre des sciences de Montréal)

La ciencia y la tecnología son factores determinantes en el posicionamiento económico de Quebec. Como uno de los líderes mundiales en sectores de vanguardia como el aeroespacial, las tecnologías de la información, la biotecnología y los productos farmacéuticos, Quebec desempeña un papel importante en la comunidad científica y tecnológica. Quebec también es activo en el desarrollo de sus industrias energéticas, incluidas las energías renovables como la hidroelectricidad y la energía eólica.
Más de 1,1 millones de quebequenses trabajan en ocupaciones científicas y técnicas en el sector de la ciencia y la tecnología. La investigación y el desarrollo (I+D) representan alrededor del 2,6% del PIB de Quebec y es uno de los más altos de la zona euro, el G7 y los países de la OCDE. Además, Quebec ocupa el undécimo lugar en el mundo en cuanto a inversión en los sectores tecnológico y científico.
La industria aeroespacial, un sector tecnológico clave en Quebec, es la quinta del mundo, con unos ingresos anuales de 12 400 millones de dólares, y representa por sí sola el 2 % del PIB y el 12,5 % de las exportaciones manufactureras de Quebec. Cuenta con el apoyo del Consorcio de Investigación e Innovación Aeroespacial de Quebec (CRIAQ), que incluye a fabricantes como Bombardier Aerospace, Lockheed Martin Canada y Héroux-Devtek, situados principalmente en la Comunidad Metropolitana de Montreal. Otras organizaciones importantes que trabajan en el sector también han hecho de Quebec su hogar, como Air Canada y la Agencia Espacial Canadiense (CSA). Solo Quebec representa el 60% de la industria aeroespacial canadiense.
Las ciencias de la vida son otro sector por el que Quebec está apostando fuerte. En la actualidad, más de 32 000 personas trabajan en el sector de la salud en Quebec, entre ellas más de 13 000 investigadores. Montreal, la metrópoli de Quebec, apuesta fuertemente por este sector de la economía mediante la construcción del distrito sanitario, que incluye más de 3000 establecimientos y más de 200 centros de investigación. En 2005, Quebec contaba con más del 68 % de las patentes de medicamentos, el 42 % de las inversiones en investigación relacionadas con el sector farmacéutico y el 41 % de las inversiones en biotecnología en Canadá, mientras que su población solo representa el 23 % de la población canadiense. Quebec cuenta con más de 450 empresas del sector farmacéutico y biotecnológico que emplean a 25 000 personas y 10 000 investigadores. La ciudad de Montreal ocupa el cuarto lugar en América del Norte por el número de empleos relacionados con el sector farmacéutico.
Los servicios informáticos y las industrias de software, así como la industria multimedia, son otros dos importantes sectores relacionados con la tecnología en Quebec. Especialmente activa en Montreal, la industria de los videojuegos está en pleno desarrollo. En octubre de 2006, la revista comercial británica Develop mencionó que la ciudad había experimentado el mayor crecimiento en este campo en los últimos 10 años. Este sector fue desarrollado inicialmente por pioneros como Softimage (fundado por Daniel Langlois en 1986) y Discreet Logic, pero la presencia del líder mundial en este campo en particular, Ubisoft (que llegó a Quebec en 1997), Electronic Arts y Eidos, no son ajenos a este éxito259. El sector de los servicios informáticos y de software también está muy desarrollado en Quebec y emplea a casi 145.000 personas. Varias empresas quebequenses, como OSF Global Services, están experimentando una fuerte expansión internacional. La ciudad de Quebec es el segundo centro de creación multimedia y de videojuegos de la provincia, con 1.630 puestos de trabajo, entre los que destacan el estudio artístico multimedia Ex Machina, de Robert Lepage, y los estudios de videojuegos Beenox (Activision), Ubisoft y Sarbakan, así como la mayor empresa de videojuegos de propiedad quebequesa, Frima Studio.

## Cultura

### Música

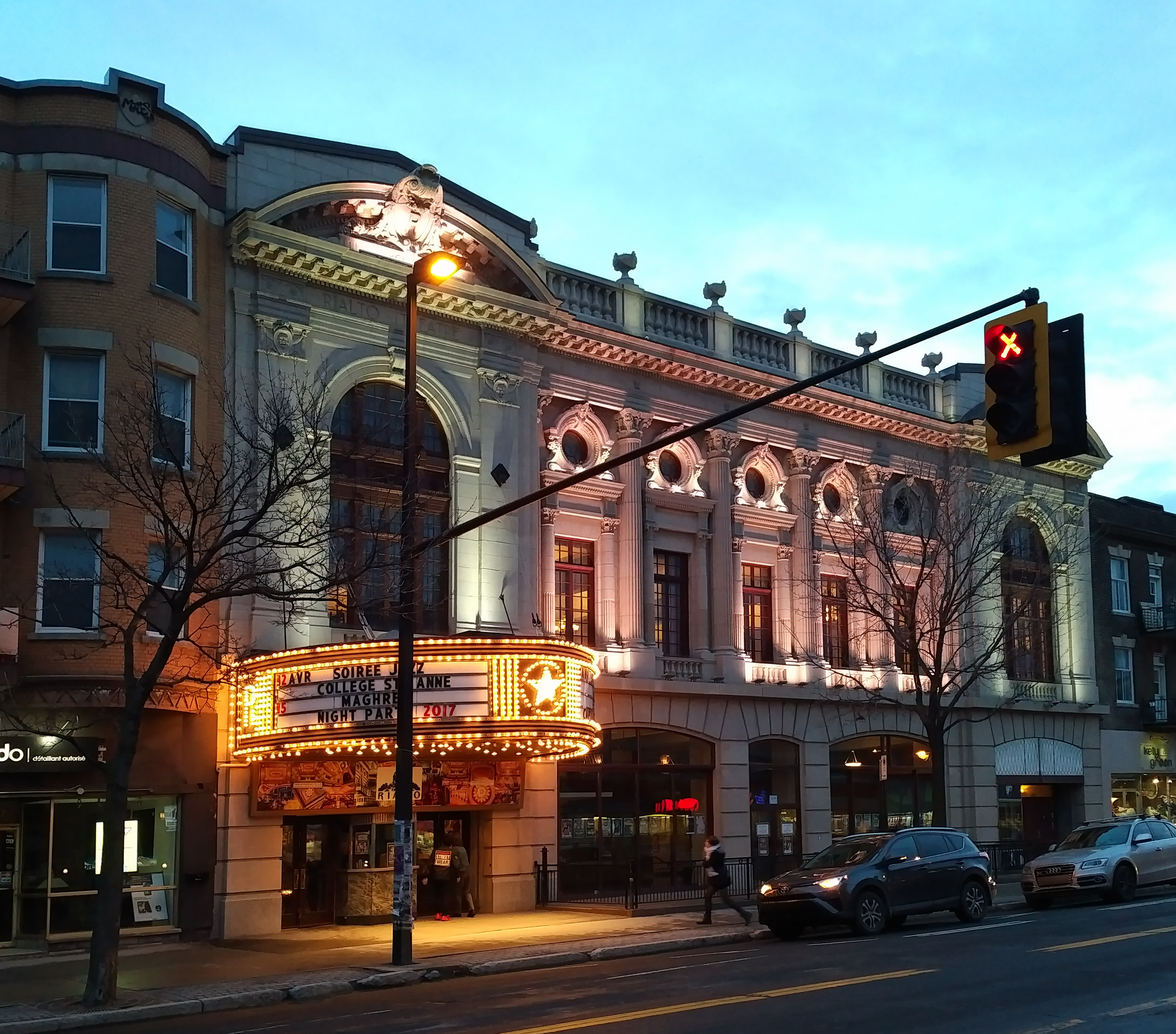
El Teatro Rialto de Montreal (Le Théâtre Rialto)

La música quebequense se refiere a cualquier expresión musical producida en Quebec desde la época de la colonización francesa hasta la actualidad. La música aborigen no está muy presente, pero experimentó un gran auge en los años 90 con el grupo Kashtin. La mayoría de las tendencias musicales de Occidente están representadas, y varios artistas quebequenses son reconocidos en la escena internacional. La música de Quebec se caracteriza principalmente por una fuerte inclinación francófona y evolutiva, así como por su música folclórica, que sigue muy viva.
Aunque es un mercado independiente, la música quebequense es conocida en todo el mundo francófono, especialmente en Europa. La primera artista que alcanzó el estatus de «estrella internacional» fue Alys Robi, popular en la década de 1940.
En los años 1950, Félix Leclerc fue el primer intérprete quebequense que alcanzó el éxito en Francia.
Tras debutar en los años 1980, Céline Dion inició una carrera internacional en los 1990. Sus ventas estimadas de 250 millones de álbumes en todo el mundo la convierten en una de las cantantes más vendidas de todos los tiempos. En 1995, su álbum D'eux se convirtió en el más vendido en lengua francesa, con 10 millones de copias vendidas en todo el mundo. De 2002 a 2007, su programa A New Day. fue un segundo aire para la economía de Las Vegas.
Muchos artistas extranjeros francófonos han comenzado su carrera en Quebec, un ejemplo es Lara Fabian pero hay muchos otros.
La Association québécoise de l'industrie du disque, du spectacle et de la vidéo (ADISQ) se creó en 1978 para promover la industria musical en Quebec.
Del repertorio musical quebequense, la canción À la claire fontaine fue el himno nacional de Nueva Francia, de los Patriotas y de los francocanadienses, sustituido posteriormente por Ô Canada. En la actualidad, Gens du pays, de Gilles Vigneault, es preferida por muchos quebequenses y se considera el himno nacional de facto de Quebec. Presentado en 1968, L'Osstidcho revolucionó el mundo del espectáculo quebequense al presentar a una juventud ávida de cambios. Este escándalo religioso dio rápidamente a la lengua popular el lugar que le corresponde en la canción quebequense.
Desde La Bolduc en los años 1920 y 1930 hasta los artistas contemporáneos, la canción quebequesa ha dado a conocer a muchos cantautores, cantantes de variedades, crooners y grupos musicales en el mundo francófono y fuera de él.

### Bellas Artes

Museo de Bellas Artes de Montreal (Musée des Beaux-Arts de Montréal)

Influido inicialmente, desde la época de la Nueva Francia, por el culto religioso del catolicismo, con obras especialmente del Hermano Luc y más recientemente de Ozias Leduc y Guido Nincheri, el arte de Quebec se desarrolló en torno a las características de sus paisajes y representaciones culturales, históricas, sociales y políticas.
Así, el desarrollo de las obras maestras quebequenses en pintura, grabado y escultura está marcado por la contribución de artistas como Joseph Légaré, Louis-Philippe Hébert, Cornelius Krieghoff, Alfred Laliberté, Marc-Aurèle Fortin, Marc-Aurèle de Foy Suzor-Coté, Jean Paul Lemieux, Clarence Gagnon, Adrien Dufresne, Alfred Pellan, Jean-Philippe Dallaire, Charles Daudelin, Arthur Villeneuve, Jean-Paul Riopelle, Paul-Émile Borduas y Marcelle Ferron.
Las creaciones de los artistas quebequenses se exponen en el Museo Nacional de Bellas Artes de Quebec, el Museo de Arte Contemporáneo de Montreal, el Museo de Bellas Artes de Montreal y en galerías de arte. Aunque muchas obras adornan los espacios públicos de Quebec, otras se exponen en el extranjero, como la escultura Embâcle de Charles Daudelin en la Place du Québec de París y la estatua Québec libre! de Armand Vaillancourt en San Francisco. La UQAM y la Universidad de Concordia ofrecen programas de artes visuales.

### Arquitectura
Varios edificios son testigos del patrimonio arquitectónico que caracteriza a Quebec, como los edificios religiosos, los ayuntamientos, las casas del señorío, etc.

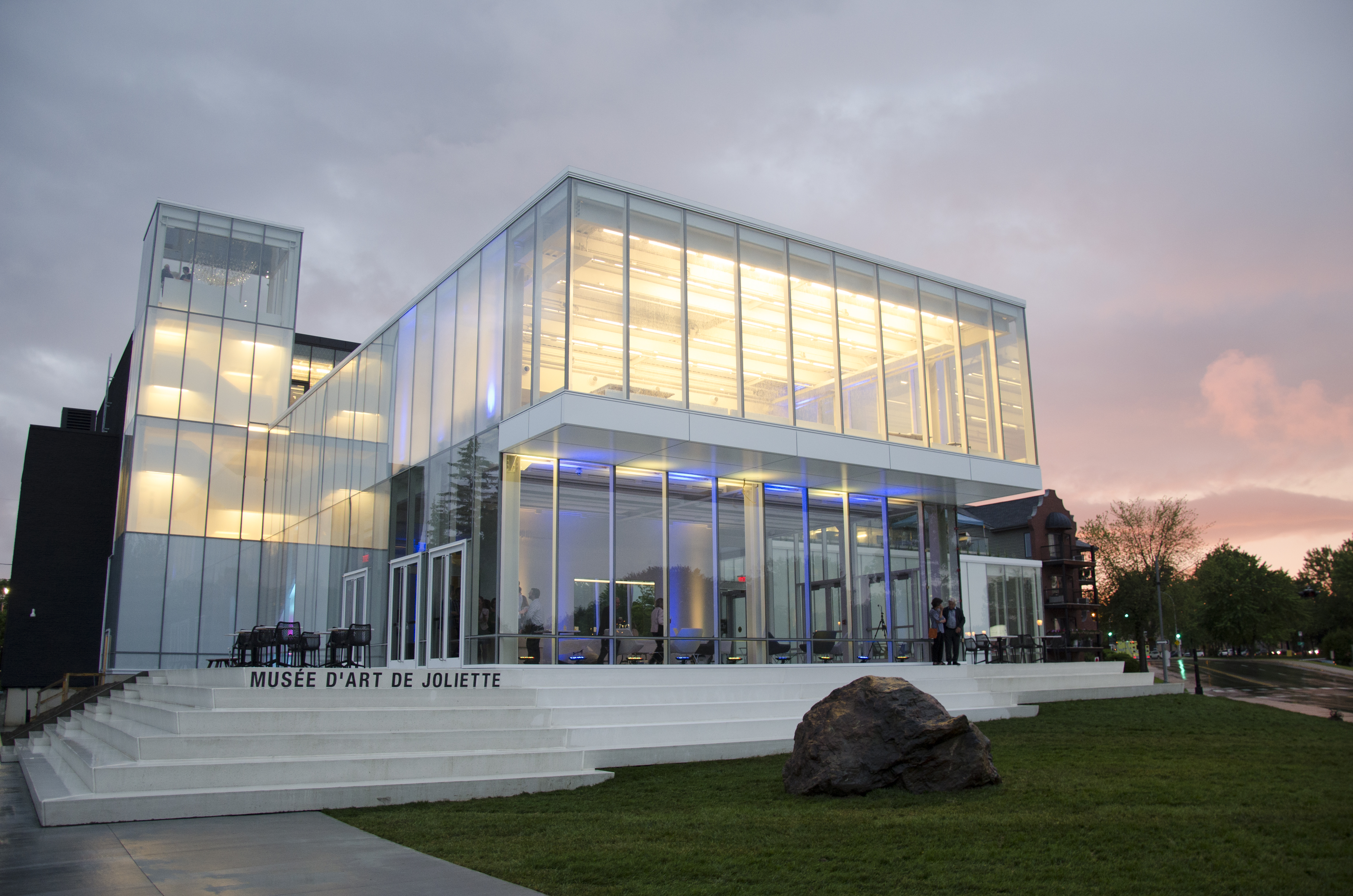
Museo de Arte de Joliette, Quebec

Cuando los colonos franceses llegaron a Nueva Francia, construyeron las casas de la misma manera que en Francia, pero adaptaron la arquitectura para protegerse del frío, las heladas y el viento. Las casas de madera más pobres se construían con cimientos, las grietas se rellenaban con arcilla y las paredes exteriores se cubrían con cal. Las casas de piedra más ricas tienen las paredes cubiertas de cal blanca para evitar que la mampostería se desmorone. En general, las aberturas de las casas están dispuestas contra el viento y tienen contraventanas. Los tejados más puntiagudos evitan que se acumule la nieve, y la cornisa alargada alberga una galería. Se instalan grandes chimeneas. Muchos se calentaban con estufas de hierro. La casa tradicional de Montreal es corta, maciza y profunda, construida con grandes piedras negras incrustadas en un grueso mortero blanco. Este estilo de casa viene directamente de Bretaña.

### Gastronomía
Los primeros colonos de Nueva Francia preparaban comidas abundantes para soportar mejor los rigores del clima y el trabajo diario. Según los testimonios de los viajeros que visitaron Nueva Francia, la condición física del canadiense parece ser mejor que la del campesino francés de la época. Así, comían tourtière, huevos, pescado, carne de granja o de caza, frambuesas, arándanos, calabaza, bayas silvestres y fresas. Mientras que el maíz era desconocido en Francia, se consumía mucho en Nueva Francia; la gente también comía más carne pero menos pan.

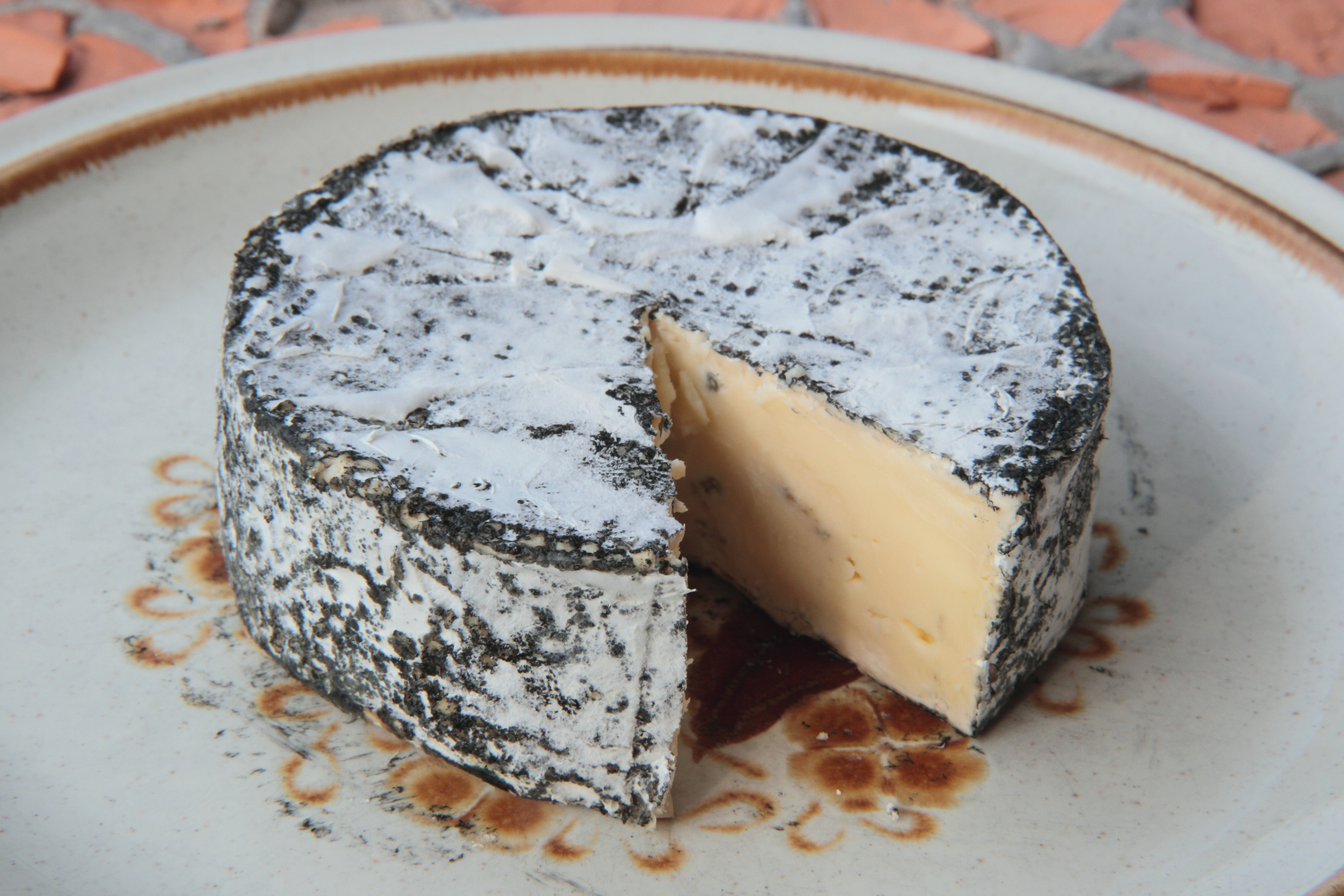
Météorite un tipo de queso hecho en Saint-Raymond, Quebec

Una cocina familiar, basada en la tradición francesa, desarrollada a lo largo de los siglos, que integra el pescado, la caza, las verduras y la fruta fresca. La tourtière, la cipaille, las alubias cocidas, la sopa de guisantes, el asado de cerdo, los cretones, el pastel de azúcar y las tortitas de trigo sarraceno son algunos ejemplos de estos platos tradicionales. Algunos permanecen en los menús de los restaurantes, mientras que otros se sirven en ocasiones especiales, como las comidas tradicionales de las fiestas. En primavera, estos platos pueden servirse en chozas de azúcar. Las recetas tradicionales también son reinterpretadas al gusto del día por los chefs de los mejores restaurantes de Quebec, que también ofrecen una gran cantidad de productos finos de Quebec, como foie gras, pechuga de pato, caviar de pescado blanco (un pez de las aguas del Abitibi), sidra de hielo y vino de hielo.
En cuanto a la comida rápida, la guédille y la poutine son platos típicos de Quebec, que suelen servirse en las cantinas locales. La poutine es un plato a base de papas fritas y cuajada de queso (cheddar fresco), normalmente cubierto con una salsa marrón. Su origen no se conoce con exactitud y existen muchas variaciones: diferentes salsas, quesos, adición de otros ingredientes, etc. (o, puestos de papas fritas).
Además, Quebec representa el 80% de la producción mundial de jarabe de arce. Procedente de las tradiciones amerindias, adaptadas y modificadas por los colonos de Nueva Francia, la producción de jarabe de arce consiste, en primer lugar, en aprovechar los arces azucareros durante el deshielo de la primavera. La savia recogida se reduce por evaporación hasta obtener un delicioso jarabe dulce, ideal para tortitas, gofres, torrijas y multitud de platos.
En 2007, Le Devoir identificó el pastel de pastor, un plato típico de Quebec, como «el plato nacional de los quebequenses». Un grupo de personalidades entrevistadas sobre este tema mencionó que este plato tiene varias ventajas, como su lado familiar y reconfortante, su bajo coste y sus raíces históricas vinculadas a las crisis económicas. Originalmente un simple plato preparado a partir de «sobras de carne y verduras baratas», se está «remodelando y entrando en el mundo de la gastronomía». Cabe mencionar que este aspecto se comparte con Canadá, donde, en la época de la construcción del ferrocarril Este-Oeste, este plato se servía en todo el país a los trabajadores, entre los que también había una importante mano de obra inmigrante china, de ahí el nombre de Shepherd's Pie.

### Literatura

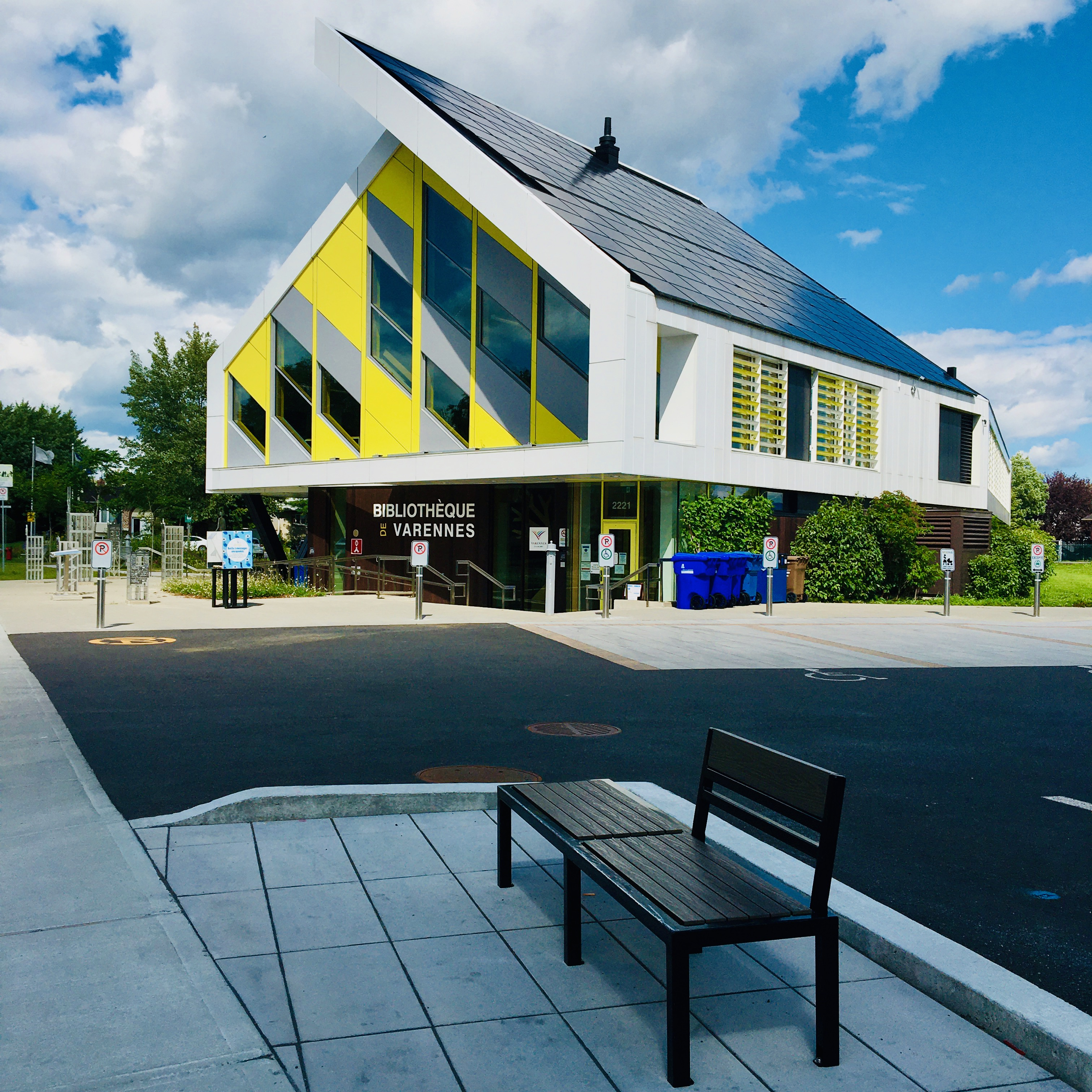
Biblioteca pública de Varennes (Bibliothèque publique de Varennes)

Desde Nueva Francia, la literatura quebequense se desarrolló por primera vez en los relatos de viaje de exploradores como Jacques Cartier, Jean de Brébeuf, el barón de La Hontan y Nicolas Perrot, que describían sus relaciones con los pueblos aborígenes. El Moulin à Paroles recorre los grandes textos que han marcado la historia de Quebec desde su fundación en 1534 hasta la era de la modernidad.
François-Xavier Garneau está considerado como el primer autor que realiza una verdadera síntesis histórica que pone en primer plano la experiencia del pueblo franco-canadiense, abrumado por la derrota de la rebelión de los Patriotas de 1837-1838 y la injusticia del Acta de Unión. Publicados entre 1845 y 1852, los cuatro volúmenes de la Historia de Canadá tuvieron el mérito, a los ojos de sus contemporáneos, de «estructurar su memoria social en una novela nacional, para relatar su experiencia histórica como una lucha incesante, si no para gobernarse, al menos para hacerse respetar».
La tradición oral cuenta con varios cuentos e historias, como las leyendas del Bonhomme Sept Heures, la Chasse-galerie, el Cheval noir des Trois-Pistoles, la Complainte de Cadieux, La Corriveau, el Diable qui danse à Saint-Ambroise, el Géant Beaupré, los monstruos de los lagos Pohénégamook y Memphrémagog, el Pont de Québec (alias, el Puente del Diablo), el Rocher Percé y Rose Latulipe, por ejemplo.
Eminentes poetas y autores quebequenses marcaron su época y permanecen anclados en el imaginario colectivo actual, como Philippe Aubert de Gaspé, Octave Crémazie, Honoré Beaugrand, Émile Nelligan, Lionel Groulx, Gabrielle Roy, Hubert Aquin, Anne Hébert, Hector de Saint-Denys Garneau -el primer poeta moderno de Quebec-, Félix Leclerc, Gaston Miron, Michel Tremblay y Fred Pellerin.
El roman du terroir es una tradición literaria quebequense que se remonta a mediados del siglo XIX; estuvo en boga hasta la Segunda Guerra Mundial. El género aborda tres temas principales: el asentamiento de colonos en regiones nuevas e inexploradas, la sucesión de la tierra paterna y la defensa del modo de vida agrícola que asegura la supervivencia socioeconómica de la «raza franco-canadiense». Obras como Maria Chapdelaine, de Louis Hémon, Trente arpents, de Ringuet, y Le Survenant, de Germaine Guèvremont, son representativas de esta tendencia.
Obras como Les Belles-sœurs y Broue también tuvieron éxito.

### Teatro
Entre los grupos de teatro destacados se encuentran el Théâtre du Nouveau Monde, el Théâtre du Trident, la Compagnie Jean-Duceppe, el Théâtre La Rubrique, el Théâtre Le Grenier, etc. Además de la red de centros culturales de Quebec, los teatros son el Monument-National, el Théâtre de Quat'Sous y el Théâtre du Rideau vert en Montreal, el Théâtre du Trident en la ciudad de Quebec, etc. La Escuela Nacional de Teatro de Canadá y el Conservatorio de Música y Arte Dramático de Quebec forman a los futuros actores.

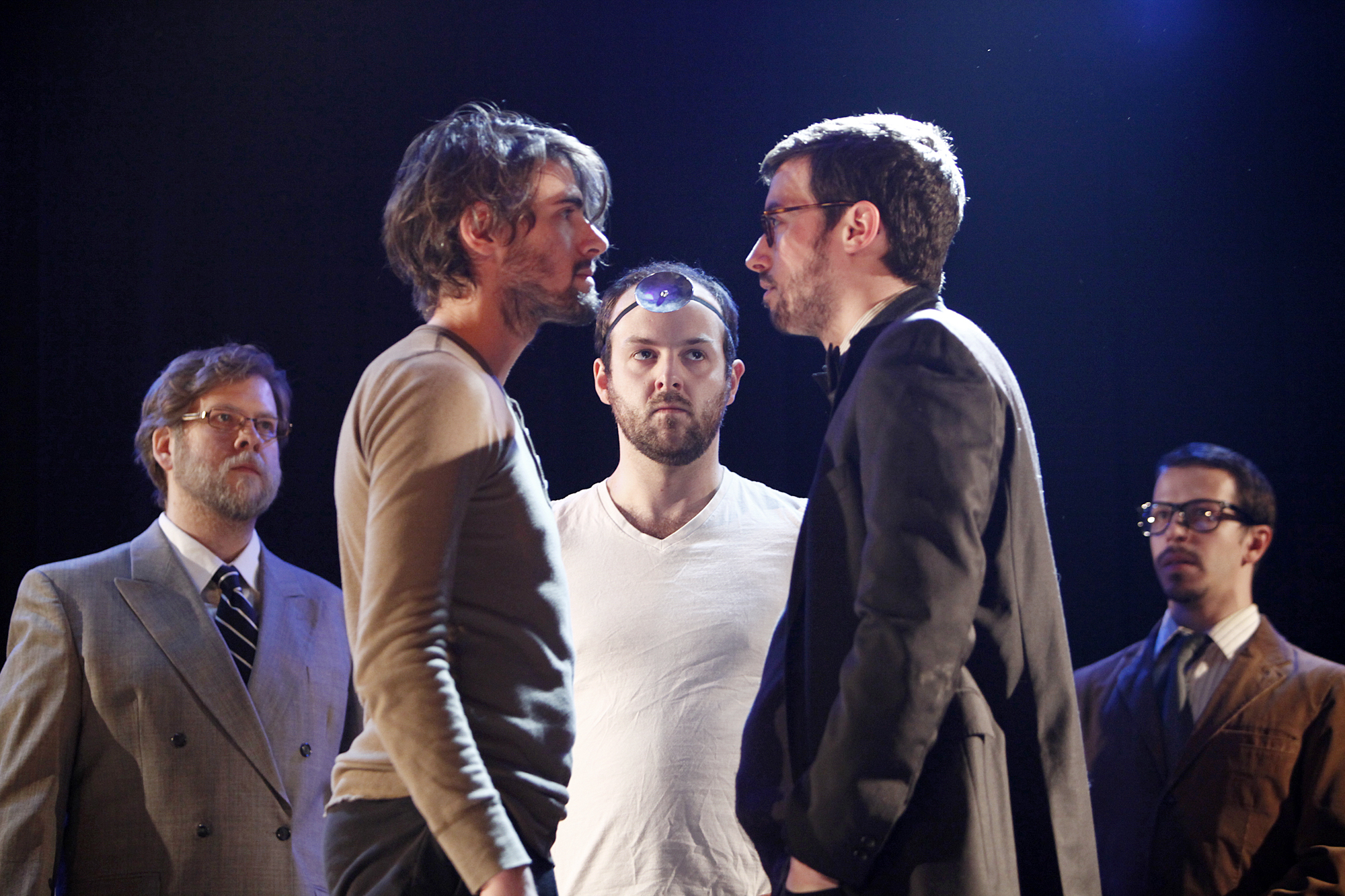
Liga de improvisación Teatral de Montreal (Ligue d'improvisation montréalaise)

El teatro de verano es un verdadero símbolo de la literatura quebequense. Presentado durante la temporada de verano, ofrece diversos espectáculos, a menudo musicales o dramas humorísticos, a veces al aire libre, en regiones rurales y semirrurales de Quebec, como el Théâtre de la Dame de Coeur en Upton, Montérégie, el Théâtre des Grands Chênes en Kingsey Falls, Centre-du-Québec, el Théâtre de la Marjolaine en Eastman, Estrie, etc.
La Académie québécoise du théâtre y la Association québécoise des auteurs dramatiques (AQAD) son los principales organismos de promoción de la literatura y el teatro quebequenses. Los premios literarios de Quebec, entre ellos la medalla de la Academia de las Letras de Quebec, y la Soirée des Masques recompensan a personalidades.

### Cine Televisión y Radio
La Cinémathèque québécoise tiene el mandato de promover el patrimonio cinematográfico y televisivo de Quebec. Del mismo modo, el National Film Board of Canada (NFB), una corporación federal de la Corona, cumple esta misma misión en Quebec.
Asimismo, la Association des producteurs de films et de télévision du Québec (APFTQ) promueve la «producción independiente de cine y televisión ». Mientras que la Association des réalisateurs et réalisatrices du Québec (ARRQ) representa a los profesionales de la producción de cine y televisión, la Association des radiodiffuseurs communautaires du Québec (ARCQ) representa a las emisoras de radio independientes.
Varias salas de cine de todo Quebec garantizan la difusión del cine quebequense.
Con sus instalaciones cinematográficas, como la Cité du cinéma y los Estudios Mel, la ciudad de Montreal acoge el rodaje de diversas producciones.
La Rendez-vous Québec Cinéma es un festival en torno a la ceremonia de la Soirée des Jutra que premia las obras y personalidades del cine quebequense. El Festival regard sur le court métrage de Saguenay, el Festival des films du monde y el Festival du nouveau cinéma de Montreal, el Festival du cinéma international en Abitibi-Témiscamingue, así como el Festival du documenteur de Rouyn-Noranda son otros eventos anuales en torno a la industria cinematográfica de Quebec.
La empresa pública Télé-Québec, la empresa pública federal Radio-Canada, las cadenas privadas, generalistas y especializadas, las cadenas de radio, así como las emisoras independientes y comunitarias, emiten las distintas telenovelas quebequenses, los informativos nacionales y regionales, los programas interactivos y hablados, etc. La Gala Artis y la Gala de la Industria de Ontario son otros dos acontecimientos que tienen lugar en Quebec.
La Gala Artis y los Premios Gemini reconocen a personalidades de la industria de la televisión y la radio en Quebec y la francofonía canadiense.

### Patrimonio cultural

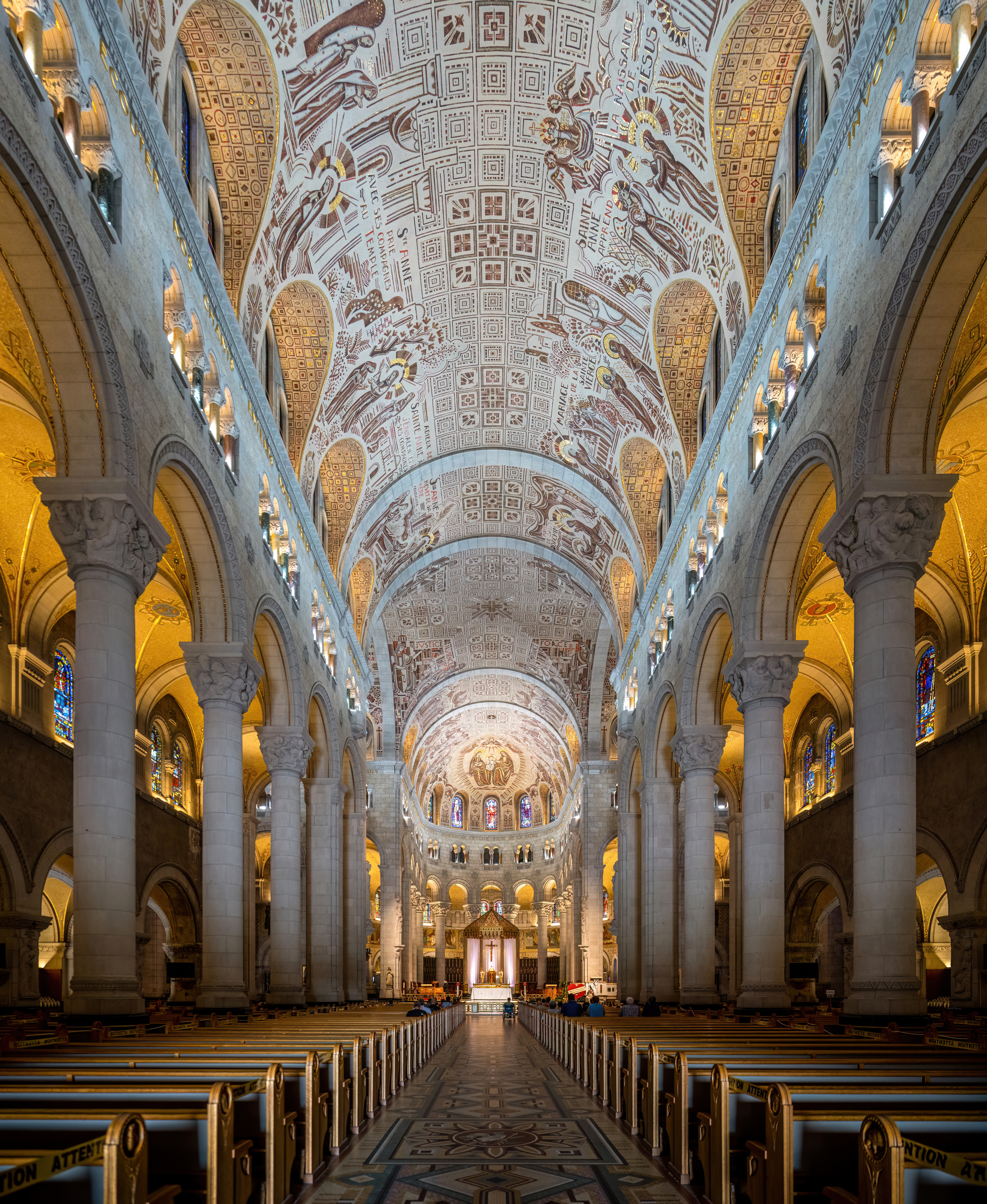
Basílica de Santa Ana de Beaupré, importante santuario del catolicismo, con cerca de medio millón de peregrinos que la visitan cada año

El Fondo del Patrimonio Cultural de Quebec es un programa del Gobierno de Quebec destinado a la conservación y el desarrollo del patrimonio quebequense, en relación con diversas leyes. Varios organismos participan en esta misma misión, tanto en el ámbito de las tradiciones sociales y culturales como en el de los paisajes y edificios patrimoniales, como el Conseil du patrimoine culturel du Québec, la Fondation québécoise du patrimoine, el Centre de conservation du Québec, el Centre de valorisation du patrimoine vivant, el Conseil québécois du patrimoine vivant, la Association québécoise d'interprétation du patrimoine, etc.
Muy marcada por la presencia de la Iglesia católica, la promoción de la historia religiosa de Quebec está garantizada por organismos como el Consejo del Patrimonio Religioso de Quebec. Desde 2007, el Gobierno promueve, con los diferentes actores del sector, la celebración de acuerdos de utilización de los bienes de las fabriques y de las corporaciones episcopales con el fin de establecer «asociaciones para la financiación de la restauración y la renovación de los edificios religiosos».
Numerosos lugares, casas y estructuras históricas forman parte del patrimonio cultural de Quebec, como el Village québécois d'antan, el pueblo histórico de Val-Jalbert, Fort Chambly, la casa nacional de los Patriotas, la fábrica de pasta de papel de Chicoutimi, el canal de Lachine, el puente Victoria, etc.
Muchos artefactos se conservan en varios museos y cuentan la historia cultural de Quebec, como el Museo de la Civilización, el Museo de la América Francesa, el Museo McCord, el Museo de Arqueología e Historia de Montreal, Pointe-à-Callière, etc.
Varias obras literarias reproducen la vida cotidiana del pasado, integrándose así en la tradición social y cultural de las telenovelas quebequenses de antaño,como la trilogía de Pierre Gauvreau (Le Temps d'une paix, Cormoran y Le Volcan tranquille) así como La Famille Plouffe, Les Belles Histoires des pays d'en haut, La Petite Patrie, Entre chien et loup, Les Filles de Caleb, Blanche, Au nom du père et du fils, Marguerite Volant, Nos étés, Musée Éden, etc.
El Répertoire du patrimoine culturel du Québec permite acceder a información detallada sobre los elementos que componen el patrimonio quebequense, en todos los tipos de patrimonio reconocidos por la Loi sur la conservation du patrimoine du Québec (inmuebles, inmateriales, muebles, acontecimientos, personajes históricos, etc.).

### Sentimiento antiinmigrante

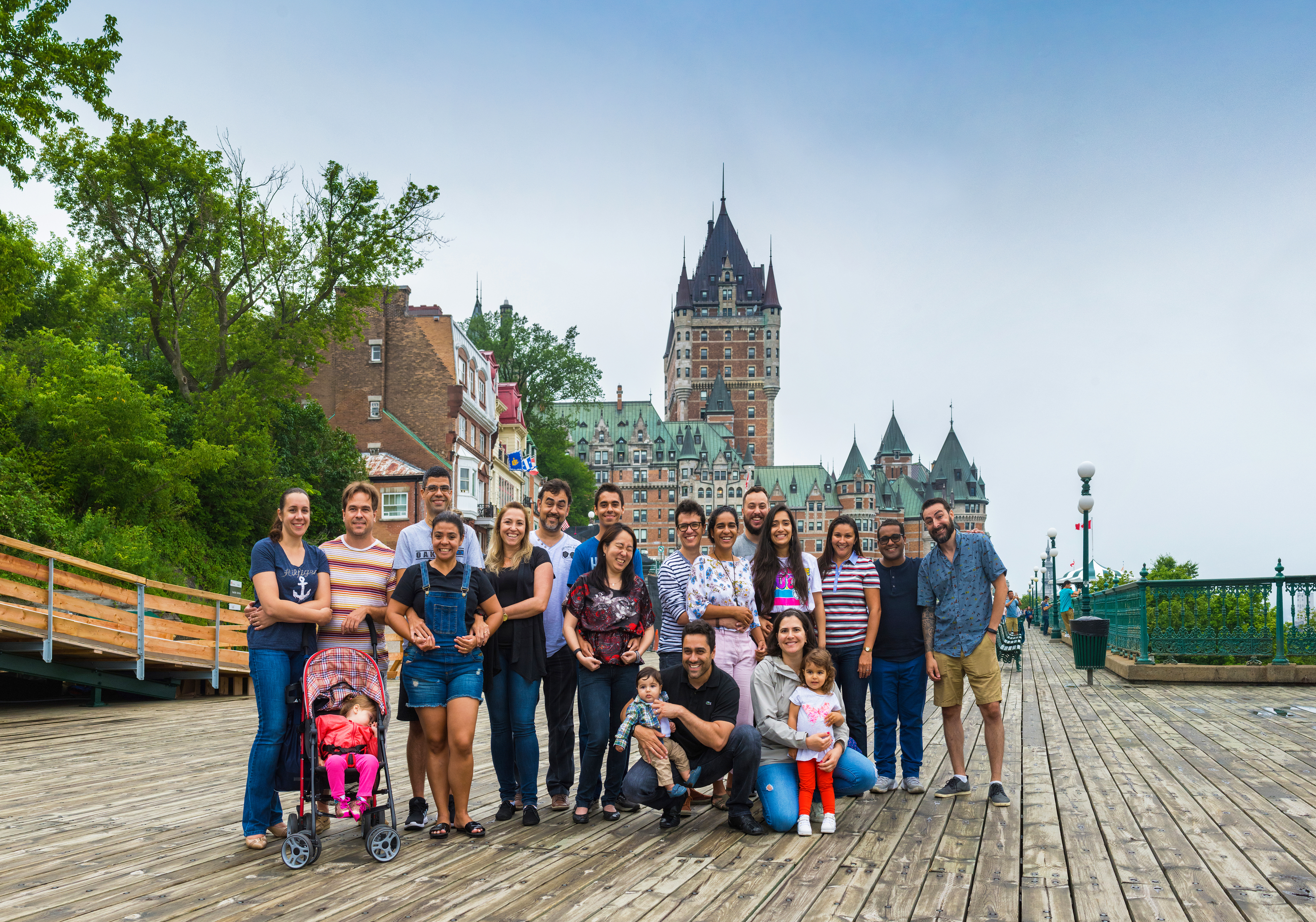
Familias inmigrantes procedentes de Brasil, que se establecieron en la ciudad de Quebec, Canadá, tras ser seleccionadas por su cualificación para ocupaciones que exigen el conocimiento del francés.

En Quebec, el sentimiento antiinmigrante ha incrementado durante los últimos cinco años, situación exacerbada por un gobierno de la CAQ que ha tratado la inmigración irresponsablemente como una amenaza constante para la identidad y lengua de Quebec. Esta demonización se mantiene, a pesar de que, excluyendo Montreal, Quebec es la provincia menos diversa racialmente en Canadá y el francés sigue siendo el primer idioma oficial hablado por más del 90% de la población en la mayoría de las regiones de Quebec.A diferencia de los Estados Unidos, donde la inmigración es citada como la principal razón del fuerte repunte económico, especialmente en la recuperación del impacto económico de la pandemia, el gobierno provincial de Quebec insiste en tratar la inmigración únicamente como un problema, y no como parte de la solución.
Algunos han considerado que Quebec necesita su propio momento de Lysistrata — una huelga o boicot para recordarle al gobierno y a los ciudadanos de Quebec cuánto depende la sociedad y la economía, tanto de inmigrantes, como de trabajadores extranjeros temporales y solicitantes de asilo, en sectores como la salud, la agricultura, la producción de alimentos, las fábricas, los almacenes y en muchos servicios de primera línea.El CAQ ha mostrado una falta de empatía y reconocimiento básico de la dependencia de la migración temporal y permanente. El premier Legault continúa politizando sobre las espaldas de personas a menudo vulnerables y menos vocales, ya que están demasiado ocupadas sobreviviendo o temen que la crítica pueda comprometer sus solicitudes de asilo o aplicaciones para la residencia permanente o incluso sus empleos, a menudo vinculados directamente a su estatus de trabajador temporal.
Bajo el pretexto de la protección del idioma, políticos y comentaristas tratan a los trabajadores esenciales como seres desechables, a menudo atribuyéndoles los peores motivos. Recientemente, el gobierno incluso decidió gastar dinero público para impugnar el derecho de solicitantes de asilo, que trabajan en empleos esenciales, a tener acceso a guarderías subsidiadas.El gobierno de la CAQ ha mostrado una larga trayectoria de trato deficiente hacia los inmigrantes. Intentó desechar 18,000 aplicaciones de trabajadores calificados sin considerar su impacto. Se negó a expandir un programa federal especial para regularizar a más «ángeles guardianes» y a los muchos solicitantes de asilo que trabajaron incansablemente durante la pandemia para asegurar el funcionamiento de hospitales, restaurantes, almacenes y CHSLD en Quebec.
El exministro de Inmigración de Quebec, Jean Boulet, también habló de los inmigrantes como personas que «no se integran, no trabajan, no hablan francés», sin estadísticas que respalden dichas afirmaciones.Actualmente, el CAQ se niega tercamente a aumentar sus cuotas anuales de inmigración por razones políticas, mientras que de manera hipócrita incrementa los trabajadores temporales, comprometiendo severamente las aplicaciones de reunificación familiar para muchos quebequenses y sus parejas extranjeras, y creando retrasos en el procesamiento tres veces mayores que en el resto del país.
En octubre pasado, cuando el gobierno de Canadá anunció que abriría la puerta a 11,000 personas de Colombia, Haití y Venezuela con familiares inmediatos viviendo aquí, el gobierno de la CAQ dejó claro que optaba por excluirse del programa, impidiendo a muchos quebequenses haitianos traer a sus familiares.La presencia de inmigrantes y solicitantes de asilo ha sido vinculada irresponsablemente por este gobierno a la crisis de vivienda, educación, salud y la falta de espacios en guarderías. A pesar de las carencias, en lugar de asumir responsabilidad por no asignar adecuadamente los fondos y espacios prometidos, el gobierno ha optado por desviar la atención, estigmatizando a inmigrantes y solicitantes de asilo, lo que conduce a una mayor marginación y resentimiento hacia personas de las cuales esta provincia se beneficia diariamente.
Los inmigrantes en Quebec son maestros, médicos, propietarios de depanneurs, trabajadores de guarderías, conductores de autobús, enfermeros, ingenieros de Hydro-Québec, entre otros. Los trabajadores extranjeros temporales sustentan el sector agrícola de Quebec. Los estudiantes internacionales ocupan empleos de servicio menial en hoteles del centro, cocinas de restaurantes, tiendas minoristas y cadenas de comida rápida, los mismos lugares que constantemente publican carteles buscando empleados. Los solicitantes de asilo trabajan como trabajadores de saneamiento y asistentes personales en CHSLD y hospitales. Si estas personas simplemente se detuvieran, se detendría la economía abruptamente.Es posible que aquellos que actualmente claman por la deportación o el traslado a otra provincia o la prevención de solicitudes de asilo finalmente dejen de vilipendiar a personas que también ofrecen mucho a cambio.

### Fiestas
| Fechas                     | Nombre en castellano          | Nombre local (en francés)                        | Notas |
| -------------------------- | ----------------------------- | ------------------------------------------------ | --- |
| 1 de enero                 | Año nuevo                     | Nouvel An                                        | |
| 6 de enero                 | Día de los Reyes magos        | Épiphanie                                        | |
| febrero                    | Carnavales                    | Carnaval de Québec                               | |
| marzo, abril o mayo        | Semana Santa                  | Pâques o Carême                                  | |
| 24 de junio                | Fiesta Nacional de Quebec     | Fête Nationale du Québec o Fête de la Saint-Jean | |
| 1 de julio                 | Día de Canadá                 | Fête du Canada                                   | Día de la Independencia del país. Día de la Confederación. (Canadá) |
| 27 de noviembre            | Día de la Autonomía           | Fête de l'Autonomie                              | |
| 25 de mayo                 | Día Nacional de los Patriotas | Journée nationale des patriotes                  | Destaca la importancia de la lucha de los patriotas de 1837-1838 para el reconocimiento de su nación, por su libertad política y para el establecimiento de un gobierno democrático. |
| Primer lunes de septiembre | Día del Trabajador            | fête du travail                                  | |
| Segundo lunes de octubre   | Día de Acción de Gracias      | Action de grâce                                  | Día de gracias por la cosecha del otoño. |
| 24 de diciembre            | Nochebuena                    | Veille de Noël                                   | |
| 25 de diciembre            | Navidad                       | Noël                                             | |
| 26 de diciembre            | Día siguiente de Navidad      | Boxing Day                                       | Día en el cual guardan las cajas de los regalos. |
| 31 de diciembre            | Fiestas de fin de año         | Veille du nouvel an                              | |

## Símbolos
- Árbol: abedul amarillo (Betula alleghaniensis).[147]
- Ave: búho nival (Bubo scandiacus).[148]
- Flor: Iris versicolor.[149]
- Insecto: la mariposa Basilarchia arthemis.[150]

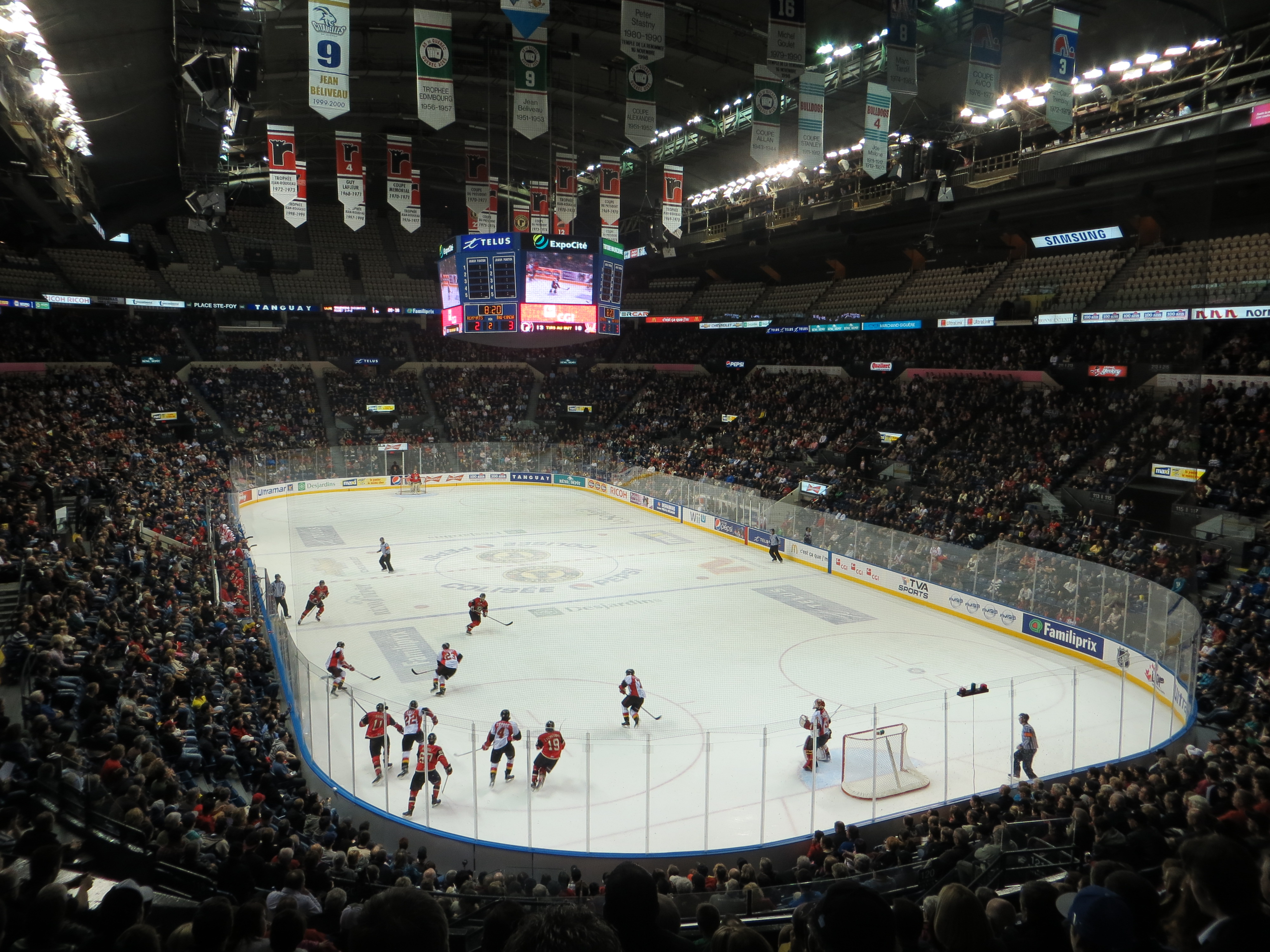
El Coliseo Pepsi (Colisée Pepsi) durante un partido de Hockey sobre hielo

## Deporte

### Hockey sobre hielo
Como deporte nacional de Canadá, el hockey sobre hielo ocupa un lugar especial en la vida de muchos quebequenses.
Los Montreal Canadiens son un club profesional de la Liga Nacional de Hockey (NHL). El club, fundado en 1909, juega sus partidos en casa en el Bell Centre de Montreal, que tiene la mayor capacidad de la NHL con 21.273 asientos. El club ha jugado en 34 torneos de la NHL. El club ha llegado a la final de la Copa Stanley 34 veces y la ha ganado 24 veces, un récord de la liga.
Los Nordiques de Quebec, por su parte, son un antiguo club de la NHL que jugaba en el Coliseo de la ciudad de Quebec (con una capacidad de 15.399 asientos). Este equipo dejó su huella en la historia y la cultura deportiva de Quebec, y contribuyó a la rivalidad natural entre Quebec y Montreal, antes de trasladarse a Colorado (Estados Unidos) en 1995. Hoy en día, la esperanza de volver a la NHL sigue presente, ya que la ciudad ha construido un nuevo estadio de 18.259 plazas, el Centre Vidéotron.

### Fútbol canadiense
Desde 1996, los Montreal Alouettes juegan en la Liga de Fútbol Canadiense (CFL). El club se fundó en 1946, pero tras varios años difíciles, el equipo se disolvió en 1983. En 1996 se formaron los Stallions de Montreal. En 1996, los Baltimore Stallions se trasladaron a Montreal, al estadio Percival-Molson, y pasaron a llamarse Alouettes.

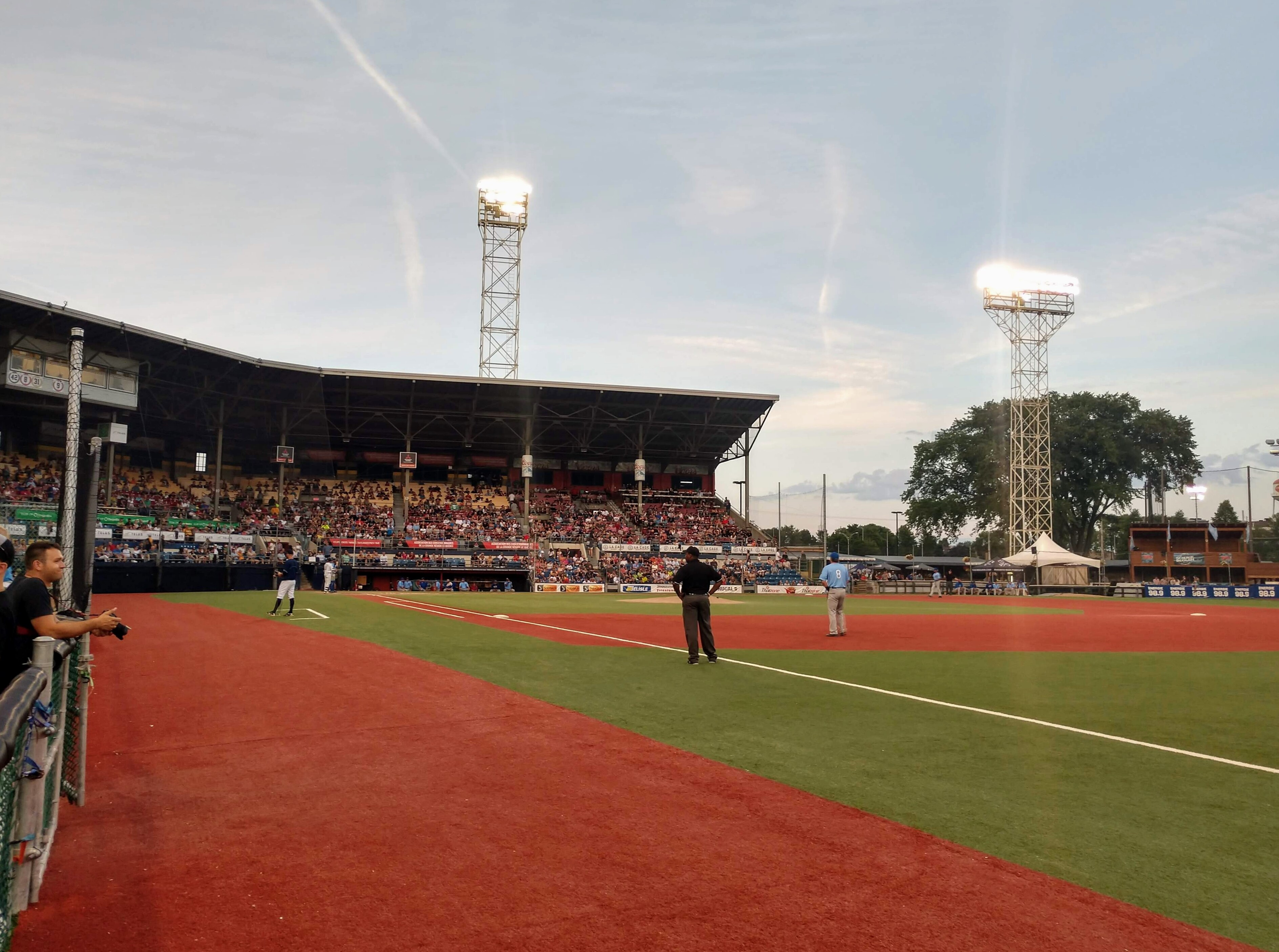
Estadio Municipal de Béisbol de Quebec

### Béisbol
Hasta 2004, los Expos de Montreal jugaban en las Grandes Ligas (Major League Baseball o MLB). Creado en 1968, el equipo tenía su sede en el Estadio Olímpico de Montreal (con capacidad para 43.739 espectadores en la modalidad de béisbol). Concedido el 27 de mayo de 1968, el equipo recibió el nombre de la Feria Mundial de Montreal (Terre des Hommes), que había tenido lugar el año anterior. Al final de la temporada 2004, el equipo se trasladó a Washington.

### Fórmula 1
El Gran Premio de Canadá, una carrera de Fórmula 1, se celebra en Quebec desde 1978 en el Circuito Gilles-Villeneuve, situado en la isla de Notre-Dame de Montreal. El piloto nacido en Quebec, Gilles Villeneuve, ganó la primera carrera allí con un Ferrari en 1978. Murió en 1982 tras un accidente en la última vuelta de clasificación del Gran Premio de Bélgica, sin haber podido ganar un título de campeón del mundo. Su hijo Jacques cumplirá este sueño en 1997.
La escudería Aston Martin es propiedad del empresario quebequés Lawrence Stroll, cuyo hijo Lance es pìloto de la misma.

### Fútbol
El Montreal Impact, que juega en el estadio Saputo de Montreal desde 2008, es el equipo de fútbol más importante de Quebec. Fundado en 1992, el equipo ha ganado tres títulos de la United Soccer Leagues (USL) y ha representado a Canadá en la Liga de Campeones de la CONCACAF en 2008, 2013 y 2014, donde el equipo de Montreal llegó a una final histórica. La participación de las mujeres quebequenses en el deporte se manifiesta en varios equipos femeninos de alto nivel: las Montreal Canadians en hockey, las Laval Comets y las Quebec Admiral SC en fútbol.

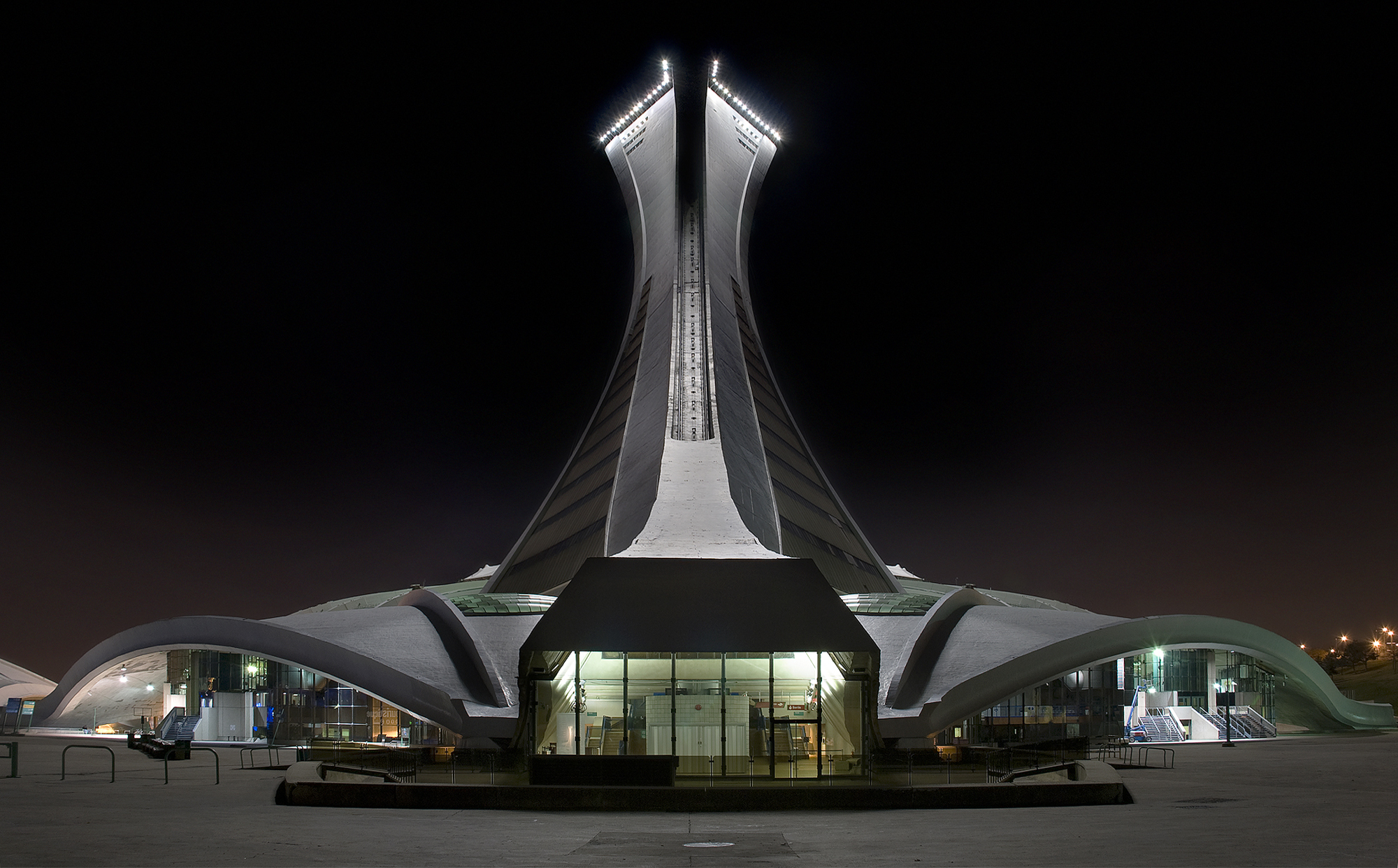
Estadio Olímpico de Montreal

### Otros deportes de invierno
La temporada de invierno en Quebec dura casi la mitad del año, de noviembre a abril, con unas condiciones de nieve excepcionales (de 3 a 15 metros de nieve por invierno, según la región). Los principales centros de esquí alpino de Quebec se encuentran en los municipios del Este, los Laurentians, la Capitale-Nationale y el Gaspé.
Las motos de nieve son otra actividad invernal muy popular. En 2008, la Fédération des clubs de motoneigistes du Québec contaba con casi 90.000 miembros. Estos miembros utilizan 33.500 km de senderos que son preparados y patrullados por la policía y los voluntarios de 208 clubes locales.
En los Juegos Olímpicos de Invierno de PyeongChang 2018, los atletas de Quebec tuvieron un rendimiento excepcional, ganando casi la mitad de todas las medallas canadienses (un récord de 12 de 29); siendo Quebec uno de los estados de la federación canadiense. En los Juegos de Invierno de Vancouver 2010, los atletas de Quebec ganaron 9 de las 26 medallas de Canadá. En los Juegos de Sochi 2014, ganaron 10 de las 25 medallas.

## Hermanamientos
- Estado de Nuevo León, México
- Estado de México, México